# 1971
Portal Geschichte | Portal Biografien | Aktuelle Ereignisse | Jahreskalender | Tagesartikel

◄ |
19. Jahrhundert |
20. Jahrhundert
| 21. Jahrhundert

◄ |
1940er |
1950er |
1960er |
1970er
| 1980er | 1990er | 2000er | ►

◄◄ |
◄ |
1967 |
1968 |
1969 |
1970 |
1971
| 1972 | 1973 | 1974 | 1975 | ► | ►►
 Jan.
| Feb.
| Mär.
| Apr.
| Mai
| Jun.
| Jul.
| Aug.
| Sep.
| Okt.
| Nov.
| Dez.
Staatsoberhäupter · Wahlen · Nekrolog  · Literaturjahr · Musikjahr · Filmjahr · Rundfunkjahr · Sportjahr
| Januar | Januar | Januar | Januar | Januar | Januar | Januar | Januar |
| Kw     | Mo     | Di     | Mi     | Do     | Fr     | Sa     | So     |
| ------ | ------ | ------ | ------ | ------ | ------ | ------ | ------ |
| 53     |        |        |        |        | 1      | 2      | 3      |
| 1      | 4      | 5      | 6      | 7      | 8      | 9      | 10     |
| 2      | 11     | 12     | 13     | 14     | 15     | 16     | 17     |
| 3      | 18     | 19     | 20     | 21     | 22     | 23     | 24     |
| 4      | 25     | 26     | 27     | 28     | 29     | 30     | 31     |

| Februar | Februar | Februar | Februar | Februar | Februar | Februar | Februar |
| Kw      | Mo      | Di      | Mi      | Do      | Fr      | Sa      | So      |
| ------- | ------- | ------- | ------- | ------- | ------- | ------- | ------- |
| 5       | 1       | 2       | 3       | 4       | 5       | 6       | 7       |
| 6       | 8       | 9       | 10      | 11      | 12      | 13      | 14      |
| 7       | 15      | 16      | 17      | 18      | 19      | 20      | 21      |
| 8       | 22      | 23      | 24      | 25      | 26      | 27      | 28      |

| März | März | März | März | März | März | März | März |
| Kw   | Mo   | Di   | Mi   | Do   | Fr   | Sa   | So   |
| ---- | ---- | ---- | ---- | ---- | ---- | ---- | ---- |
| 9    | 1    | 2    | 3    | 4    | 5    | 6    | 7    |
| 10   | 8    | 9    | 10   | 11   | 12   | 13   | 14   |
| 11   | 15   | 16   | 17   | 18   | 19   | 20   | 21   |
| 12   | 22   | 23   | 24   | 25   | 26   | 27   | 28   |
| 13   | 29   | 30   | 31   |      |      |      |      |

| April | April | April | April | April | April | April | April |
| Kw    | Mo    | Di    | Mi    | Do    | Fr    | Sa    | So    |
| ----- | ----- | ----- | ----- | ----- | ----- | ----- | ----- |
| 13    |       |       |       | 1     | 2     | 3     | 4     |
| 14    | 5     | 6     | 7     | 8     | 9     | 10    | 11    |
| 15    | 12    | 13    | 14    | 15    | 16    | 17    | 18    |
| 16    | 19    | 20    | 21    | 22    | 23    | 24    | 25    |
| 17    | 26    | 27    | 28    | 29    | 30    |       |       |

| Mai | Mai | Mai | Mai | Mai | Mai | Mai | Mai |
| Kw  | Mo  | Di  | Mi  | Do  | Fr  | Sa  | So  |
| --- | --- | --- | --- | --- | --- | --- | --- |
| 17  |     |     |     |     |     | 1   | 2   |
| 18  | 3   | 4   | 5   | 6   | 7   | 8   | 9   |
| 19  | 10  | 11  | 12  | 13  | 14  | 15  | 16  |
| 20  | 17  | 18  | 19  | 20  | 21  | 22  | 23  |
| 21  | 24  | 25  | 26  | 27  | 28  | 29  | 30  |
| 22  | 31  |     |     |     |     |     |     |

| Juni | Juni | Juni | Juni | Juni | Juni | Juni | Juni |
| Kw   | Mo   | Di   | Mi   | Do   | Fr   | Sa   | So   |
| ---- | ---- | ---- | ---- | ---- | ---- | ---- | ---- |
| 22   |      | 1    | 2    | 3    | 4    | 5    | 6    |
| 23   | 7    | 8    | 9    | 10   | 11   | 12   | 13   |
| 24   | 14   | 15   | 16   | 17   | 18   | 19   | 20   |
| 25   | 21   | 22   | 23   | 24   | 25   | 26   | 27   |
| 26   | 28   | 29   | 30   |      |      |      |      |

| Juli | Juli | Juli | Juli | Juli | Juli | Juli | Juli |
| Kw   | Mo   | Di   | Mi   | Do   | Fr   | Sa   | So   |
| ---- | ---- | ---- | ---- | ---- | ---- | ---- | ---- |
| 26   |      |      |      | 1    | 2    | 3    | 4    |
| 27   | 5    | 6    | 7    | 8    | 9    | 10   | 11   |
| 28   | 12   | 13   | 14   | 15   | 16   | 17   | 18   |
| 29   | 19   | 20   | 21   | 22   | 23   | 24   | 25   |
| 30   | 26   | 27   | 28   | 29   | 30   | 31   |      |

| August | August | August | August | August | August | August | August |
| Kw     | Mo     | Di     | Mi     | Do     | Fr     | Sa     | So     |
| ------ | ------ | ------ | ------ | ------ | ------ | ------ | ------ |
| 30     |        |        |        |        |        |        | 1      |
| 31     | 2      | 3      | 4      | 5      | 6      | 7      | 8      |
| 32     | 9      | 10     | 11     | 12     | 13     | 14     | 15     |
| 33     | 16     | 17     | 18     | 19     | 20     | 21     | 22     |
| 34     | 23     | 24     | 25     | 26     | 27     | 28     | 29     |
| 35     | 30     | 31     |        |        |        |        |        |

| September | September | September | September | September | September | September | September |
| Kw        | Mo        | Di        | Mi        | Do        | Fr        | Sa        | So        |
| --------- | --------- | --------- | --------- | --------- | --------- | --------- | --------- |
| 35        |           |           | 1         | 2         | 3         | 4         | 5         |
| 36        | 6         | 7         | 8         | 9         | 10        | 11        | 12        |
| 37        | 13        | 14        | 15        | 16        | 17        | 18        | 19        |
| 38        | 20        | 21        | 22        | 23        | 24        | 25        | 26        |
| 39        | 27        | 28        | 29        | 30        |           |           |           |

| Oktober | Oktober | Oktober | Oktober | Oktober | Oktober | Oktober | Oktober |
| Kw      | Mo      | Di      | Mi      | Do      | Fr      | Sa      | So      |
| ------- | ------- | ------- | ------- | ------- | ------- | ------- | ------- |
| 39      |         |         |         |         | 1       | 2       | 3       |
| 40      | 4       | 5       | 6       | 7       | 8       | 9       | 10      |
| 41      | 11      | 12      | 13      | 14      | 15      | 16      | 17      |
| 42      | 18      | 19      | 20      | 21      | 22      | 23      | 24      |
| 43      | 25      | 26      | 27      | 28      | 29      | 30      | 31      |

| November | November | November | November | November | November | November | November |
| Kw       | Mo       | Di       | Mi       | Do       | Fr       | Sa       | So       |
| -------- | -------- | -------- | -------- | -------- | -------- | -------- | -------- |
| 44       | 1        | 2        | 3        | 4        | 5        | 6        | 7        |
| 45       | 8        | 9        | 10       | 11       | 12       | 13       | 14       |
| 46       | 15       | 16       | 17       | 18       | 19       | 20       | 21       |
| 47       | 22       | 23       | 24       | 25       | 26       | 27       | 28       |
| 48       | 29       | 30       |          |          |          |          |          |

| Dezember | Dezember | Dezember | Dezember | Dezember | Dezember | Dezember | Dezember |
| Kw       | Mo       | Di       | Mi       | Do       | Fr       | Sa       | So       |
| -------- | -------- | -------- | -------- | -------- | -------- | -------- | -------- |
| 48       |          |          | 1        | 2        | 3        | 4        | 5        |
| 49       | 6        | 7        | 8        | 9        | 10       | 11       | 12       |
| 50       | 13       | 14       | 15       | 16       | 17       | 18       | 19       |
| 51       | 20       | 21       | 22       | 23       | 24       | 25       | 26       |
| 52       | 27       | 28       | 29       | 30       | 31       |          |          |

| Januar | Januar | Januar | Januar | Januar | Januar | Januar | Januar |
| Kw     | Mo     | Di     | Mi     | Do     | Fr     | Sa     | So     |
| ------ | ------ | ------ | ------ | ------ | ------ | ------ | ------ |
| 53     |        |        |        |        | 1      | 2      | 3      |
| 1      | 4      | 5      | 6      | 7      | 8      | 9      | 10     |
| 2      | 11     | 12     | 13     | 14     | 15     | 16     | 17     |
| 3      | 18     | 19     | 20     | 21     | 22     | 23     | 24     |
| 4      | 25     | 26     | 27     | 28     | 29     | 30     | 31     |

| Februar | Februar | Februar | Februar | Februar | Februar | Februar | Februar |
| Kw      | Mo      | Di      | Mi      | Do      | Fr      | Sa      | So      |
| ------- | ------- | ------- | ------- | ------- | ------- | ------- | ------- |
| 5       | 1       | 2       | 3       | 4       | 5       | 6       | 7       |
| 6       | 8       | 9       | 10      | 11      | 12      | 13      | 14      |
| 7       | 15      | 16      | 17      | 18      | 19      | 20      | 21      |
| 8       | 22      | 23      | 24      | 25      | 26      | 27      | 28      |

| März | März | März | März | März | März | März | März |
| Kw   | Mo   | Di   | Mi   | Do   | Fr   | Sa   | So   |
| ---- | ---- | ---- | ---- | ---- | ---- | ---- | ---- |
| 9    | 1    | 2    | 3    | 4    | 5    | 6    | 7    |
| 10   | 8    | 9    | 10   | 11   | 12   | 13   | 14   |
| 11   | 15   | 16   | 17   | 18   | 19   | 20   | 21   |
| 12   | 22   | 23   | 24   | 25   | 26   | 27   | 28   |
| 13   | 29   | 30   | 31   |      |      |      |      |

| April | April | April | April | April | April | April | April |
| Kw    | Mo    | Di    | Mi    | Do    | Fr    | Sa    | So    |
| ----- | ----- | ----- | ----- | ----- | ----- | ----- | ----- |
| 13    |       |       |       | 1     | 2     | 3     | 4     |
| 14    | 5     | 6     | 7     | 8     | 9     | 10    | 11    |
| 15    | 12    | 13    | 14    | 15    | 16    | 17    | 18    |
| 16    | 19    | 20    | 21    | 22    | 23    | 24    | 25    |
| 17    | 26    | 27    | 28    | 29    | 30    |       |       |

| Mai | Mai | Mai | Mai | Mai | Mai | Mai | Mai |
| Kw  | Mo  | Di  | Mi  | Do  | Fr  | Sa  | So  |
| --- | --- | --- | --- | --- | --- | --- | --- |
| 17  |     |     |     |     |     | 1   | 2   |
| 18  | 3   | 4   | 5   | 6   | 7   | 8   | 9   |
| 19  | 10  | 11  | 12  | 13  | 14  | 15  | 16  |
| 20  | 17  | 18  | 19  | 20  | 21  | 22  | 23  |
| 21  | 24  | 25  | 26  | 27  | 28  | 29  | 30  |
| 22  | 31  |     |     |     |     |     |     |

| Juni | Juni | Juni | Juni | Juni | Juni | Juni | Juni |
| Kw   | Mo   | Di   | Mi   | Do   | Fr   | Sa   | So   |
| ---- | ---- | ---- | ---- | ---- | ---- | ---- | ---- |
| 22   |      | 1    | 2    | 3    | 4    | 5    | 6    |
| 23   | 7    | 8    | 9    | 10   | 11   | 12   | 13   |
| 24   | 14   | 15   | 16   | 17   | 18   | 19   | 20   |
| 25   | 21   | 22   | 23   | 24   | 25   | 26   | 27   |
| 26   | 28   | 29   | 30   |      |      |      |      |

| Juli | Juli | Juli | Juli | Juli | Juli | Juli | Juli |
| Kw   | Mo   | Di   | Mi   | Do   | Fr   | Sa   | So   |
| ---- | ---- | ---- | ---- | ---- | ---- | ---- | ---- |
| 26   |      |      |      | 1    | 2    | 3    | 4    |
| 27   | 5    | 6    | 7    | 8    | 9    | 10   | 11   |
| 28   | 12   | 13   | 14   | 15   | 16   | 17   | 18   |
| 29   | 19   | 20   | 21   | 22   | 23   | 24   | 25   |
| 30   | 26   | 27   | 28   | 29   | 30   | 31   |      |

| August | August | August | August | August | August | August | August |
| Kw     | Mo     | Di     | Mi     | Do     | Fr     | Sa     | So     |
| ------ | ------ | ------ | ------ | ------ | ------ | ------ | ------ |
| 30     |        |        |        |        |        |        | 1      |
| 31     | 2      | 3      | 4      | 5      | 6      | 7      | 8      |
| 32     | 9      | 10     | 11     | 12     | 13     | 14     | 15     |
| 33     | 16     | 17     | 18     | 19     | 20     | 21     | 22     |
| 34     | 23     | 24     | 25     | 26     | 27     | 28     | 29     |
| 35     | 30     | 31     |        |        |        |        |        |

| September | September | September | September | September | September | September | September |
| Kw        | Mo        | Di        | Mi        | Do        | Fr        | Sa        | So        |
| --------- | --------- | --------- | --------- | --------- | --------- | --------- | --------- |
| 35        |           |           | 1         | 2         | 3         | 4         | 5         |
| 36        | 6         | 7         | 8         | 9         | 10        | 11        | 12        |
| 37        | 13        | 14        | 15        | 16        | 17        | 18        | 19        |
| 38        | 20        | 21        | 22        | 23        | 24        | 25        | 26        |
| 39        | 27        | 28        | 29        | 30        |           |           |           |

| Oktober | Oktober | Oktober | Oktober | Oktober | Oktober | Oktober | Oktober |
| Kw      | Mo      | Di      | Mi      | Do      | Fr      | Sa      | So      |
| ------- | ------- | ------- | ------- | ------- | ------- | ------- | ------- |
| 39      |         |         |         |         | 1       | 2       | 3       |
| 40      | 4       | 5       | 6       | 7       | 8       | 9       | 10      |
| 41      | 11      | 12      | 13      | 14      | 15      | 16      | 17      |
| 42      | 18      | 19      | 20      | 21      | 22      | 23      | 24      |
| 43      | 25      | 26      | 27      | 28      | 29      | 30      | 31      |

| November | November | November | November | November | November | November | November |
| Kw       | Mo       | Di       | Mi       | Do       | Fr       | Sa       | So       |
| -------- | -------- | -------- | -------- | -------- | -------- | -------- | -------- |
| 44       | 1        | 2        | 3        | 4        | 5        | 6        | 7        |
| 45       | 8        | 9        | 10       | 11       | 12       | 13       | 14       |
| 46       | 15       | 16       | 17       | 18       | 19       | 20       | 21       |
| 47       | 22       | 23       | 24       | 25       | 26       | 27       | 28       |
| 48       | 29       | 30       |          |          |          |          |          |

| Dezember | Dezember | Dezember | Dezember | Dezember | Dezember | Dezember | Dezember |
| Kw       | Mo       | Di       | Mi       | Do       | Fr       | Sa       | So       |
| -------- | -------- | -------- | -------- | -------- | -------- | -------- | -------- |
| 48       |          |          | 1        | 2        | 3        | 4        | 5        |
| 49       | 6        | 7        | 8        | 9        | 10       | 11       | 12       |
| 50       | 13       | 14       | 15       | 16       | 17       | 18       | 19       |
| 51       | 20       | 21       | 22       | 23       | 24       | 25       | 26       |
| 52       | 27       | 28       | 29       | 30       | 31       |          |          |

1971 bestimmen unter anderem die sogenannte Ostpolitik (Viermächteabkommen über Berlin), der Vietnamkrieg und Veränderungen in der Führung der DDR das Weltgeschehen.

## Ereignisse

### Politik und Weltgeschehen

#### Januar
- 01. Januar: Rudolf Gnägi wird Bundespräsident der Schweiz
- 01. Januar: Verbot der Zigarettenwerbung im Fernsehen der Vereinigten Staaten
- 02. Januar: Die Zigarettenwerbung wird in den USA jetzt auch im Hörfunk verboten.
- 07. Januar: Während des Vietnamkrieges startet letztmals ein Flugzeug zu einem Sprüheinsatz mit dem Entlaubungsmittel Agent Orange.
- 25. Januar: Während Präsident Milton Obote nicht im Land ist, übernimmt Armeechef Idi Amin mit einem unblutigen Putsch die Macht in Uganda.
- 25. Januar: In Indien entsteht der nördliche Bundesstaat Himachal Pradesh aus einem zuvor bestehenden Unionsterritorium.

#### Februar
- 02. Februar: Die Ramsar-Konvention über Feuchtgebiete kommt zustande, eines der ersten internationalen Übereinkommen zum Umweltschutz.
- 07. Februar: Einführung des aktiven und passiven Wahlrechts für Frauen in der Schweiz per Volksabstimmung der Männer
- 08. Februar: Bundesverteidigungsminister Helmut Schmidt liberalisiert mit dem Haarnetz-Erlass das Tragen langer Haare bei der deutschen Bundeswehr.
- 08. Februar: Südvietnamesische Bodentruppen starten die Operation Lam Son 719 im Vietnamkrieg. Mit einem Eindringen in das benachbarte Laos wollen sie Nachschubwege des Ho-Chi-Minh-Pfads lahmlegen und politisch Nordvietnam an den Verhandlungstisch zwingen.
- 11. Februar: Der Meeresboden-Vertrag wird in Washington, D. C., London und Moskau zur Unterzeichnung ausgelegt. Das ausgehandelte Abkommen verbietet das Stationieren von Kernwaffen und weiteren Massenvernichtungsmitteln auf Meeresgrund. Es tritt nach Vorliegen der Ratifikationen am 18. Mai 1972 in Kraft.
- 12. Februar: Rahmenabkommen über Entwicklungshilfe zwischen der Bundesrepublik Deutschland und Ruanda
- 13. Februar: Das Auffinden einer Maschinenpistole bei einer polizeilichen Verkehrskontrolle in Bad Godesberg führt zum Entdecken der Wehrsportgruppe Hengst.
- 21. Februar: In Wien kommt die Konvention über psychotrope Substanzen zustande, ein internationales Abkommen mit dem Ziel, den privaten Drogenkonsum einzudämmen und die Verwendung für wissenschaftliche und medizinische Zwecke zu regulieren.

#### März
- 07. März: Die Fernsehsendung Die Sendung mit der Maus wird erstmals ausgestrahlt.
- 12. März: Das Militär putscht unter Führung von General Tagmac und Nihat Erim in der Türkei. Linke Parteien und Organisationen werden verboten. Mehrere tausend Menschen werden verhaftet und eingesperrt
- 14. März: Berlin: Bei den Wahlen zum Abgeordnetenhaus von Berlin kann die SPD ihre absolute Mehrheit knapp behaupten
- 18. März: Doppelbesteuerungsabkommen zwischen der Bundesrepublik Deutschland und Island

Wappen von Bangladesch

- 26. März: Unabhängigkeit von Bangladesch
- 30. März: Als erstes Umweltschutzgesetz der sozialliberalen Koalition wird in der Bundesrepublik Deutschland das Gesetz gegen Fluglärm rechtswirksam.

#### April
- 04. April: Der sowjetische Wissenschaftler und Dissident Andrei Dmitrijewitsch Sacharow protestiert gegen eine Praxis der Exekutive, Regimegegner in psychiatrische Kliniken einzuweisen.
- 05. April: In Ceylon (ab 1972 Sri Lanka) bricht ein Aufstand der kommunistischen Janatha Vimukthi Peramuna gegen die von der Premierministerin Sirimavo Bandaranaike geführte Regierung aus.
- 25. April: Franz Jonas (SPÖ) wird zum österreichischen Bundespräsidenten gewählt (2. Amtsperiode).

#### Mai
- 03. Mai: DDR: Walter Ulbricht tritt als Erster Sekretär des Zentralkomitees der SED zurück. Sein Nachfolger wird Erich Honecker

#### Juni
- 06. Juni: In der deutschen Zeitschrift Stern erscheint die Kampagne „Wir haben abgetrieben!“.
- 13. Juni: Die New York Times beginnt mit dem Abdruck geheimer Pentagon-Papiere über den Vietnamkrieg. US-Präsident Richard Nixon und Justizminister John N. Mitchell versuchen, mit einer Klage vor Gericht weitere Veröffentlichungen zu unterbinden, scheitern aber später vor dem Obersten Gerichtshof der USA.

#### Juli
- 12. Juli: Nigeria tritt als 11. Mitgliedsland dem Kartell erdölexportierender Länder OPEC bei.

#### August
- 04. August: In München wird der erste Banküberfall mit Geiselnahme in Deutschland begangen (Täter ist u. a. Dimitri Todorov). Bei dem Schusswechsel wurden die Geisel und ein Mittäter getötet.
- 11. August: Doppelbesteuerungsabkommen zwischen der Bundesrepublik Deutschland und der Schweiz
- 14. August: Bahrain erklärt seine Unabhängigkeit von Großbritannien.

#### September
- 01. September: Das Bundesausbildungsförderungsgesetz tritt in Westdeutschland in Kraft
- 03. September: Katar wird unabhängig
- 03. September: Das Viermächteabkommen über Berlin wird unterzeichnet
- 05. September: Bernd Sievert, Mauerflüchtling, wird um die Mittagszeit am Berliner Springer-Hochhaus niedergeschossen, als er versucht, in die Lindenstraße in Westberlin zu gelangen.
- 09. September: Im US-Gefängnis Attica im Bundesstaat New York bricht ein Häftlingsaufstand aus.
- 13. September: Beim Versuch, in die Sowjetunion zu fliehen, stürzt das vom hochrangigen chinesischen Politiker Lin Biao und seiner Begleitung benutzte Flugzeug in der Mongolei bei Öndörchaan ab. Lin werden Differenzen mit Mao Zedong und Verwicklung in einen gescheiterten Putsch nachgesagt.
- 13. September: Die New York State Police und Aufseher beenden eine Gefangenenrevolte in der Attica Correctional Facility durch Einsatz von Tränengas und Schusswaffen. 32 Häftlinge und elf Mitarbeiter sterben.
- 21. September: Katar, Bhutan und Bahrain werden Mitglieder der Vereinten Nationen
- 21. September: Folketingswahl in Dänemark

#### Oktober
- 07. Oktober: Oman wird Mitglied bei den Vereinten Nationen.

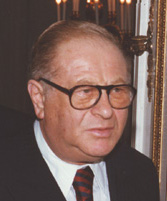
Bruno Kreisky

- 10. Oktober: Nationalratswahl in Österreich. SPÖ mit Bundeskanzler Kreisky stimmenstärkste Partei.
- 10. Oktober: Bürgerschaftswahl in Bremen
- 12. Oktober: Beginn der Festlichkeiten der 2500-Jahr-Feier der Iranischen Monarchie, die bis zum 16. Oktober andauern.
- 14. Oktober: Greenpeace wird in Kanada als Ableger des „Don’t Make a Wave Committee“ gegründet.
- 22. Oktober: Der Polizist Norbert Schmid wird in Hamburg von Mitgliedern der RAF erschossen.
- 25. Oktober: Mit der UN-Resolution 2758 wird die Volksrepublik China in die UNO aufgenommen, Taiwan dagegen ausgeschlossen.
- 27. Oktober: Die Demokratische Republik Kongo wird in Zaire umbenannt.

#### November
- 28. November: Die palästinensische Terrorgruppe Schwarzer September ermordet den jordanischen Premierminister Wasfi Tell, als er sich bei einer Tagung der Arabischen Liga in Kairo aufhält.
- 29. November: Der deutsche Unternehmer Theo Albrecht wird von Heinz Joachim Ollenburg und Paul Kron entführt.

#### Dezember
- 02. Dezember: Vereinigte Arabische Emirate. Unabhängigkeit und Gründung aus den Emiraten Abu Dhabi, Dubai, Schardscha, Adschman, Umm al-Qaiwain und Fudschaira
- 09. Dezember: Vereinigte Arabische Emirate werden Mitglied bei den Vereinten Nationen
- 17. Dezember: Unterzeichnung des Transitabkommens zwischen BRD und DDR
- 17. Dezember: Bangladesch wird endgültig unabhängig von Pakistan
- 18. Dezember: Der Alaska Native Claims Settlement Act tritt in Kraft
- 20. Dezember: Ärzte ohne Grenzen wird gegründet.
- 21. Dezember: Der Munzur-Vadisi-Nationalpark in Ostanatolien wird zum Nationalpark erklärt.
- 22. Dezember: Der Polizist Herbert Schoner wird in Kaiserslautern von Mitgliedern der RAF erschossen.
- 24. Dezember: Nach einer sich über 15 Tage hinziehenden Wahl wird schließlich Giovanni Leone mit knapper Mehrheit Präsident der Italienischen Republik. Fünf Tage später tritt er sein Amt an.

#### Tag unbekannt
- Heinrich Böll wird für vier Jahre zum Präsidenten der internationalen Schriftstellervereinigung (P.E.N.) gewählt
- Im Vereinigten Königreich wird das erste Frauenhaus Europas gegründet.
- Im Juni wird der Europäische Metallgewerkschaftsbund gegründet.
- Postkrieg zwischen der Bundesrepublik und der DDR wegen der DDR-Briefmarken „Antifaschistischer Schutzwall“, „Mahnmal Wiltz“ und „Unbesiegbares Vietnam“

### Wirtschaft
- 04. Februar: Der britische Auto- und Triebwerkshersteller Rolls-Royce meldet Konkurs an. Die Entwicklung des Strahltriebwerks Rolls-Royce RB211 überfordert die Finanzen des Unternehmens.
- 15. Februar: Am Decimal Day wurde das seit dem 9. Jhdt. bestehende englische Münzsystem durch das international übliche Dezimalsystem ersetzt. Ein Pfund Sterling unterteilt sich seitdem in 100 Pence.
- 07. Mai: Die Kreditinstitute in der Bundesrepublik Deutschland und den Beneluxländern entscheiden sich für die Ausgabe einheitlicher Eurocheques und Eurocheque-Karten.
- 11. Juli: In Chile werden nach einer Verfassungsänderung die Kupferminen entschädigungslos verstaatlicht. Das Erfüllen der Wahlkampfaussagen Salvador Allendes führt zum außenpolitischen Konflikt mit den Vereinigten Staaten. Aktionäre aus den USA halten unter anderem Anteile an der weltgrößten Kupfermine in Chuquicamata.
- 15. August: US-Präsident Richard Nixon beendet die unmittelbare Goldeinlösepflicht für den US-Dollar. Dies gilt als der Anfang vom Ende des Bretton-Woods-Systems. Außerdem verkündet Nixon Lohn- und Preiskontrollen sowie eine Einfuhrsteuer.
- 10. September: Der Verkehrslandeplatz Paderborn/Ahden (der spätere Flughafen Paderborn/Lippstadt) wird auf dem Gebiet der Stadt Büren eröffnet.
- 22. September: Die spanische Wochenzeitschrift Cambio 16 wird gegründet, die sich in der Konzeption an den Nachrichtenmagazinen Time und Der Spiegel orientiert. Sie wird während der Transition in Spanien ein wichtiges Pressemedium.

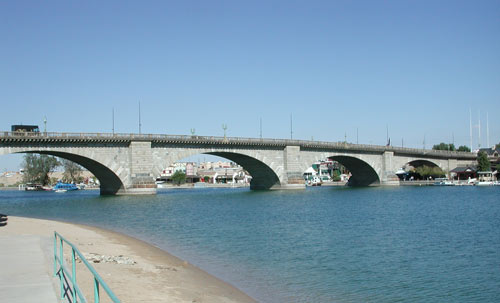
1971: London Bridge in Lake Havasu City

- 10. Oktober: In Lake Havasu City im US-Bundesstaat Arizona wird die in die Vereinigten Staaten verkaufte London Bridge von 1831 wieder eröffnet, deren Teile in eine Stahlbetonkonstruktion eingebaut sind.
- 19. Oktober: In München wird die erste U-Bahn-Linie eröffnet.
- 23. Oktober: Daimler-Benz meldet seine Entwicklung des Airbag als Aufprallschutzvorrichtung für den Insassen eines Kraftfahrzeugs für ein deutsches Patent an.
- 14. November: Der Rundfunk der DDR beginnt das für westliche Hörer bestimmte Hörfunkprogramm Stimme der DDR auszustrahlen, das die Sendungen des Deutschlandsenders und der Berliner Welle ablöst.
- 04. Dezember: McDonald’s eröffnet in München seine erste deutsche Filiale.
- 16. Dezember: Sapporo eröffnet als vierte japanische Stadt sein U-Bahn-Netz.
- Die Commerzbank AG eröffnet als erstes deutsches Kreditinstitut eine Filiale in New York

### Wissenschaft und Technik

Satellitenfoto vom Assuan-Staudamm

- 15. Januar: Der Assuan-Staudamm wird in Ägypten eingeweiht.
- 11. März: die Polytechnische Universität Valencia wird gegründet.
- 19. April: Die Sowjetunion startet mit der Saljut 1 die erste Raumstation.
- 06. Mai: Auf dem Werksgelände in Ottobrunn stellt MBB den ersten Prototyp einer Magnetschwebebahn zur Personenbeförderung vor. Das neue Verkehrsmittel Transrapid zeichnet sich ab.
- 06. Juni: Das sowjetische Raumschiff Sojus 11 wird gestartet. Die Besatzung kann erfolgreich dauerhaft an die Raumstation Saljut 1 ankoppeln, was bei der Sojus-10-Mission nicht gelungen war.
- 29. Juni: Karaganda, UdSSR: Bei der missglückten Landung der Sojus 11 kommt die dreiköpfige Besatzung, darunter der Kommandant Georgi Dobrowolski, ums Leben.

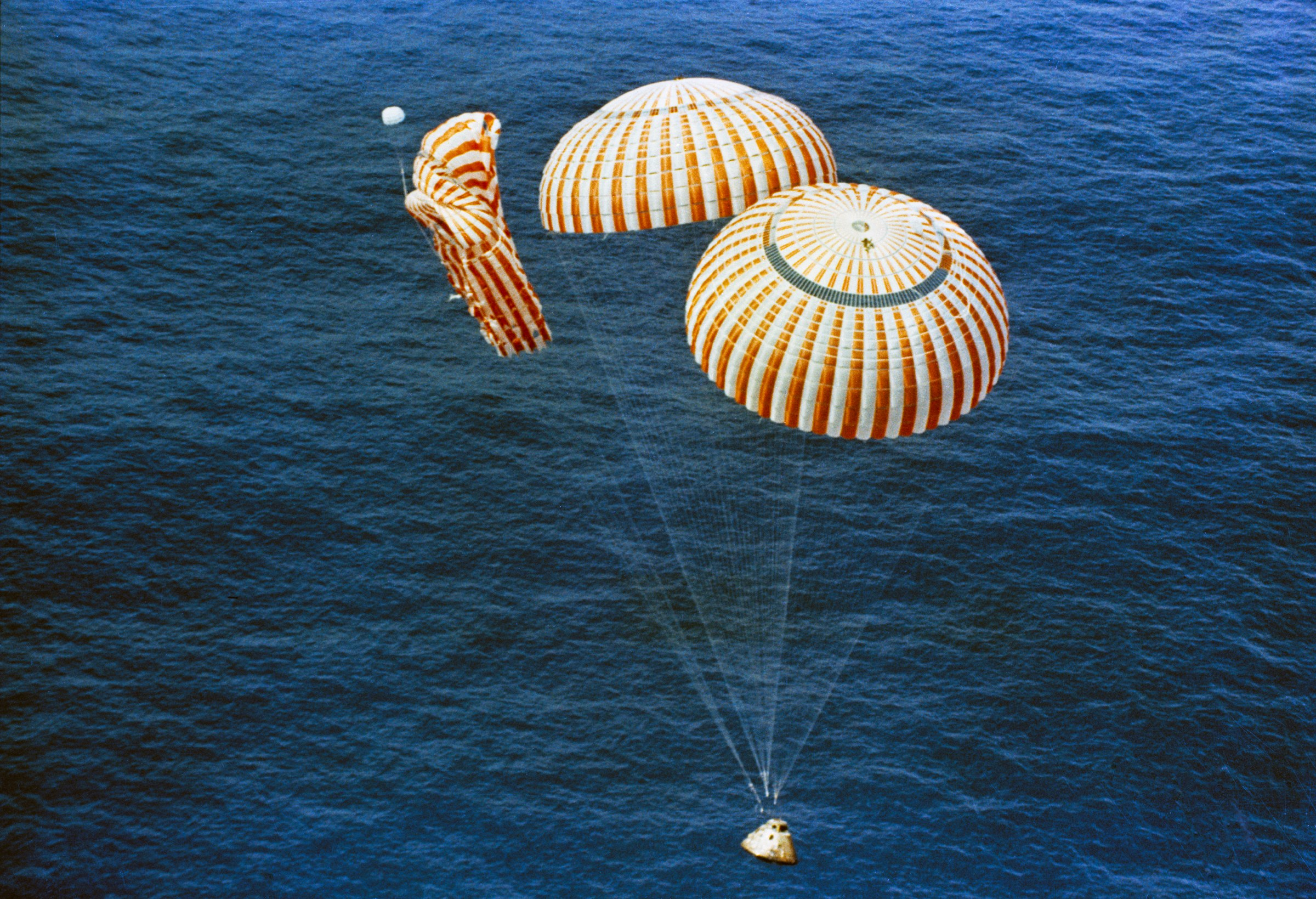
Apollo 15-Kapsel vor der Landung

- 07. August: Mit einer sicheren Landung im Pazifik endet der US-amerikanische Mondflug Apollo 15, obwohl sich einer der drei Fallschirme der Kapsel nicht öffnet.
- 14. Juli: Das erste westdeutsche Verkehrsflugzeug VFW 614 startete zu seinem Erstflug.
- 28. Oktober: In Woomera startet Großbritannien erfolgreich den bis heute einzigen Satelliten mit einer britischen Trägerrakete und zwar den Testsatelliten Prospero.
- Nach der ersten am Menschen gemachten Aufnahme beginnt der Siegeszug der Computertomografie.
- Intel produziert den Chip i4004.
- Gründung des Ludwig Institute for Cancer Research
- Von Ray Tomlinson wurde die erste E-Mail verschickt. Im Zuge dessen wurde auch das At-Zeichen, ugs. auch als Klammeraffe bezeichnet, eingeführt.

### Kultur
- 01. Januar: Königin Elisabeth II. verleiht der Schriftstellerin Agatha Christie den Titel Dame Commander of the British Empire
- 04. Februar: Kulturabkommen zwischen der Bundesrepublik Deutschland und Zypern. In Kraft seit dem 5. Februar 1972
- 26. Februar: Vom Schweizer Büchersammler Martin Bodmer wird per Stiftungsurkunde das Literaturmuseum Bibliotheca Bodmeriana in Cologny geschaffen.
- 28. Februar: Uraufführung des Balletts Carmen von John Cranko mit Musik von Wolfgang Fortner in Zusammenarbeit mit Wilfried Steinbrecher durch das Stuttgarter Ballett im Großen Haus der Württembergischen Staatstheater in Stuttgart
- 17. Mai: Uraufführung der musikalischen Show Der langwierige Weg in die Wohnung der Natascha Ungeheuer von Hans Werner Henze in Rom
- 23. Mai: Uraufführung der Oper Der Besuch der alten Dame von Gottfried von Einem an der Wiener Staatsoper
- 05. Juni: „Augsburger Pfingsttreffen“, Vorläufer des bundesweiten Ökumenischen Kirchentags, im Rosenaustadion.

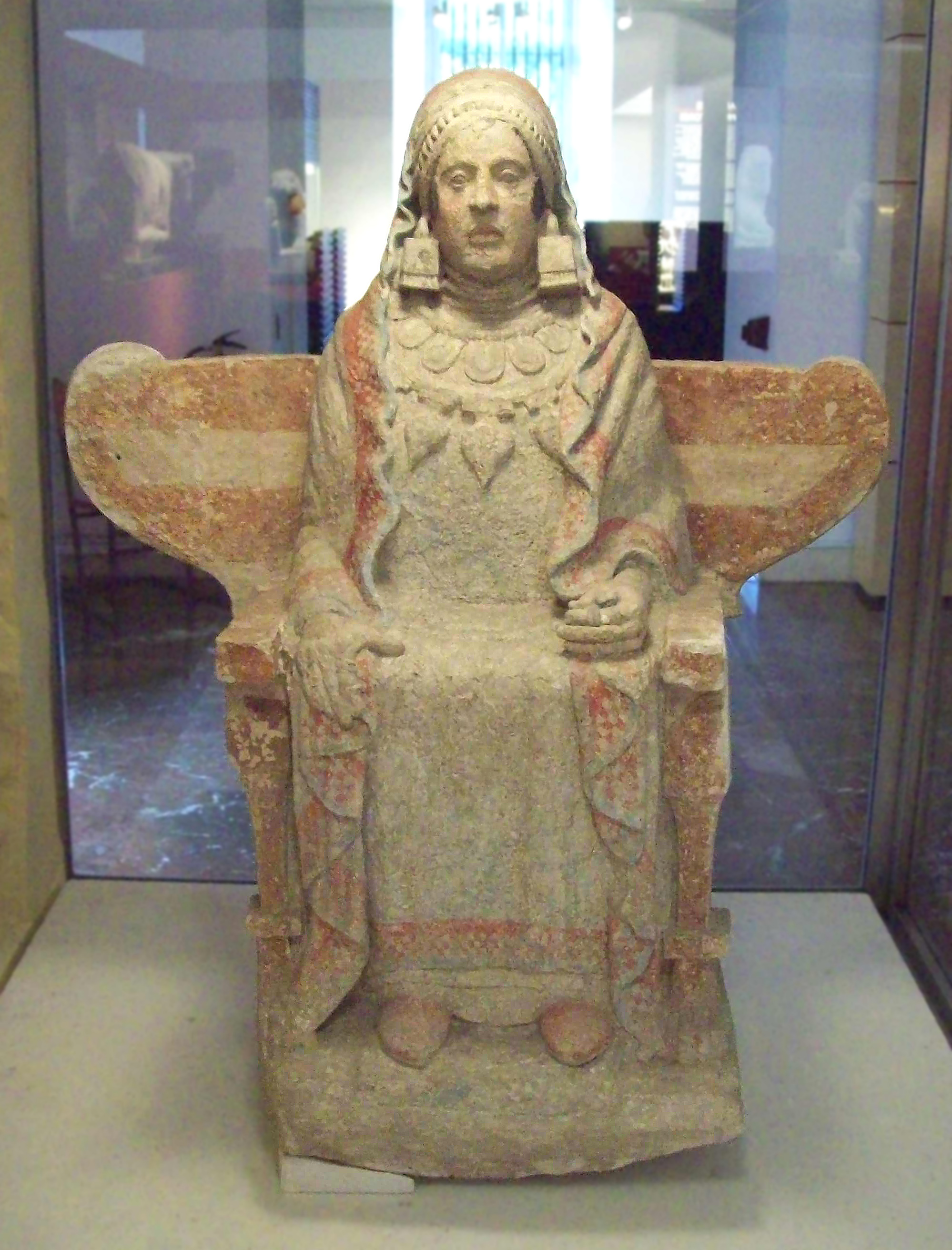
Dama de Baza

- 22. Juli: Bei Ausgrabungen in der spanischen Stadt Baza wird die Dama de Baza gefunden, eine Skulptur aus dem vierten Jahrhundert v. Chr.
- 01. August: New York: Konzert für Bangladesch
- 08. September: Uraufführung des Theaterstückes Mass von Leonard Bernstein im Kennedy Center in Washington, D.C.
- 10. September: Uraufführung der Oper Beatrix Cenci von Alberto Ginastera im John F. Kennedy Center in Washington, D.C.
- 11. November: John Lennon veröffentlicht das Lied Imagine auf dem gleichnamigen Album.
- 02. Dezember: Kulturabkommen zwischen der Bundesrepublik Deutschland und El Salvador. In Kraft seit dem 30. Juni 1972
- Erstmalige Verleihung des Gouden Griffels
- Gründung der Katholischen Studierenden Jugend
- A Clockwork Orange wird verfilmt.
- Der Handwerkerhof Nürnberg wird eröffnet.

### Sonstiges
- 05. Mai: Im Solent vor Portsmouth werden die ersten Holzreste als zum Wrack der 1545 gesunkenen Mary Rose gehörig identifiziert und die moderne Wiederentdeckung, die schließlich zur Bergung des Schiffswracks 1982 führt, beginnt.
- 24. November: Ein Mann, der sich Dan Cooper nennt, entführt zwischen Portland und Seattle eine Boeing 727, springt, nachdem er in Seattle 200.000 Dollar Lösegeld erhalten hat, auf dem Weiterflug aus rund 3000 Meter Höhe mit dem Fallschirm ab und wird nie wieder gesehen. Dies ist bis heute die einzige Flugzeugentführung in den USA, die nie aufgeklärt werden konnte.

### Sport
Einträge von Leichtathletik-Weltrekorden siehe unter der jeweiligen Disziplin unter Leichtathletik.
- 05. Januar: Australien und England spielen auf dem Melbourne Cricket Ground das erste offizielle ODI-Match zweier Cricket-Nationalmannschaften; die Gastgeber gewinnen mit 5 Wickets.
- 06. März bis 3. Oktober: Austragung der 22. Formel-1-Weltmeisterschaft
- 08. März: Joe Frazier gewinnt seinen Boxkampf und Weltmeistertitel im Schwergewicht gegen Muhammad Ali im Madison Square Garden, New York, USA, durch Sieg nach Punkten.

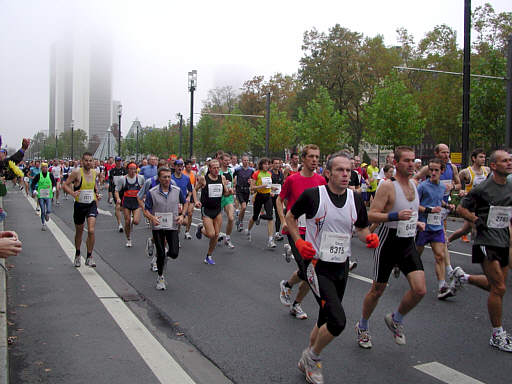
Frankfurt-Marathon 2004 bei Kilometer 1

- 17. Mai: Der erste Stadtmarathon in Deutschland wird als Frankfurt-Marathon gestartet.
- 18. Mai: Einer österreichischen Bergsteiger-Expedition, bestehend aus Ronald Fear, Adolf Huber, Adolf Weißensteiner und dem Sherpa Jangbu, gelingt die Erstbesteigung des Dhaulagiri II, eines 7751 Meter hohen Berges in Nepal.
- 05. Juni: Borussia Mönchengladbach wird deutscher Meister in der Fußball-Bundesliga.
- 06. Juni: Horst-Gregorio Canellas enthüllt, dass Spiele im Abstiegskampf und während der Fußballsaison durch Geldzahlungen beeinflusst waren. Der erste Bundesliga-Skandal bricht sich Bahn.
- 06. Juli: Eddy Merckx gewinnt zum dritten Mal hintereinander die Tour de France.
- 15. August: Jackie Stewart wird Formel-1-Weltmeister.
- 24. Oktober: Einer der besten Formel-1-Rennfahrer seiner Zeit, der Schweizer Jo Siffert, kommt bei einem Nachsaisonrennen in Brands Hatch, GB in einem Feuerunfall ums Leben.
- 17. Dezember: Hans Fassnacht, Ingrid Mickler-Becker und Borussia Mönchengladbach sind die Sieger bei der Wahl Sportler des Jahres in Deutschland

### Katastrophen
Kleinere Unglücksfälle sind in den Unterartikeln von Katastrophe und in der Liste von Katastrophen aufgeführt.
- 02. Januar: Im Glasgower Fußballstadion Ibrox Park kommt es zur zweiten Ibrox-Katastrophe. 66 Fußballfans sterben, als gegen Spielende des Derbys zwischen Celtic Glasgow und den Glasgow Rangers eine durch drängende Zuschauer brechende Absperrung zur Massenpanik führt.
- 09. Februar: Der Eisenbahnunfall von Aitrang erweist sich als größtes Desaster in der Geschichte der Trans-Europ-Express-Züge. Das Entgleisen des TEE 56 verbunden mit der Kollision eines ihm entgegenkommenden Nahverkehrszuges verursacht 28 Tote und 42 Schwerverletzte.
- 18. März: Bei einem Bergrutsch am Cerro Chungar in Peru stürzen große Gesteinsmassen in den See Yanahuani und töten 200 Menschen.
- 04. Mai: Im instabilen Tonboden nahe der kanadischen Gemeinde Saint-Jean-Vianney kommt es zu einem schweren Lawinenunglück, bei dem 31 Menschen sterben. Die Überlebenden siedelten anschließend nach Arvida um. In der Nachwirkung wird das Bewusstsein für den Bau von Wohnsiedlungen auf Tonerden gestärkt.
- 22. Mai: Erdbeben bei Bingöl, Anatolien, Türkei, etwa 1.000 Tote
- 27. Mai: Beim Eisenbahnunfall von Radevormwald sterben 46 Menschen, davon 41 Schüler der Radevormwalder Geschwister-Scholl-Schule.
- 21. Juli: Beim Eisenbahnunfall von Rheinweiler sterben 23 Menschen.
- 30. Juli: Morioka, Japan. Kollision einer japanischen Boeing 727 mit einem Kampfjet North American F-86. Alle 162 Menschen an Bord sterben
- 04. September: Juneau, Alaska, USA. Eine Boeing 727 der Alaska Airlines prallt während einer Instrumentenlandung gegen einen Berg, während auf dem Flughafen Juneau ein starker Schneesturm herrscht. Alle 109 Menschen an Bord sterben.
- 06. September: Nahe Hasloh (Schleswig-Holstein) verloren bei einem Flugunfall 22 Menschen ihr Leben.
- 02. Oktober: Aarsele, Belgien. Eine als Flug 706 eingesetzte Vickers Vanguard der British European Airways stürzt wegen Materialermüdung ab. Alle 63 Insassen sterben.
- 24. Dezember: Puerto Inca, Region Huánuco, Peru. Eine als Flug 508 eingesetzte Lockheed L-188 Electra der Lineas Aeras Nacionales bricht während eines Gewitters mit schweren Turbulenzen und Blitzschlag über dem peruanischen Regenwald auseinander, wobei 91 Menschen ums Leben kommen. Die einzige Überlebende, Juliane Koepcke, 17-jährige Tochter der Naturforscher Maria und Hans-Wilhelm Koepcke, wird erst nach einem mehrtägigen Fußmarsch durch das Amazonasgebiet entdeckt.

## Geboren

### Januar
- 01. Januar: Markus von Ahlen, deutscher Fußballtrainer und Fußballspieler
- 01. Januar: Jay Ashley, US-amerikanischer Pornoregisseur und -darsteller
- Tuncay Gary01. Januar: Tuncay Gary, deutscher Schauspieler und Dichter

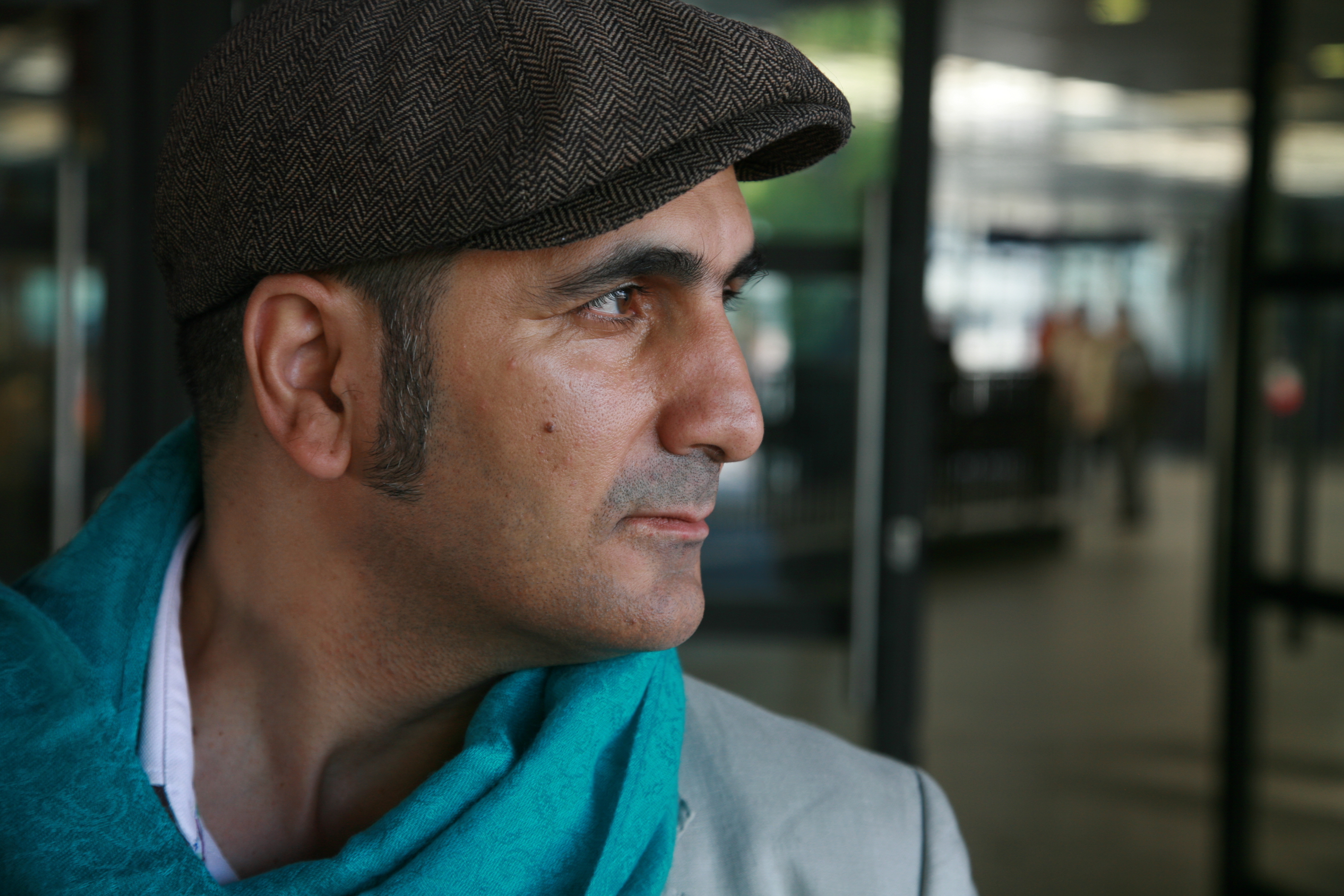
Tuncay Gary

- 01. Januar: Carsten Lang, deutscher Eishockey- und Inline-Skaterhockeyspieler sowie Inline-Skaterhockey-Bundestrainer
- 01. Januar: Paula Paul, deutsche Schauspielerin
- 02. Januar: Vasile Sănduleac, moldauischer Schachspieler
- 03. Januar: Tarek Al-Wazir, deutscher Politiker und MdL
- 03. Januar: Jens Møller, dänischer Automobilrennfahrer
- 03. Januar: Sayed Ahmad Shah Sadaat, ehemaliger afghanischer Politiker
- 03. Januar: Markus Teutschbein, deutscher Dirigent
- 03. Januar: Andreas Treiber, deutscher Jurist und Richter am Bundesfinanzhof
- 04. Januar: Namig Yadulla Abdullajew, aserbaidschanischer Ringer
- 04. Januar: Sébastien Foucras, französischer Freestyle-Skier
- 04. Januar: Junichi Kakizaki, japanischer Künstler, Installations, Ikebana & Bildhauer
- 04. Januar: Ioannis Nikolaidis, griechischer Schachgroßmeister
- 05. Januar: Chris-Carol Bremer, deutscher Schwimmer
- 05. Januar: Stian Carstensen, norwegischer Jazz-Akkordeonist
- 05. Januar: Manuela Goller, deutsche Fußballspielerin
- 05. Januar: Iou Kuroda, japanischer Manga-Zeichner
- 06. Januar: Wladislaw Bobrik, russischer Radrennfahrer
- 07. Januar: Helen Darville, australische Schriftstellerin
- 07. Januar: Jens Lüdtke, deutscher Handballtrainer und Handballspieler

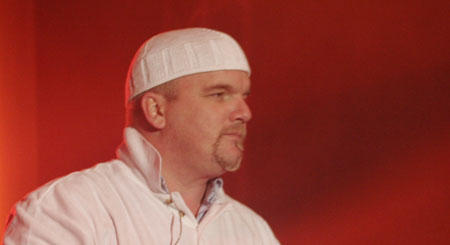
DJ Ötzi

- 07. Januar: DJ Ötzi, österreichischer Schlagersänger
- 07. Januar: Fred van Zutphen, niederländischer Bogenschütze
- 09. Januar: Angie Martinez, US-amerikanische Musikerin, TV- und Radio-Moderatorin und Model
- 09. Januar: Christoph Sieber, österreichischer Windsurfer
- 09. Januar: Ralf Zacherl, deutscher Koch
- 10. Januar: Mark Loram, britischer Bahnsportler
- 10. Januar: Konstantin Moreth, deutscher Schauspieler und Regisseur
- 11. Januar: Mary J. Blige, US-amerikanische Sängerin
- 11. Januar: Martin Hess, deutscher Polizeibeamter und Politiker
- 11. Januar: Pekka Päivärinta, finnischer Motorradrennfahrer
- 12. Januar: David McAllister, deutscher Politiker
- 12. Januar: Thorsten Thümler, deutscher Politiker
- 14. Januar: Thomas Hellriegel, deutscher Triathlet
- 14. Januar: Lasse Kjus, norwegischer Skirennläufer
- 16. Januar: Sergi Bruguera, spanischer Tennisspieler
- 16. Januar: Frank Cordes, deutscher Handballspieler
- 16. Januar: Friderikke-Maria Hörbe, deutsche Schauspielerin
- 16. Januar: Henrike von Platen, deutsche Betriebswirtin und Frauenrechtsaktivistin
- 17. Januar: Richard Burns, britischer Rallyefahrer († 2005)
- 17. Januar: Leonardo Ciampa, italienisch-US-amerikanischer Musiker
- 17. Januar: Lil Jon, US-amerikanischer Hip-Hop-Musiker
- 17. Januar: Kid Rock, US-amerikanischer Musiker
- 18. Januar: Florian Adamski, österreichischer Kabarettist und Schauspieler († 2023)
- 18. Januar: Jonathan Davis, US-amerikanischer Musiker

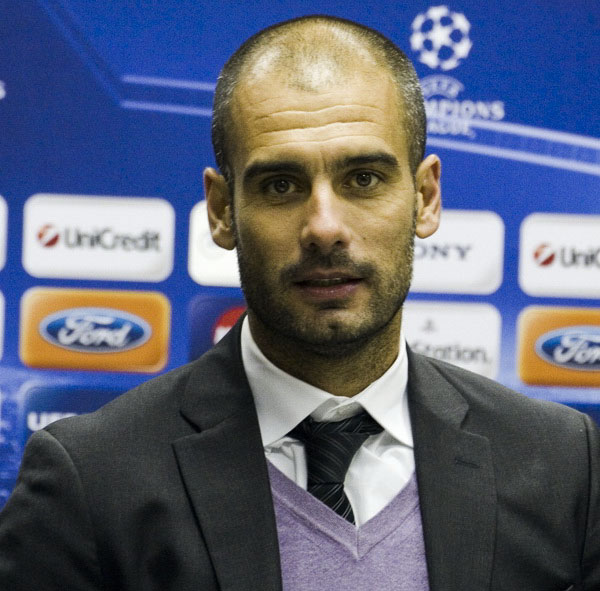
Pep Guardiola

- 18. Januar: Pep Guardiola, ehemaliger spanischer Fußballspieler und heutiger Trainer
- 18. Januar: Dru Mouser, US-amerikanische Schauspielerin
- 18. Januar: Adriana Santos, brasilianische Basketballspielerin und -trainerin
- 18. Januar: Binyavanga Wainaina, kenianischer Journalist und Schriftsteller († 2019)
- 19. Januar: Assyr Abdulle, Schweizer Mathematiker († 2021)
- 19. Januar: Elisabeth Degen, deutsche Schauspielerin
- 20. Januar: Uni Jógvanson Arge, färöischer Journalist, Musiker, Fußball- und Handballspieler
- 20. Januar: Gary Barlow, britischer Sänger und Songwriter
- 20. Januar: Wakanohana Masaru, japanischer Sumo-Ringer und 66. Yokozuna
- 20. Januar: Questlove, US-amerikanischer Schlagzeuger und Produzent
- 21. Januar: Alan McManus, schottischer Snookerspieler
- 21. Januar: Auvita Rapilla, papua-neuguineische Sportfunktionärin
- 22. Januar: Markus Baur, deutscher Handballspieler und -trainer
- 22. Januar: Steffen Janich, deutscher Politiker
- 22. Januar: Tim Mälzer, deutscher Fernsehkoch
- 22. Januar: Sandra Speichert, deutsche Schauspielerin
- 23. Januar: Katja Centomo, italienische Karikaturistin
- 24. Januar: Norbert Himmler, Programmdirektor des Zweiten Deutschen Fernsehens
- 24. Januar: Caroline Rasser, Schweizer Schauspielerin
- 25. Januar: Brett Aitken, australischer Bahn- und Straßenradrennfahrer
- 25. Januar: Luca Badoer, italienischer Automobilrennfahrer
- 25. Januar: Torsten Friedrich, deutscher Handballtorwart
- 25. Januar: Jaques Lazier, US-amerikanischer Automobilrennfahrer
- 25. Januar: Pooh-Man, US-amerikanischer Rapper
- 26. Januar: Helge Sten, norwegischer Jazz-, Rock- und Ambientmusiker
- 26. Januar: Hubert Aiwanger, deutscher Politiker
- 26. Januar: Rick Kavanian, deutscher Comedian
- 27. Januar: Patrice Brisebois, kanadischer Eishockeyspieler und Automobilrennfahrer
- 27. Januar: Rolando Uríos, kubanisch-spanischer Handballspieler
- 28. Januar: Ingo Hahn, deutscher Hochschullehrer und Politiker
- 28. Januar: Christoph Kottenkamp, deutscher Theater-, Kino- und Fernsehschauspieler
- 28. Januar: Philippe Siffert, Schweizer Unternehmer und Autorennfahrer
- 28. Januar: Miriam Smolka, deutsche Schauspielerin
- 28. Januar: Hartfrid Wolff, deutscher Politiker und MdB
- 29. Januar: Jörg Albertz, deutscher Fußballspieler
- 29. Januar: Sonja Pfeilschifter, deutsche Sportschützin
- 30. Januar: Gero Weinreuter, deutscher Regisseur
- 31. Januar: Matthias Berninger, deutscher Politiker

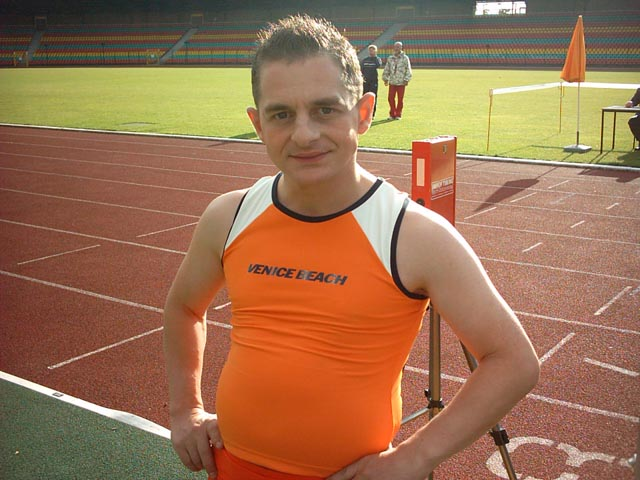
Volker Michalowski

- 31. Januar: Volker Michalowski, deutscher Schauspieler, Musiker und Komiker

### Februar
- 01. Februar: Jill Kelly, US-amerikanische Pornodarstellerin
- 01. Februar: Zlatko Zahovič, slowenischer Fußballspieler

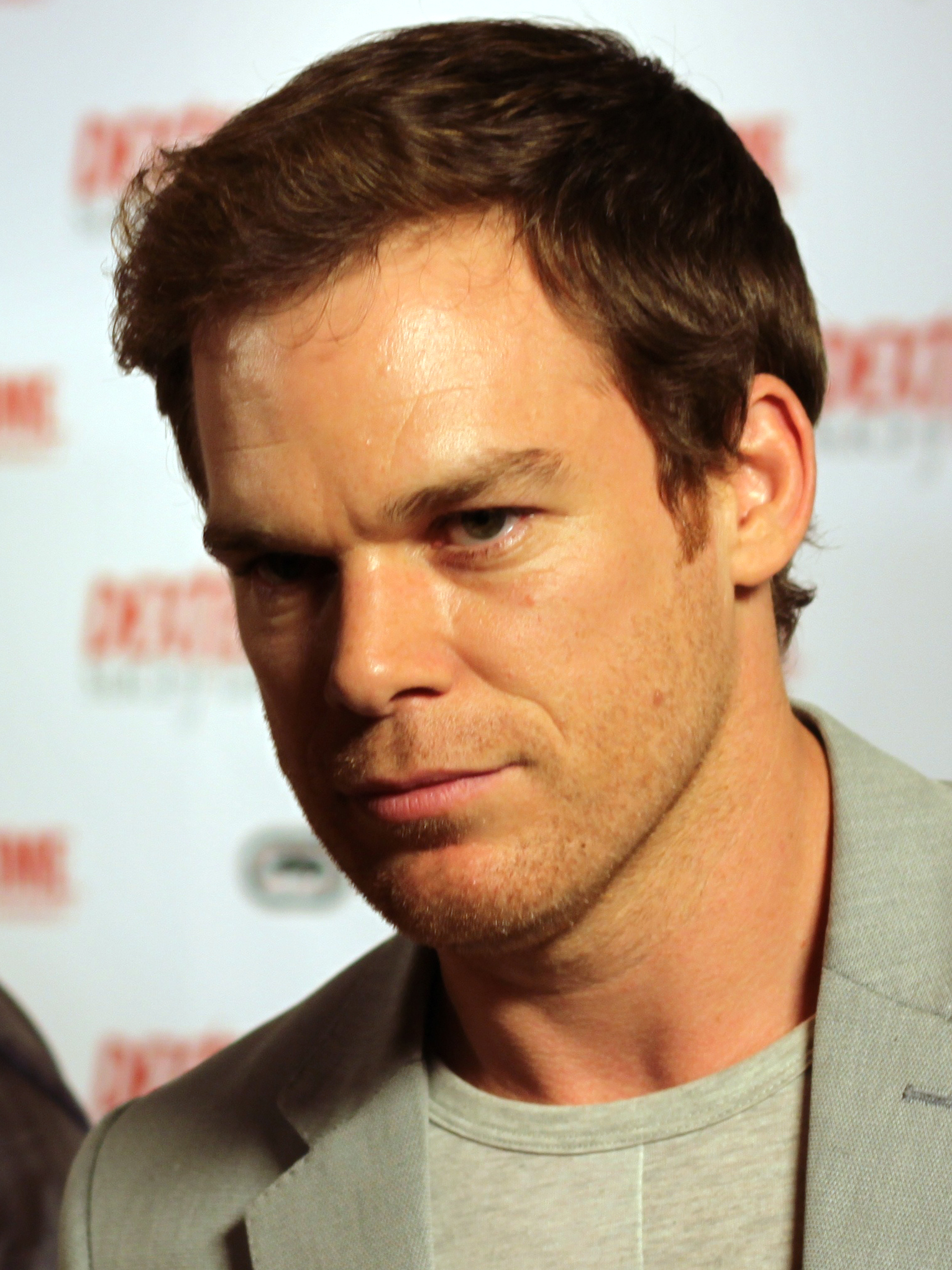
Michael C. Hall

- 01. Februar: Michael C. Hall, US-amerikanischer Schauspieler
- 01. Februar: Christian Winninghoff, deutscher Jazztrompeter und Flügelhornist
- 01. Februar: Marie Birkl, schwedische Snowboarderin
- 02. Februar: Biljana Grafwallner-Brezovska, deutsche Filmeditorin
- 02. Februar: Marc Luy, deutscher Bevölkerungswissenschaftler
- 02. Februar: Brad McMurray, australischer Schauspieler
- 03. Februar: Andreas Daams, deutscher Komponist und Schriftsteller
- 03. Februar: Sarah Kane, britische Regisseurin († 1999)
- 03. Februar: Lars Pape, deutscher Schauspieler und Regisseur
- 04. Februar: Maarten Atmodikoro, surinamisch-niederländischer Fußballspieler
- 04. Februar: Alexander Dürr, deutscher Fußballspieler und -trainer
- 04. Februar: Chrischa Hannawald, deutscher Handballtorwart und Handballtrainer
- 04. Februar: Edward Kitsis, US-amerikanischer Drehbuchautor und Fernsehproduzent
- 04. Februar: Katja Mast, deutsche Politikerin
- 04. Februar: Nikki Stone, US-amerikanische Freestyle-Skierin
- 05. Februar: Terézia Mora, Schriftstellerin, Drehbuchautorin und Übersetzerin
- 06. Februar: José María Jiménez, spanischer Radrennfahrer († 2003)
- 07. Februar: Björn Monnberg, finnischer Handballspieler

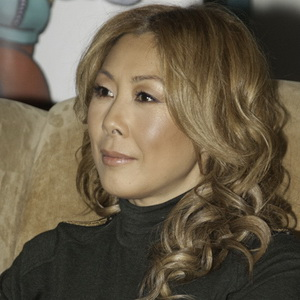
Anita Zoi

- 07. Februar: Anita Zoi, russische Sängerin
- 08. Februar: Natalie Lumpp, deutsche Sommeliere und Weinautorin
- 08. Februar: Andrus Veerpalu, estnischer Skilangläufer
- 08. Februar: Dmitri Neljubin, russischer Radsportler († 2005)
- 09. Februar: Rachael Beck, australische Schauspielerin und Sängerin
- 09. Februar: Dirk Beuchler, deutscher Handballspieler und Handballtrainer
- 09. Februar: Zenka Dianowa, bulgarische Pianistin
- 09. Februar: Hans Knauß, österreichischer Schirennläufer
- 09. Februar: Géza Pálffy, ungarischer Historiker
- 09. Februar: Anne de Wolff, deutsche Musikerin
- 11. Februar: Sascha Stowasser, deutscher Arbeitswissenschaftler
- 11. Februar: Marco Onofrio, italienischer Schriftsteller
- 12. Februar: Ryan Conner, US-amerikanische Pornodarstellerin
- 12. Februar: Paul Hayden Desser, kanadischer Singer-Songwriter
- 13. Februar: Matthias Klimsa, deutscher Schauspieler und Synchronsprecher
- 13. Februar: Mats Sundin, schwedischer Eishockeyspieler
- 14. Februar: Kristina Bernadette Cojuangco Aquino-Yap, philippinische Fernseh- und Filmschauspielerin
- 15. Februar: Maureen Bailo, Schweizer Fernsehmoderatorin
- 15. Februar: Renée O’Connor, US-amerikanische Schauspielerin
- 16. Februar: Jack Rose, US-amerikanischer Gitarrist († 2009)
- 17. Februar: Hermann Achmüller, italienischer Langstreckenläufer
- 17. Februar: Ludovic Auger, französischer Radrennfahrer
- 17. Februar: Denise Richards, US-amerikanische Schauspielerin
- 17. Februar: Ute van der Mâer, deutsche Komponistin, Musikpädagogin und Künstlerin
- 19. Februar: Keith Baxter, britischer Rockmusiker († 2008)
- 20. Februar: Theresa Hübchen, deutsche Schauspielerin
- 20. Februar: Jari Litmanen, finnischer Fußballspieler
- 21. Februar: Klaus Müller, deutscher Politiker
- 22. Februar: Arnon Grunberg, niederländischer Autor
- 22. Februar: Jason Marshall, kanadischer Eishockeyspieler
- 22. Februar: Andrea Stella, italienischer Motorsporttechniker
- 23. Februar: Marco Arzilli, san-marinesischer Politiker
- 23. Februar: André Stade, deutscher Schlagersänger
- 24. Februar: Thomas Franck, deutscher Fußballspieler
- 24. Februar: Pedro de la Rosa, spanischer Formel-1-Rennfahrer
- 24. Februar: Moses Pelham, deutscher Musiker und Musikproduzent
- 25. Februar: Christien Alexis Anholt, britischer Schauspieler
- 25. Februar: Sean Astin, US-amerikanischer Schauspieler
- 25. Februar: Daniel Powter, kanadischer Popmusiker
- 25. Februar: Alexander Siedschlag, deutscher Politologe
- 25. Februar: Kathryn Zenna, kanadische Schauspielerin
- 26. Februar: Max Martin, schwedischer Musikproduzent und Komponist
- 26. Februar: Erykah Badu, US-amerikanische Soul-Sängerin
- 26. Februar: Christian Rickens, deutscher Journalist und Schriftsteller
- 27. Februar: Chilli, US-amerikanische Sängerin
- 27. Februar: Derren Brown, englischer Illusionist
- 27. Februar: Roman Giertych, polnischer Jurist und Politiker

### März

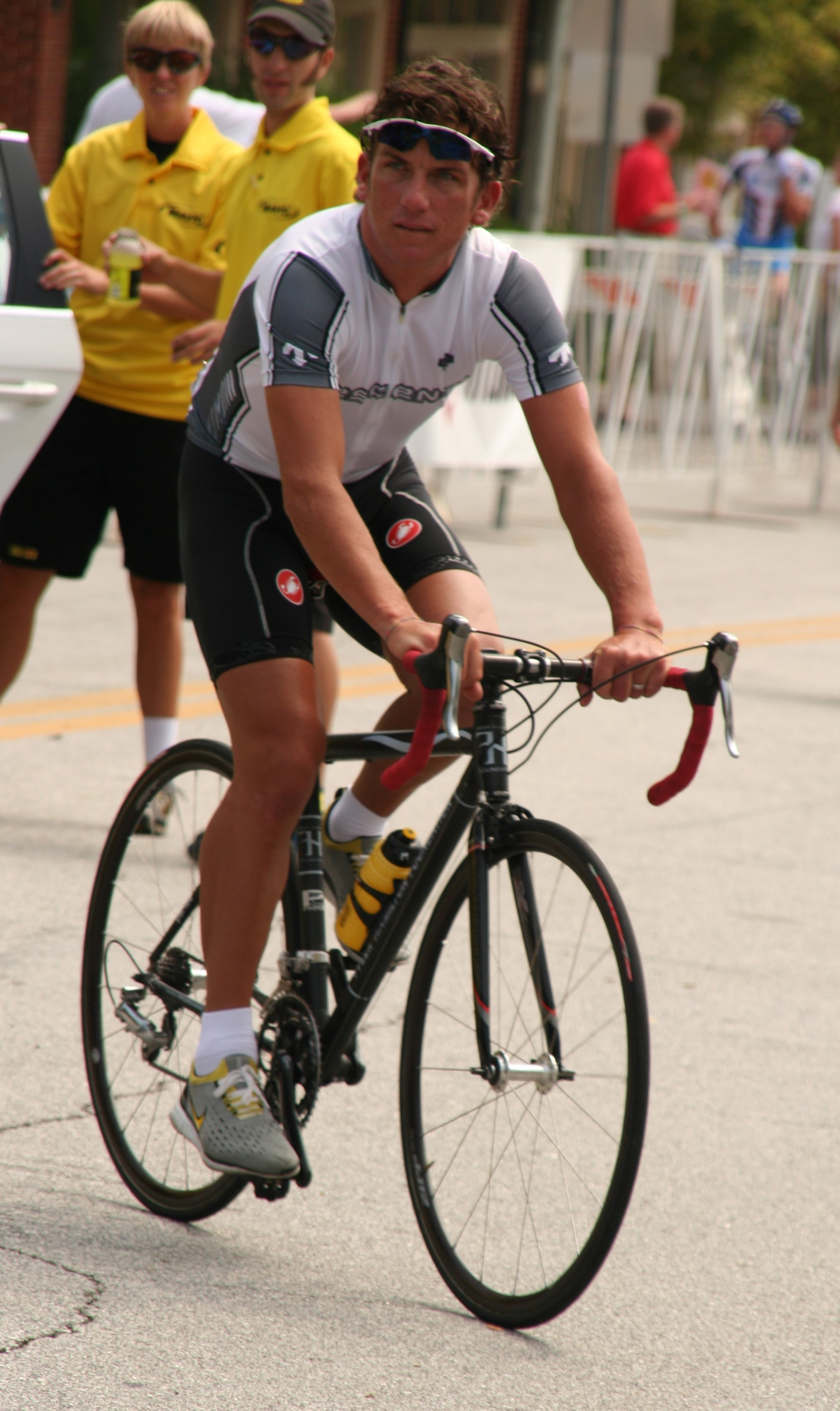
Tyler Hamilton

- 01. März: Thomas Adès, englischer Komponist, Dirigent und Pianist
- 01. März: Tyler Hamilton, US-amerikanischer Profi-Radrennfahrer
- 01. März: Dick Norman, belgischer Tennisspieler
- 02. März: Stefano Lelio Beniamino Accorsi, italienischer Schauspieler
- 02. März: Roman Gregory, österreichischer Musiker und Moderator
- 02. März: Norbert Hofer, österreichischer Flugzeugingenieur und Politiker
- 02. März: Method Man, US-amerikanischer Rapper
- 03. März: Christian Eigner, österreichischer Schlagzeuger
- 03. März: Lothar Leder, deutscher Triathlet
- 04. März: Marc Baumgartner, ehemaliger Schweizer Handballspieler
- 04. März: Daniela März, deutsche Schauspielerin
- 05. März: Yuri Lowenthal, US-amerikanischer Schauspieler und Synchronsprecher
- 06. März: Héctor del Ángel, mexikanischer Fußballspieler
- 06. März: Richard Gay, französischer Freestyle-Skier
- 06. März: Servais Knaven, niederländischer Radrennfahrer
- 07. März: Francesca Rettondini, italienische Filmschauspielerin und Model
- 07. März: Thies Heinemann, deutscher Schachspieler
- 07. März: Peter Sarsgaard, US-amerikanischer Schauspieler
- 10. März: Ingo Ahrens, deutscher Handballspieler
- 10. März: Jon Hamm, US-amerikanischer Schauspieler
- 11. März: Daniela Alfinito, deutsche Schlagersängerin
- 11. März: Johnny Knoxville, US-amerikanischer Schauspieler
- 11. März: Steffen Wesemann, deutscher Radrennfahrer
- 12. März: Karolina Arewång-Højsgaard, schwedische Orientierungsläuferin
- 13. März: Berrit Arnold, deutsche Schauspielerin
- 13. März: Annabeth Gish, US-amerikanische Schauspielerin
- 13: März: Jens Münchow, deutscher Schauspieler
- 15. März: Ralf Bißdorf, deutscher Florettfechter
- 17. März: Markus Becker, deutscher Schlager-Sänger
- 18. März: Christian Arming, österreichischer Dirigent
- 18. März: Wayne Arthurs, australischer Tennisspieler
- 19. März: Nadja Auermann, deutsches Fotomodell und Schauspielerin
- 19. März: Arno Kompatscher, Südtiroler Landeshauptmann
- 19. März: Barbara Morgenstern, deutsche Sängerin und Musikerin
- 20. März: Monique Kavelaars, kanadische Fechterin
- 20. März: Oliver Sturm, deutscher Fußballspieler
- 20. März: Erwin Verstegen, niederländischer Bogenschütze († 1995)
- 21. März: Dirk von Lowtzow, deutscher Sänger und Gitarrist
- 23. März: Erik Dreesen, deutscher Bodybuilder und Kraftsportler († 2013)
- 23. März: Karen McDougal, US-amerikanisches Playmate und Fotomodell
- 24. März: Masao Azuma, japanischer Motorradrennfahrer
- 24. März: Ingo Hermanns, deutscher Fußballspieler († 2025)
- 25. März: Stacy Dragila, US-amerikanische Leichtathletin und Olympiasiegerin
- 25. März: Bettina Engelhardt, deutsche Schauspielerin
- 25. März: Muriel Rochat Rienth, schweizerische Blockflötistin
- 25. März: Werner Kuchar, deutscher römisch-katholischer Geistlicher und Autor († 2013)
- 26. März: Moyoco Anno, japanische Manga-Zeichnerin
- 26. März: Heidi Hartmann (Boxerin), deutsche Boxsportlerin, Boxweltmeisterin
- 27. März: David Coulthard, britischer Formel-1-Rennfahrer
- 27. März: Nathan Fillion, kanadischer Schauspieler
- 29. März: Attila Csihar, ungarischer Sänger der norwegischen Black-Metal-Band Mayhem
- 29. März: Lara Logan, US-amerikanische TV- & Radio-Journalistin und Kriegsberichterstatterin
- 29. März: Hidetoshi Nishijima, japanischer Schauspieler und Model
- 29. März: Maciej Zieliński, polnischer Komponist
- 30. März: Mark Consuelos, US-amerikanischer/spanischer Schauspieler
- 30. März: Peyman Amin, deutscher Booker und Modelagent
- 30. März: Fabrizio De Simone, italienischer Automobilrennfahrer
- 31. März: Martin Atkinson, englischer Fußballschiedsrichter
- 31. März: Pawel Wladimirowitsch Bure, russischer Eishockeyspieler
- 31. März: Dieter Fischer, deutscher Schauspieler

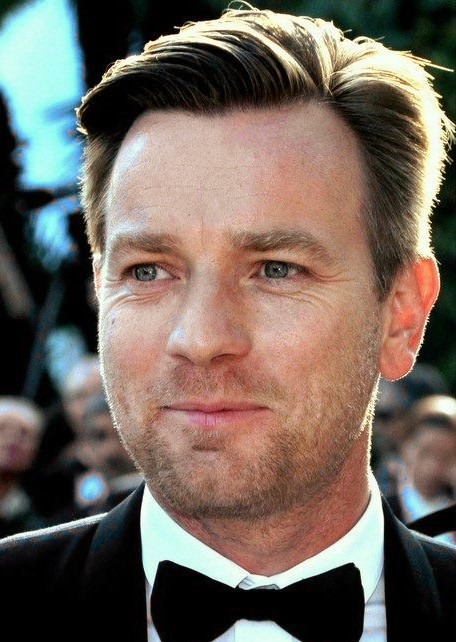
Ewan McGregor

- 31. März: Ewan McGregor, schottischer Schauspieler

### April
- 01. April: Christian Titz, deutscher Fußballspieler und -trainer
- 02. April: Francisco Javier Arce Rolón, paraguayischer Fußballspieler und -trainer
- 02. April: Gwenaëlle Aubry, französische Philosophin und Schriftstellerin
- 02. April: Yasmina Djaballah, deutsche Schauspielerin
- 02. April: Alexander Duszat (Elton), deutscher Fernsehmoderator
- 02. April: Edmundo, brasilianischer Fußballspieler

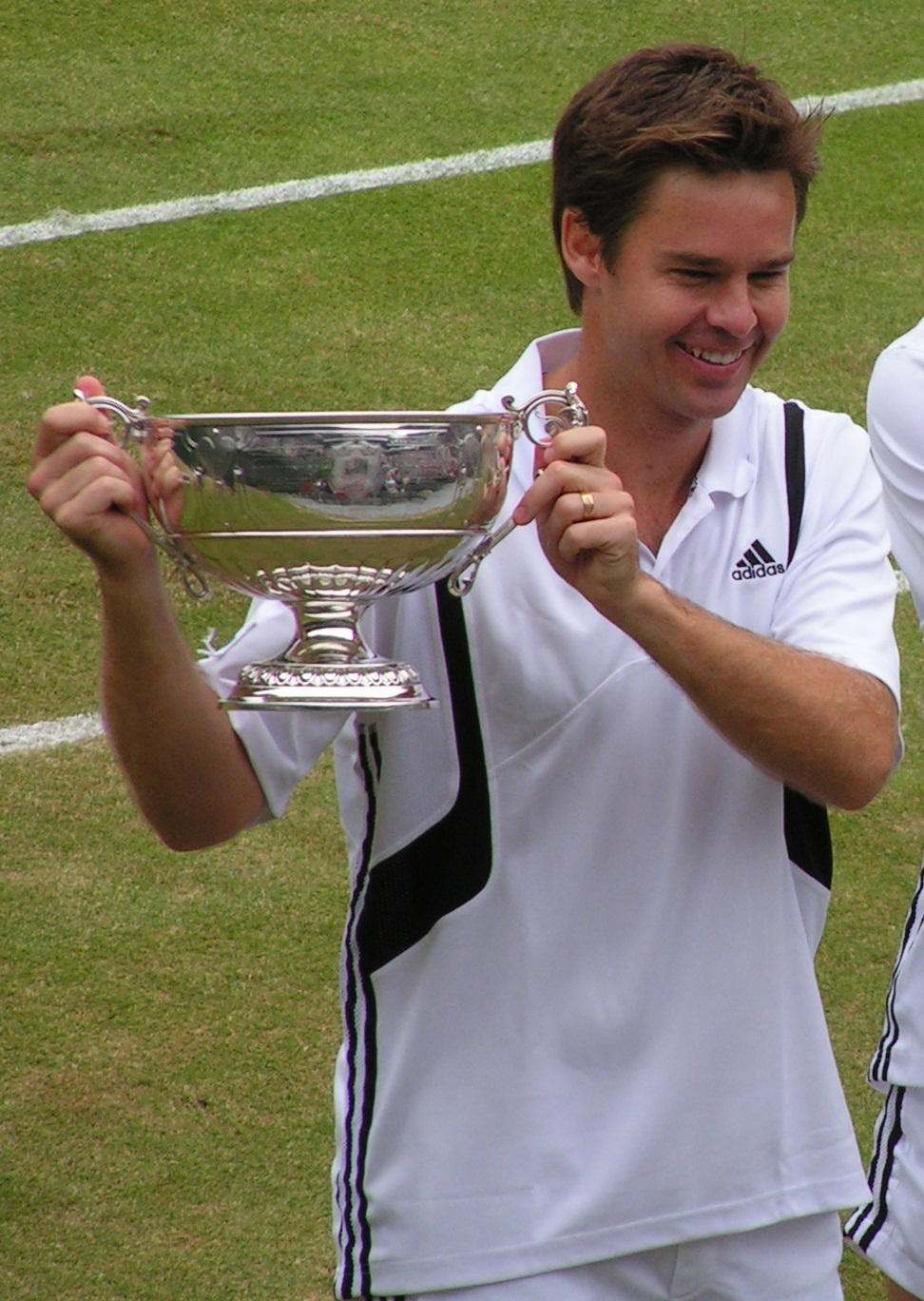
Todd Woodbridge

- 02. April: Todd Woodbridge, australischer Tennisspieler
- 03. April: Thorstein Aaby, norwegischer Gitarrist († 2007)
- 03. April: Vitālijs Astafjevs, lettischer Fußballspieler
- 03. April: Picabo Street, US-amerikanische Skiläuferin
- 04. April: Najib Amhali, niederländischer Comedian
- 04. April: Dietmar Kühbauer, österreichischer Fußballspieler
- 04. April: Mentor Miftari, albanischer Fußballspieler
- 05. April: Takami Itō, japanischer Schriftsteller
- 08. April: Thomas Neger, deutscher Fastnachtssänger
- 09. April: Jacques Villeneuve, kanadischer Formel-1-Rennfahrer und Formel-1-Weltmeister
- 10. April: Joey DeFrancesco, US-amerikanischer Jazzorganist († 2022)
- 10. April: Markus Koch, deutscher Fernsehjournalist und Autor
- 11. April: Tomasz Gollob, polnischer Bahnsportler
- 11. April: Oliver Riedel, deutscher Musiker
- 11. April: Craig Walsh, US-amerikanischer Komponist und Musikpädagoge
- 12. April: Christophe Moreau, französischer Radrennfahrer
- 12. April: Shannen Doherty, US-amerikanische Schauspielerin († 2024)
- 12. April: Nicholas Brendon, US-amerikanischer Schauspieler
- 13. April: Alexandra Adi, US-amerikanische Schauspielerin
- 14. April: Eugène Afrika, luxemburgischer Fußballspieler
- 14. April: Tim Austin, US-amerikanischer Boxer
- 14. April: Rainald Grebe, deutscher Liedermacher, Schauspieler, Kabarettist und Autor
- 14. April: Bettina Knells, deutscher Sportschützin
- 14. April: Thomas Waldner, deutscher Journalist und Medienberater
- 15. April: Andrew Daly, US-amerikanischer Schauspieler, Komiker und Drehbuchautor
- 15. April: Sarah Young, britische Pornodarstellerin
- 16. April: Kristian Asmussen, dänischer Handballspieler
- 16. April: Sven Fischer, deutscher Biathlet
- 16. April: Natallja Swerawa, belarussische Tennisspielerin
- 16. April: Selena Quintanilla-Pérez, mexikanische Sängerin († 1995)
- 17. April: Haukur Arnórsson, isländischer Skirennläufer
- 17. April: David Wagner, deutscher Schriftsteller
- 18. April: Fredro Starr, US-amerikanischer Rapper und Schauspieler
- 18. April: David Tennant, britischer Schauspieler
- 19. April: Stanislaw Kulintschenko, russischer Handballspieler und -funktionär
- 19. April: Rainer Rothfuß, deutscher Geograph und Politiker
- 21. April: Ekin Deligöz, deutsche Politikerin
- 21. April: Paul Heller, deutscher Jazz-Saxophonist
- 21. April: Véréna Paravel, französische Anthropologin
- 21. April: Jule Ronstedt, deutsche Schauspielerin und Regisseurin
- 22. April: Volker Strübing, deutscher Schriftsteller, Liedermacher und Trickfilmer
- 22. April: Josia Thugwane, südafrikanischer Marathonläufer
- 23. April: Janek Rieke, deutscher Schauspieler und Regisseur
- 24. April: Yves Eigenrauch, deutscher Fußballspieler
- 24. April: Stefania Rocca, italienische Schauspielerin
- 24. April: Marco Seiffert, deutscher Fernseh- und Radiomoderator
- 25. April: Arnór Gunnarsson, isländischer Skirennläufer
- 26. April: Christoph Silber, deutscher Autor
- 26. April: Steffen Stiebler, deutscher Handballspieler
- 27. April: Marc Olejak, deutscher Politiker
- 28. April: Leigh Adams, australischer Bahnsportler
- 28. April: Markus Beyer, deutscher Boxer († 2018)
- 28. April: Hamish Carter, neuseeländischer Triathlet und Olympiasieger
- 28. April: Martin Luding, deutscher Schauspieler
- 29. April: Steffen Kotré, deutscher Ingenieur und Politiker
- 30. April: Carlos Baldomir, argentinischer Profiboxer
- 30. April: John Boyne, irischer Schriftsteller
- 30. April: Simone Lang, deutsche Eiskunstläuferin
- 30. April: Edward Piccin, Schweizer Schauspieler

### Mai
- 01. Mai: Stuart Appleby, australischer Profigolfer
- 01. Mai: Amira Casar, britisch-französische Schauspielerin
- 01. Mai: Kwanza Hall, US-amerikanischer Politiker
- 01. Mai: Nenad Peruničić, montenegrinisch-deutscher Handballspieler und -trainer
- 03. Mai: Bettina Hammer, deutsche Autorin
- 04. Mai: Fabien Bertrand, französischer Freestyle-Skier
- 04. Mai: Florian Illies, deutscher Journalist und Buchautor
- 04. Mai: Aleksandar Jovanovic, deutscher Schauspieler
- 05. Mai: Sebastian Hess, deutscher Cellist und Komponist († 2021)
- 05. Mai: Anette Hoffmann, dänische Handballspielerin
- 05. Mai: Nate McBride, US-amerikanischer Jazzbassist
- 06. Mai: Geneva Carr, US-amerikanische Film- und Theaterschauspielerin
- 06. Mai: Chris Shiflett, US-amerikanischer Gitarrist
- 07. Mai: Pamela Rendi-Wagner, österreichische Ärztin und Politikerin
- 07. Mai: Harald Christian Strand Nilsen, norwegischer Skirennläufer
- 07. Mai: Ivan Sergei, US-amerikanischer Schauspieler
- 08. Mai: Radosław Gilewicz, polnischer Fußballspieler

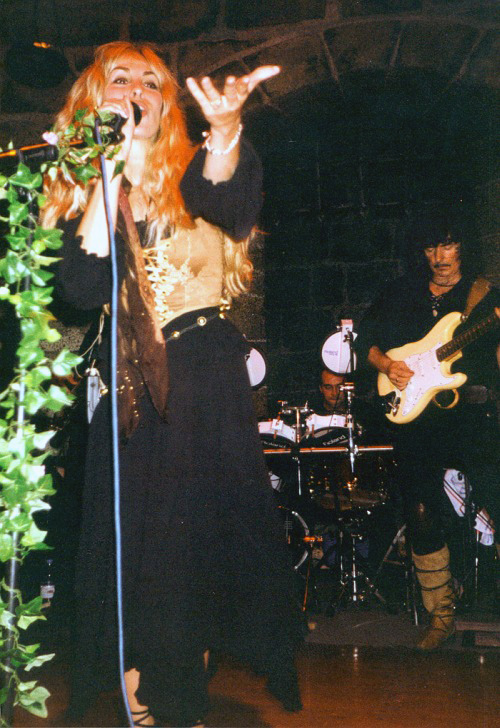
Candice Night

- 08. Mai: Candice Night, US-amerikanische Sängerin
- 08. Mai: Georgij Pestov, deutsch-russischer Kameramann
- 08. Mai: Nobuteru Taniguchi, japanischer Automobilrennfahrer
- 10. Mai: Doris Auer, österreichische Stabhochspringerin, Siebenkämpferin und Sprinterin
- 10. Mai: Monisha Kaltenborn, österreichische Juristin und Rennstallbesitzerin
- 10. Mai: Kim Jong-nam, nordkoreanischer Regierungsgegner († 2017)
- 10. Mai: Luan Krasniqi, deutscher Boxer
- 10. Mai: Doris Neuner, österreichische Rennrodlerin
- 10. Mai: Tomasz Waldoch, polnischer Fußballspieler
- 10. Mai: Katja Woywood, deutsche Schauspielerin
- 10. Mai: Beat Zberg, Schweizer Radrennfahrer
- 11. Mai: Dominique Arribagé, französischer Fußballspieler und -trainer
- 11. Mai: Markus Meyer, deutscher Burgschauspieler
- 11. Mai: Mathias Schlung, deutscher Schauspieler und Comedian
- 12. Mai: Kristin Asbjørnsen, norwegische Sängerin und Komponistin
- 12. Mai: Boris Reitschuster, deutscher Journalist und Sachbuch-Autor
- 12. Mai: Chris Snell, ehemaliger kanadischer Eishockeyspieler
- 13. Mai: Sascha Armutat, deutscher Offizier und Wirtschaftswissenschaftler
- 13. Mai: Thomas Arnold, deutscher Schauspieler
- 14. Mai: Sofia Coppola, US-amerikanische Schauspielerin, Drehbuchautorin und Regisseurin
- 14. Mai: Katja Heijnen, deutsche Hörfunkjournalistin und -moderatorin
- 14. Mai: Alberto Rodríguez Librero, spanischer Regisseur
- 15. Mai: Zoubaier Baya, tunesischer Fußballer
- 16. Mai: Thomas Knorr, deutscher Handballspieler und -trainer
- 16. Mai: Roman Pungartnik, slowenischer Handballspieler
- 16. Mai: Axel Röhrle, deutscher Schauspieler
- 17. Mai: Máxima, Königin der Niederlande
- 19. Mai: Uwem Akpan, nigerianischer Schriftsteller und Priester
- 20. Mai: Niklas Andersson, schwedischer Eishockeyspieler
- 20. Mai: Ian Feuer, ehemaliger US-amerikanischer Fußballtorwart
- 20. Mai: Paweł Mykietyn, polnischer Komponist
- 21. Mai: Tatjana Gsell, deutsche Schauspielerin
- 22. Mai: Lars Koslowski, deutscher Tennisspieler
- 25. Mai: Stefano Baldini, italienischer Leichtathlet und Olympiasieger
- 25. Mai: Thorsten Schütz, deutscher Generalarzt
- 25. Mai: Georg Totschnig, österreichischer Radrennfahrer
- 26. Mai: Susan Andrews, australische Sprinterin und Mittelstreckenläuferin
- 26. Mai: Shannon Kenny, australische Schauspielerin
- 26. Mai: Sven Lakenmacher, deutscher Handballtrainer und Handballspieler
- 26. Mai: Matt Stone, US-amerikanischer Schauspieler, Drehbuchautor, Produzent und Regisseur
- 27. Mai: Paul Bettany, britischer Schauspieler
- 27. Mai: Lisa Lopes, US-amerikanische Rapperin († 2002)
- 27. Mai: Monika Schnarre, australische Schauspielerin
- 27. Mai: Beatrix von Storch, deutsche Politikerin
- 28. Mai: Katja Aßmann, deutsche Kulturmanagerin und Kuratorin
- 28. Mai: Thomas Bartholomäus, deutscher Schauspieler und Sprecher
- 28. Mai: Isabelle Carré, französische Filmschauspielerin
- 28. Mai: Jekaterina Alexandrowna Gordejewa, russische Eiskunstläuferin
- 28. Mai: Manuel Beltrán, spanischer Radrennfahrer
- 29. Mai: Oliver Auge, deutscher Historiker
- 29. Mai: Éric Lucas, kanadischer Profiboxer
- 30. Mai: Anja Haas, österreichische Skirennläuferin
- 30. Mai: Idina Menzel, US-amerikanische Schauspielerin

### Juni
- 01. Juni: Pasquale Aleardi, Schweizer Schauspieler und Musiker
- 01. Juni: Monica Anghel, rumänische Sängerin
- 01. Juni: Jan Müller, deutscher Musiker
- 01. Juni: Luca Riccitelli, italienischer Automobilrennfahrer

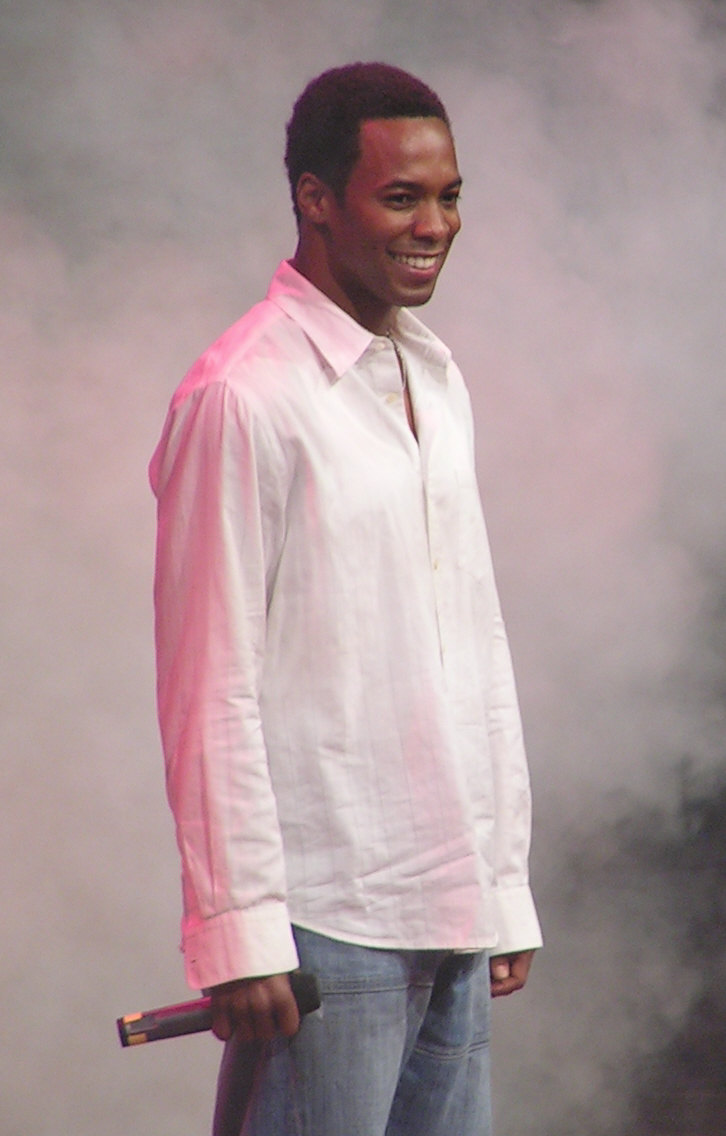
Anthony Montgomery.

- 02. Juni: Anthony Montgomery, US-amerikanischer Schauspieler
- 02. Juni: Patricia Pantel, deutsche Fernsehreporterin und Moderatorin
- 03. Juni: Luigi Di Biagio, italienischer Fußballspieler und -trainer
- 03. Juni: Gabriel Merz, deutscher Schauspieler, Regisseur und Drehbuchautor
- 03. Juni: Peter Thorwarth, deutscher Filmregisseur
- 04. Juni: Mike Lee, US-amerikanischer Jurist und Politiker
- 04. Juni: Noah Wyle, US-amerikanischer Schauspieler

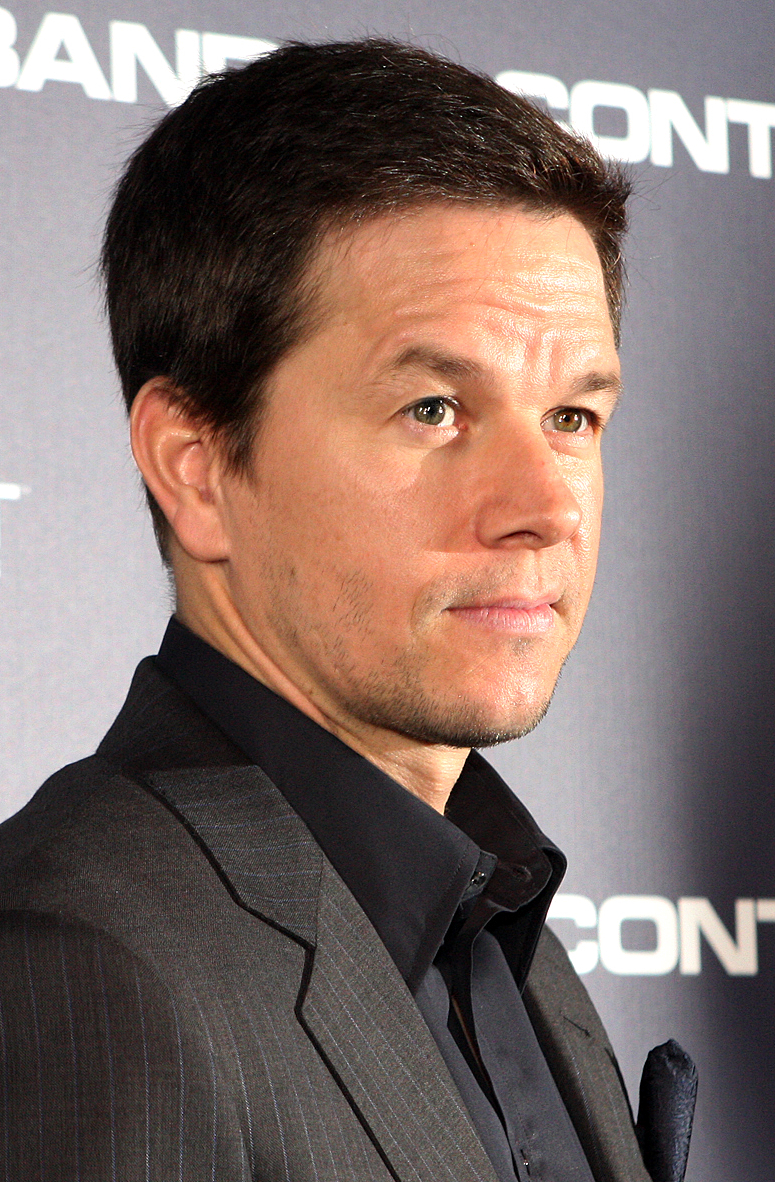
Mark Wahlberg, 2012

- 05. Juni: Mark Wahlberg, US-amerikanischer Schauspieler, Model und Sänger
- 06. Juni: Rob David, US-amerikanischer Schauspieler
- 07. Juni: Ines Koch, österreichische Politikerin
- 07. Juni: Toni Cottura, deutscher Musikproduzent, Rapper und Sänger
- 07. Juni: Alexander Herrmann, deutscher Koch, Moderator und Kochbuchautor
- 10. Juni: Joel Hailey, US-amerikanischer R&B-Künstler
- 10. Juni: Bobby Jindal, US-amerikanischer Politiker
- 12. Juni: Mark Henry, US-amerikanischer Wrestler
- 12. Juni: Stefan Krebietke, deutscher Handballspieler
- 12. Juni: MC Breed, US-amerikanischer Rapper († 2008)
- 12. Juni: Elisabeth Lanz, österreichische Theater- und Fernsehschauspielerin
- 12. Juni: Victoria Lepădatu, rumänische Ruderin
- 14. Juni: Marco Bülow, deutscher Politiker
- 14. Juni: Matthias Matz, deutscher Schauspieler
- 14. Juni: Dirk Ossig, deutscher Schauspieler
- 14. Juni: Kathrin Röggla, österreichische Schriftstellerin
- 15. Juni: José Luis Arrieta, spanischer Radrennfahrer
- 15. Juni: Edwin Brienen, niederländischer Filmregisseur
- 16. Juni: Askar Abildajew, kasachischer Fußballspieler und Funktionär
- 16. Juni: Evelyn Klaudt, deutsche Eiskunstläuferin
- 16. Juni: Tupac Shakur, US-amerikanischer Rapper († 1996)
- 17. Juni: José Emilio Amavisca, spanischer Fußballspieler
- 17. Juni: Rafał Mazur, polnischer Bassgitarrist
- 17. Juni: Bif Naked, kanadische Punkrock-Sängerin
- 17. Juni: Reto Nause, Schweizer Politiker
- 17. Juni: Paulina Rubio, mexikanische Sängerin und Schauspielerin
- 17. Juni: Maike Schrader, deutsche Hockeyspielerin († 2004)
- 18. Juni: CJ Bolland, belgischer Techno-Produzent und DJ
- 18. Juni: Andy Ogles, US-amerikanischer Politiker
- 18. Juni: Gabriele Rittig, österreichische Kinder- und Jugendbuchautorin
- 19. Juni: Christopher Peter Armstrong, englischer Fußballspieler
- 19. Juni: Jürgen Trimborn, deutscher Schriftsteller und Biograf († 2012)
- 20. Juni: Jeordie White, US-amerikanischer Bassist
- 21. Juni: Davide Olivares, italienischer Fußballspieler
- 21. Juni: Anette Olzon, Sängerin der finnischen Metalband Nightwish
- 22. Juni: Chodadad Azizi, iranischer Fußballspieler
- 22. Juni: Christian Menzel, deutscher Automobilrennfahrer
- 22. Juni: Alexandra Rietz, deutsche Polizeioberkommissarin
- 23. Juni: Enrique Romero, spanischer Fußballspieler
- 24. Juni: Asitha Ameresekere, britischer Filmregisseur
- 25. Juni: Jason Lewis, US-amerikanischer Schauspieler und Modell
- 25. Juni: Robert Reichel, tschechischer Eishockeyspieler
- 26. Juni: Max Biaggi, italienischer Motorradfahrer
- 27. Juni: Serginho, brasilianischer Fußballspieler

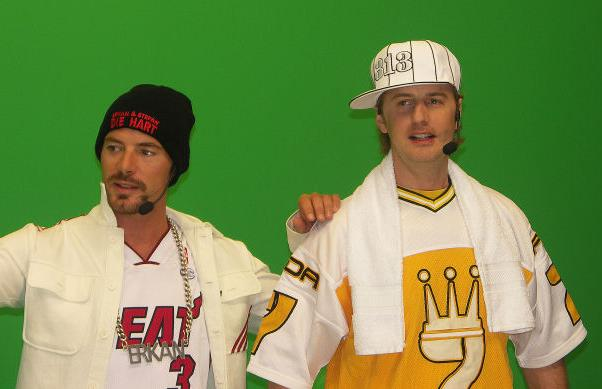
Simbeck (rechts) als Teil des Duos „Erkan und Stefan“ (2006)

- 27. Juni: Florian Simbeck, deutscher Komiker und Politiker
- 27. Juni: Irène Straub, schweizerische Sängerin
- 28. Juni: Lorenzo Amoruso, italienischer Fußballspieler
- 28. Juni: Fabien Barthez, französischer Fußballspieler
- 28. Juni: Fabrice Becker, französischer Freestyle-Skier
- 28. Juni: Elon Musk, US-amerikanischer Unternehmer
- 28. Juni: No I.D., US-amerikanischer Hip-Hop-Produzent
- 29. Juni: Kaitlyn Ashley, US-amerikanische Pornodarstellerin
- 29. Juni: Anthony Hamilton, englischer Snookerspieler
- 29. Juni: Christina Chang, US-amerikanische Schauspielerin

### Juli
- 01. Juli: Aleh Antonenka, belarussischer Eishockeyspieler
- 01. Juli: Julianne Nicholson, US-amerikanische Schauspielerin
- 01. Juli: Missy Elliott, US-amerikanische Rapperin, Sängerin und Produzentin
- 02. Juli: Thilo Gosejohann, deutscher Regisseur und Kameramann
- 02. Juli: Joel Otim, ugandischer Leichtathlet († 2021)
- 03. Juli: Julian Paul Assange, australischer politischer Aktivist
- 04. Juli: Nedijeljko „Ned“ Zelic, australischer Fußballspieler
- 05. Juli: Jens Bormann, deutscher Notar und Präsident der Bundesnotarkammer
- 05. Juli: Gaby König-Vialkowitsch, deutsche Fußballspielerin
- 07. Juli: Katja Dofel, deutsche Journalistin und Fernsehmoderatorin († 2023)
- 07. Juli: Kai Peter Schmitz, deutscher Fußballtrainer
- 07. Juli: Alexander Weinland, deutscher Jurist
- 08. Juli: Marcel van Ackeren, deutscher Philosoph und Philosophiehistoriker
- 08. Juli: Frank Holzke, deutscher Schachgroßmeister und Jurist
- 08. Juli: Amy O’Neill, US-amerikanische Schauspielerin
- 08. Juli: Marina Szendey, ungarische Bogenschützin
- 09. Juli: Andrea Philipp, deutsche Leichtathletin

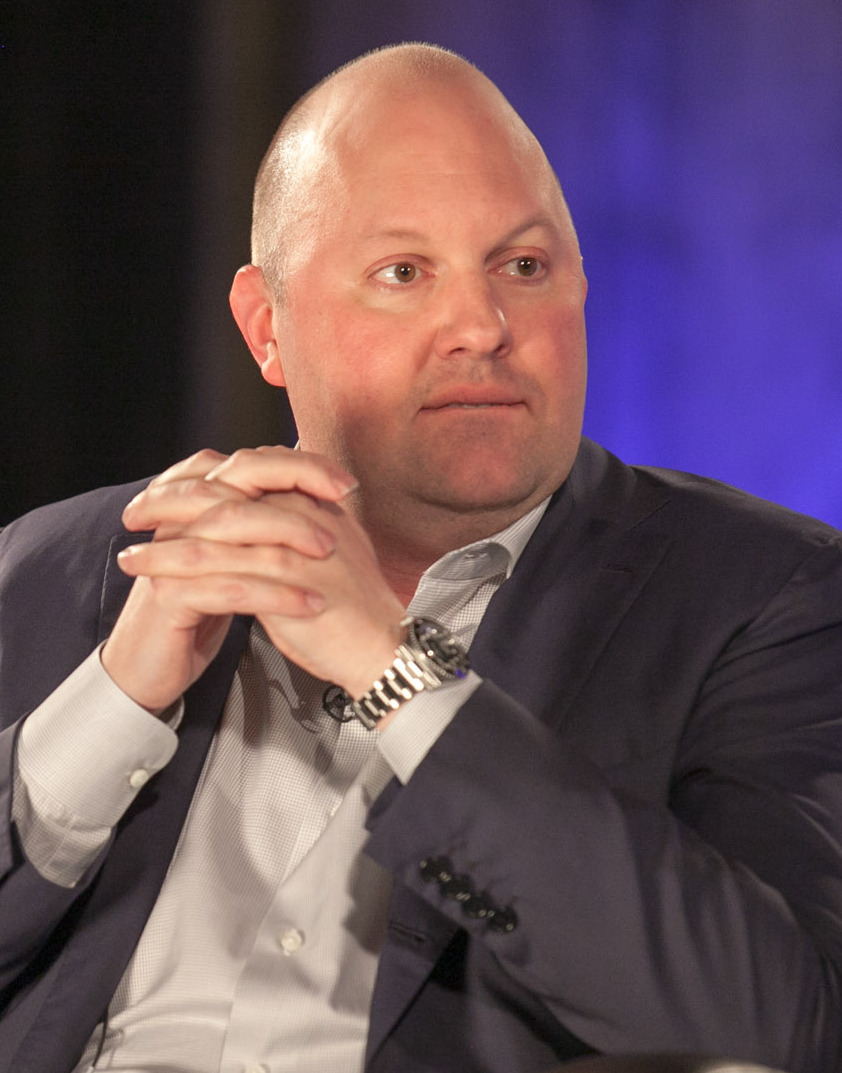
Marc Andreessen

- 09. Juli: Marc Andreessen, US-amerikanischer Gründer der Firma Netscape Communications Corporation
- 09. Juli: Melissa Morrison-Howard, US-amerikanische Leichtathletin und Olympionikin
- 09. Juli: Scott Grimes, US-amerikanischer Schauspieler
- 09. Juli: Zeke Steggall, australischer Snowboarder
- 11. Juli: Alexei Aigi, russischer Musiker, Komponist und Geiger
- 11. Juli: Aviv Regev, israelisch-amerikanische Bioinformatikerin
- 12. Juli: Zarinah Abdullah, singapurische Badmintonspielerin
- 12. Juli: Kristi Yamaguchi, US-amerikanische Eiskunstläuferin
- 13. Juli: Antonio Francisco Astiazarán Gutiérrez, mexikanischer Politiker
- 13. Juli: Richard Groenendaal, niederländischer Radrennfahrer
- 14. Juli: Nick McCabe, britischer Gitarrist
- 14. Juli: Ross Rebagliati, kanadischer Snowboarder
- 15. Juli: Sven Telljohann, deutscher Schachmeister
- 16. Juli: Bibiana Beglau, deutsche Schauspielerin
- 16. Juli: Corey Feldman, US-amerikanischer Schauspieler
- 16. Juli: Michael Jelden, deutscher Violinist, Geigenvirtuose und Sprachwissenschaftler
- 16. Juli: Tanja Lanäus, deutsche Schauspielerin
- 16. Juli: Carlos Núñez, spanischer Musiker
- 17. Juli: Cory Doctorow, kanadischer Science-Fiction-Autor
- 18. Juli: Ralf Appel, deutscher Großmeister im Schach
- 18. Juli: Heiko Karrer, deutscher Handballspieler und Handballtrainer
- 18. Juli: Sarah McLeod, neuseeländische Schauspielerin
- 18. Juli: Vasili Zeiher, deutscher Freistilringer
- 19. Juli: Urs Bühler, Schweizer Tenor, Mitglied der Klassik-Crossover-Gruppe Il Divo

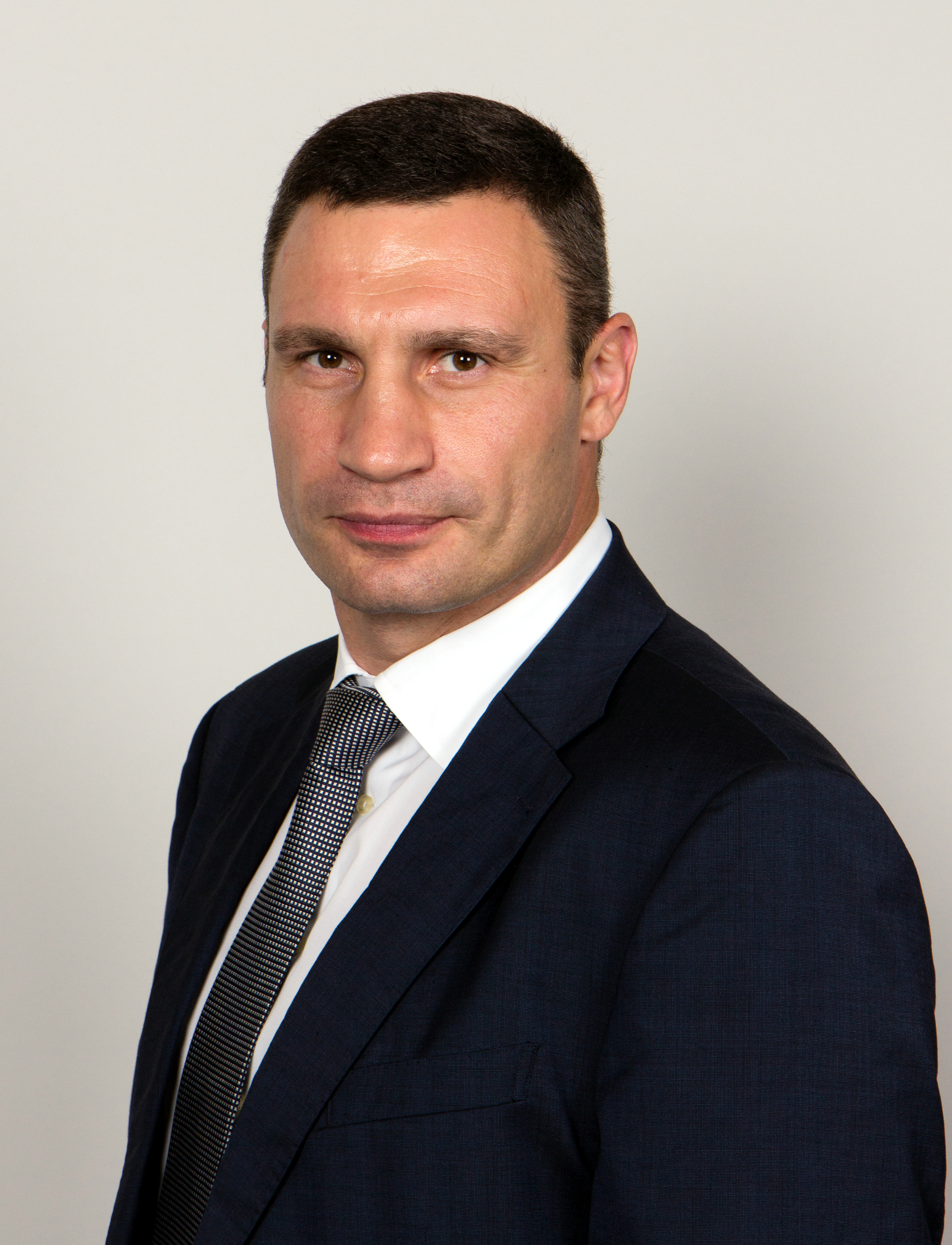
Vitali Klitschko

- 19. Juli: Vitali Klitschko, ukrainischer Boxer
- 20. Juli: Christian Ralph Ast, deutscher Basketballspieler
- 21. Juli: Anthony Beltoise, französischer Automobilrennfahrer
- 21. Juli: Charlotte Gainsbourg, französische Schauspielerin
- 22. Juli: Henrik Rabien, deutscher Fagottist
- 22. Juli: Henrik Wiese, deutscher Flötist und Synästhetiker
- 23. Juli: Alexander Schur, deutscher Fußballspieler
- 23. Juli: Monika Kruse, deutsche Musikerin und Produzentin
- 23. Juli: Alison Krauss, US-amerikanische Sängerin und Fiddlespielerin
- 23. Juli: Nicola Ransom, US-amerikanische Skate- und Snowboarderin
- 23. Juli: Cara-Beth Burnside, britische Schauspielerin
- 24. Juli: Dino Baggio, italienischer Fußballspieler
- 24. Juli: Holger Jung, deutscher Jurist, Politiker (CDU) und Bürgermeister
- 24. Juli: André Schubert, deutscher Fußballspieler- und trainer
- 24. Juli: Herbert Ulrich, deutscher Schauspieler
- 25. Juli: Thomas Koch, deutscher Schauspieler
- 26. Juli: Regy Clasen, deutsche Chanson-, Pop- und Soulsängerin und Liedermacherin († 2020)
- 26. Juli: Andrea Fortunato, italienischer Fußballspieler († 1995)
- 29. Juli: Lisa Ekdahl, schwedische Jazz-Pop-Sängerin
- 30. Juli: Elvis Crespo, US-amerikanischer Musiker
- 30. Juli: Mzukisi Sikali, südafrikanischer Boxer († 2005)
- 31. Juli: Claudia Acuña, chilenische Jazz-Sängerin
- 00. Juli: François Leleux, französischer Oboist, Dirigent und Professor

### August
- 01. August: Christina Angel, US-amerikanische Pornodarstellerin
- 01. August: İdil Üner, türkisch-deutsche Schauspielerin
- 02. August: Julie Parisien, US-amerikanischer Skirennläufer
- 03. August: Yoshitoshi ABe, japanischer Künstler
- 05. August: Karim Sebastian Elias, deutscher Komponist
- 05. August: Karina Krawczyk, deutsche Schauspielerin
- 06. August: Federico Giunti, italienischer Fußballspieler
- 07. August: Benita Brückner, deutsche Schauspielerin und Rechtsanwältin
- 07. August: Sebastian Padotzke, deutscher Musiker
- 07. August: Stephan Volkert, deutscher Ruderer
- 09. August: Andis Harasani, albanischer Politiker († 2025)

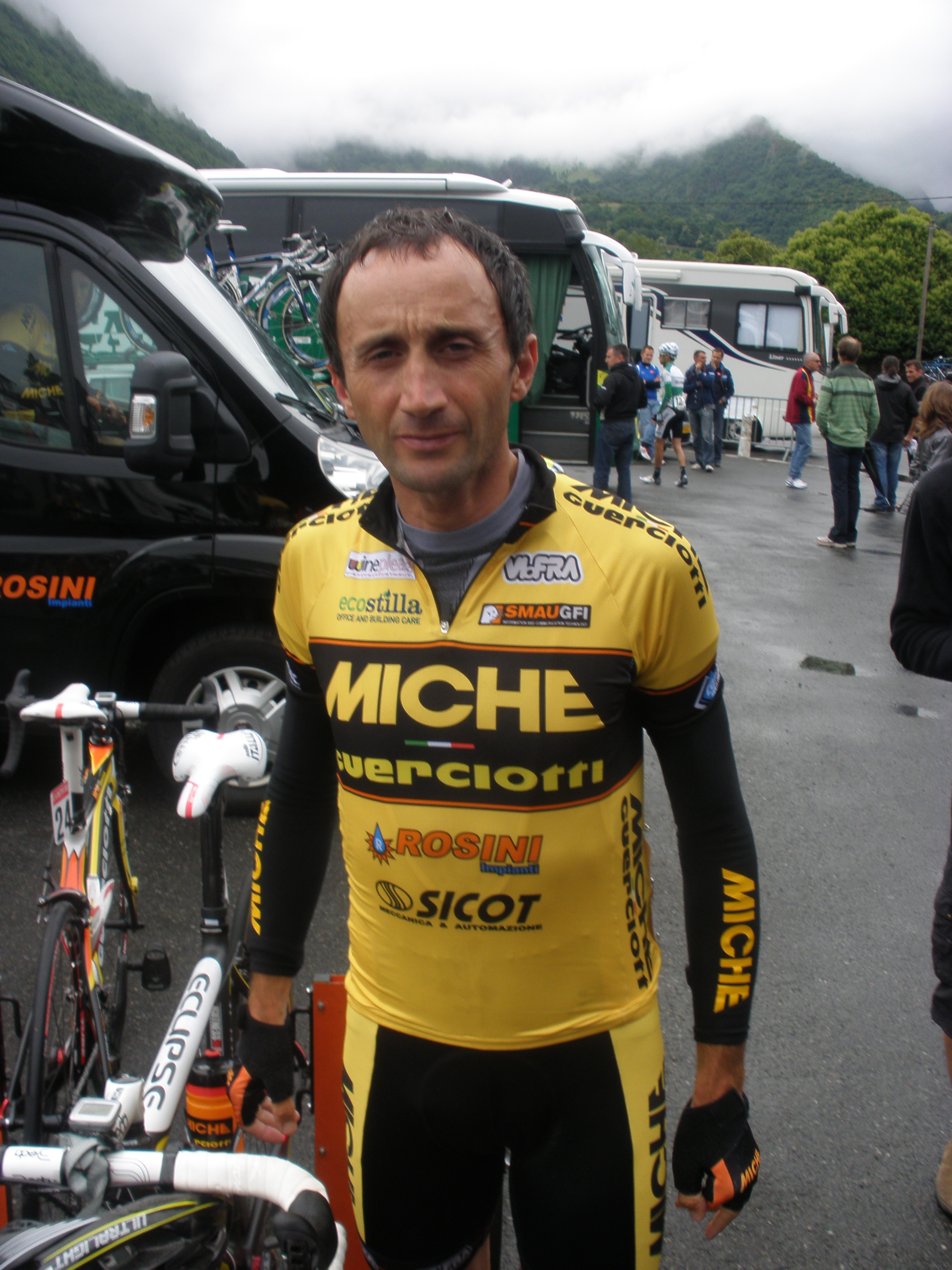
Davide Rebellin

- 09. August: Davide Rebellin, italienisch-argentinischer Radrennfahrer († 2022)
- 10. August: Roy Keane, irischer Fußballspieler
- 10. August: Rüdiger Klink, deutscher Schauspieler
- 10. August: Anette Kugelmüller-Pugh, deutsche Juristin
- 10. August: Tim Seyfi, deutsch-türkischer Schauspieler
- 10. August: Justin Theroux, US-amerikanischer Schauspieler
- 12. August: Jochen Langner, deutscher Schauspieler, Regisseur und Synchronsprecher
- 12. August: Pete Sampras, US-amerikanischer Tennisspieler
- 13. August: Tomoe Abe, japanische Langstreckenläuferin
- 13. August: Slađan Ašanin, kroatischer Fußballspieler

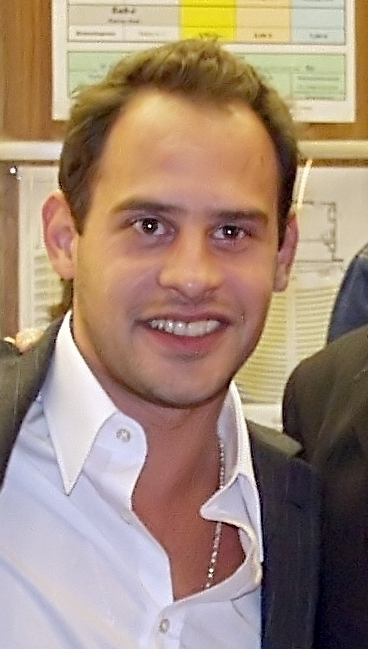
Moritz Bleibtreu, 2004

- 13. August: Moritz Bleibtreu, deutscher Schauspieler
- 13. August: Patrick Carpentier, kanadischer Rennfahrer

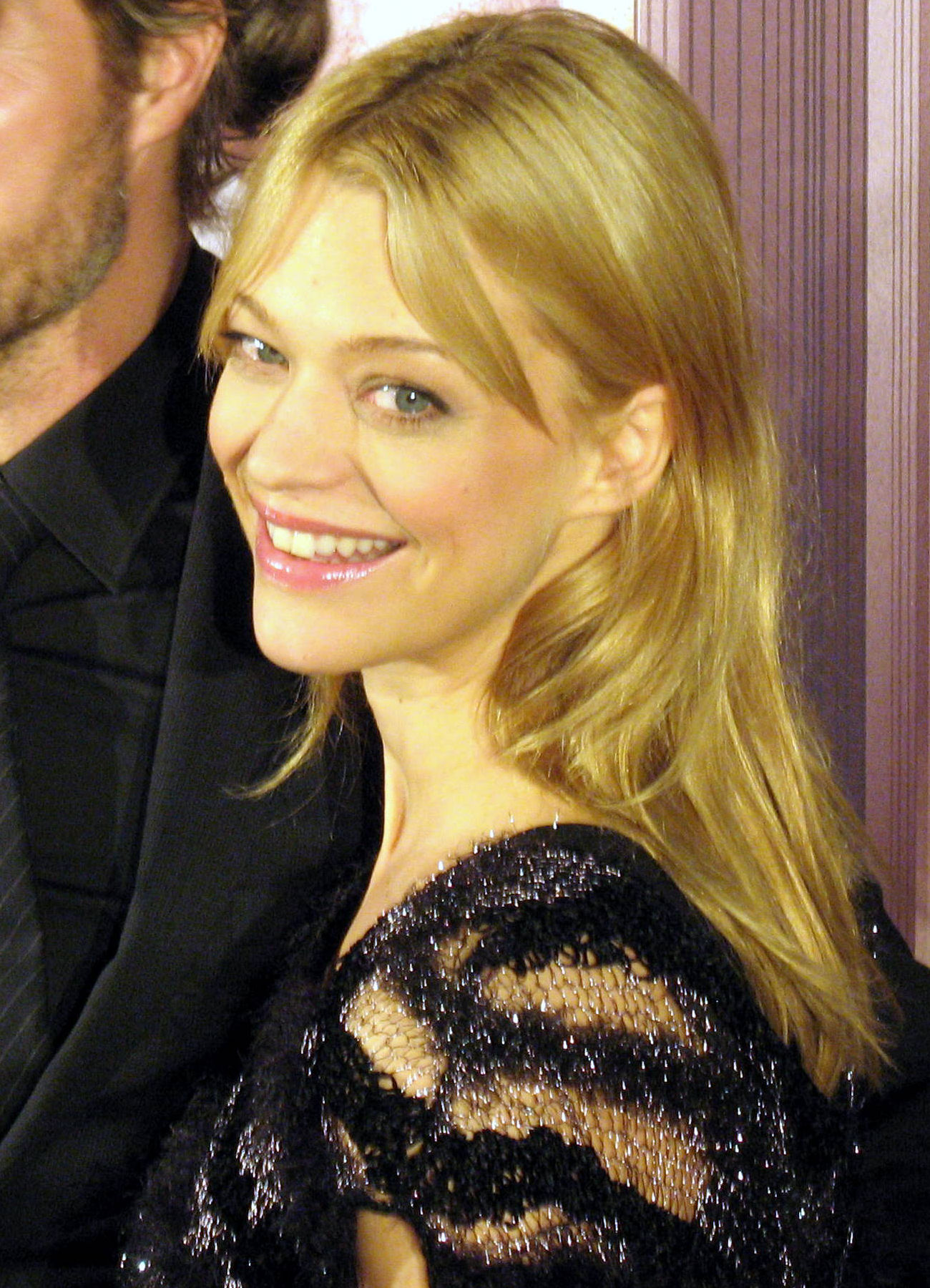
Heike Makatsch, 2009

- 13. August: Heike Makatsch, deutsche Schauspielerin
- 14. August: Fabian Krüger, Schweizer Schauspieler
- 14. August: Adam Timmerman, US-amerikanischer American-Football-Spieler

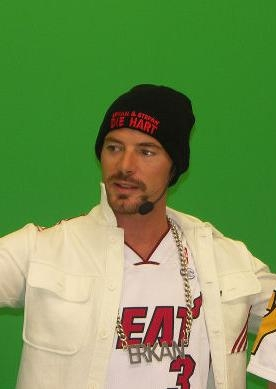
John Friedmann, 2006

- 16. August: John Friedmann, deutscher Schauspieler
- 16. August: Stefan Klos, deutscher Fußballspieler
- 16. August: Rulon Gardner, ehemaliger US-amerikanischer Ringer
- 17. August: Jenny Sjöwall, schwedische Bogenschützin
- 17. August: Ulrika Sjöwall, schwedische Bogenschützin
- 18. August: Hanna E. Antoniussen, färöische Fußballspielerin
- 18. August: Patrik Andersson, schwedischer Fußballspieler
- 18. August: Kai Ivo Baulitz, deutscher Schauspieler
- 18. August: Raoul Gehringer, österreichischer Komponist († 2018)
- 18. August: Ben Keating, US-amerikanischer Unternehmer und Automobilrennfahrer
- 18. August: Aphex Twin, britischer Musiker und DJ
- 19. August: Erik Andersson, schwedischer Eishockeyspieler
- 19. August: Guido Cantz, deutscher Fernsehmoderator
- 19. August: Mary Joe Fernández, US-amerikanische Tennisspielerin
- 19. August: Giovanni Martusciello, italienischer Fußballspieler und -trainer
- 19. August: Lucie Tomková, tschechoslowakische Schauspielerin
- 20. August: Mike Candys, Schweizer House- und Electro-DJ und Musikproduzent
- 20. August: Daniel Oberegger, Südtiroler Komponist, Schriftsteller und Filmemacher
- 21. August: Lukas Holliger, Schweizer Autor und Dramaturg
- 21. August: Pedro Piedrabuena, US-amerikanischer Karambolagespieler
- 22. August: Valentin Areh, slowenischer Kriegsreporter
- 22. August: Richard Crispin Armitage, britischer Theater-, Fernseh- und Filmschauspieler
- 23. August: Michael von Ameln, deutscher Feld- und Hallenhockeyschiedsrichter
- 23. August: Bone Crusher, US-amerikanischer Rapper
- 23. August: Gretchen Whitmer, US-amerikanische Politikerin
- 24. August: Tom Zenker, deutscher Regisseur, Drehbuchautor und Filmeditor
- 25. August: Fabian Gerhardt, deutscher Regisseur, Schauspieler und Autor
- 25. August: Gilberto Simoni, italienischer Radrennfahrer
- 26. August: Duncan Cameron, britischer Automobilrennfahrer
- 26. August: Charles Friedek, deutscher Leichtathlet
- 26. August: Thorsten Schmid, deutscher Handballtrainer
- 27. August: Ole Schröder, deutscher Politiker
- 27. August: Julian Weigend, österreichischer Schauspieler
- 28. August: Daniel Richard Goddard, australischer Filmschauspieler und Model
- 28. August: Manolo Palma, deutscher Schauspieler und Synchronsprecher
- 29. August: Tina Bøttzau, dänische Handballspielerin
- 29. August: Carla Gugino, US-amerikanische Schauspielerin
- 30. August: Martin Gerster, deutscher Politiker
- 31. August: Nobuatsu Aoki, japanischer Motorradrennfahrer
- 31. August: Dănuț Alin Artimon, rumänischer Fußballspieler und -trainer
- 31. August: Kinga Preis, polnische Schauspielerin
- 31. August: Chris Tucker, US-amerikanischer Filmschauspieler und Komiker

### September
- 01. September: Frank Fischöder, deutscher Eishockeytrainer
- 01. September: Luci van Org, deutsche Moderatorin, Schauspielerin, Schriftstellerin und Sängerin
- 01. September: Helena af Sandeberg, schwedische Filmschauspielerin
- 01. September: Heike Schmidt, deutsche Handballspielerin
- 01. September: Hakan Şükür, türkischer Fußballspieler
- 02. September: Kjetil André Aamodt, norwegischer Skirennläufer
- 02. September: Stephan Grossmann, deutscher Schauspieler
- 02. September: Péter Kőszeghy, ungarischer Komponist und Musikpädagoge
- 03. September: Mirja Boes, deutsche Sängerin, Comedian und Schauspielerin
- 03. September: Kiran Desai, indische Autorin mit ständigem Wohnsitz in den USA
- 03. September: Peter Fox, deutscher Reggae- und Hip-Hop-Musiker
- 03. September: Angela Marquardt, deutsche Politikerin
- 03. September: Paolo Montero, uruguayischer Fußballspieler
- 03. September: Kristean Porter, US-amerikanische Freestyle-Skierin
- 03. September: Sascha Wolf, deutscher Fußballspieler
- 04. September: Herwig Barthes, deutscher Jazztrompeter
- 04. September: Peggy Schwarz, deutsche Eiskunstläuferin
- 04. September: Max Urlacher, deutscher Schauspieler
- 05. September: Bonamy Grimes, britischer Unternehmer und Autorennfahrer
- 06. September: Mariam Amiri, deutsche Fernsehmoderatorin
- 06. September: Dolores O’Riordan, irische Rock-Sängerin († 2018)
- 06. September: Pavel Patera, tschechischer Eishockeyspieler
- 07. September: Kjersti Grini, norwegische Handballspielerin und -trainerin
- 07. September: Caroline Peters, deutsche Schauspielerin
- 08. September: David Arquette, US-amerikanischer Schauspieler und Musiker
- 08. September: Martin Freeman, englischer Schauspieler
- 09. September: Eric Stonestreet, US-amerikanischer Schauspieler
- 09. September: Henry Thomas, US-amerikanischer Schauspieler
- 10. September: Claudia Hürtgen, deutsche Automobilrennfahrerin
- 11. September: Richard Ashcroft, britischer Musiker
- 11. September: Stéphane Daoudi, französischer Automobilrennfahrer
- 11. September: Mark Jablonski, deutscher Eishockeyspieler
- 12. September: Oskar Camenzind, Schweizer Radrennfahrer
- 12. September: Chandra Sturrup, bahamaische Leichtathletin und Olympiasiegerin
- 13. September: Stella McCartney, britische Modedesignerin
- 13. September: Swetlana Gladyschewa, russische Skirennläuferin
- 13. September: Goran Ivanišević, kroatischer Tennisspieler
- 13. September: Jana Kozewa, deutsche Schauspielerin
- 13. September: Ann-Elen Skjelbreid, norwegische Biathletin
- 13. September: Antje Westermann, deutsche Schauspielerin
- 14. September: Bill Pilczuk, US-amerikanischer Schwimmer
- 14. September: Alphonse Tchami, Kameruner Fußballspieler
- 14. September: Kimberly Williams, US-amerikanische Schauspielerin und Regisseurin
- 15. September: Josh Charles, US-amerikanischer Schauspieler
- 15. September: Wayne Ferreira, südafrikanischer Tennisspieler
- 15. September: Siegfried Terpoorten, deutscher Schauspieler
- 16. September: Annelise Coberger, neuseeländische Skirennläuferin
- 16. September: Karsten Kobs, deutscher Leichtathlet
- 16. September: Zilla Huma Usman, pakistanische Politikerin und Frauenrechtlerin († 2007)
- 17. September: Sergej Barbarez, bosnischer Fußballspieler
- 17. September: Floriane Daniel, deutsche Schauspielerin
- 17. September: Slavko Goluža, kroatischer Handballspieler und -trainer
- 17. September: Klára Pollertová, tschechische Schauspielerin
- 17. September: Lars Schlecker, deutscher Unternehmer
- 17. September: Jens Voigt, deutscher Radrennfahrer und Fernsehkommentator
- 18. September: Berik Äbdighaliuly, kasachischer Politiker
- 18. September: Judith Williams, deutschamerikanische Opernsängerin, Fernsehmoderatorin und Unternehmerin

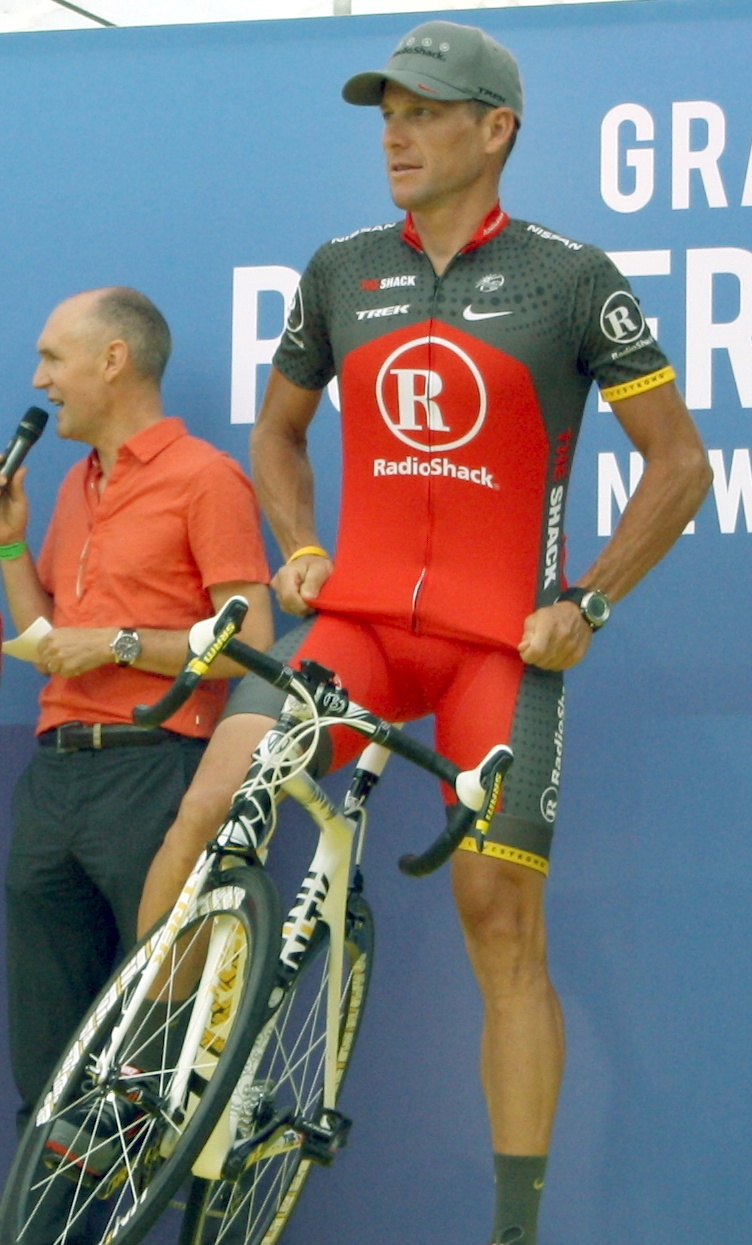
Lance Armstrong

- 18. September: Lance Armstrong, US-amerikanischer Radrennfahrer

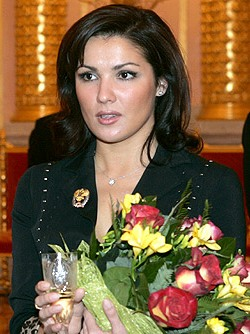
Anna Netrebko, 2005

- 18. September: Anna Netrebko, russische Opernsängerin
- 18. September: Jada Pinkett Smith, US-amerikanische Schauspielerin
- 18. September: Miriam Vlaming, niederländische Malerin
- 19. September: Filip Apelstav, schwedischer Fußballspieler
- 19. September: Crauss, deutscher Autor
- 19. September: D-Flame, deutscher Rapper
- 19. September: Sanaa Lathan, US-amerikanische Schauspielerin
- 19. September: Tanja Rastetter, deutsche Fußballspielerin und -trainerin
- 19. September: Fatmir Vata, albanischer Fußballspieler
- 20. September: Ralf Bohn, deutscher Autorennfahrer
- 20. September: Elmar Brandt, deutscher Stimmenimitator
- 20. September: Henrik Larsson, schwedischer Fußballspieler
- 20. September: Julia Westlake, deutsche Fernsehmoderatorin
- 21. September: Lee Jeong-beom, südkoreanischer Filmregisseur
- 21. September: Alfonso Ribeiro, US-amerikanischer Schauspieler
- 21. September: Karen Webb, deutsche Fernsehmoderatorin
- 21. September: Beate Wendt, deutsche Fußballspielerin
- 21. September: Luke Wilson, US-amerikanischer Schauspieler
- 22. September: Chesney Hawkes, britischer Popsänger, Songschreiber und Filmdarsteller
- 22. September: Roy Präger, deutscher Fußballspieler
- 22. September: Märtha Louise von Norwegen, Tochter von König Harald V. und Königin Sonja von Norwegen
- 22. September: Julika Sandt, bayerische Politikerin
- 23. September: Ingebrigt Håker Flaten, norwegischer Jazzbassist
- 23. September: Lee Mi-yeon, südkoreanische Schauspielerin
- 23. September: Park Tae-bun, südkoreanischer Musiker
- 24. September: Claudia Klein, deutsche Fußballspielerin
- 24. September: Peter Salisbury, britischer Musiker
- 25. September: Holger Haibach, deutscher Politiker
- 25. September: Rico Lieder, deutscher Leichtathlet
- 26. September: Frank Carstens, deutscher Handballspieler und -trainer
- 26. September: Anke Feller, deutsche Leichtathletin
- 26. September: Miguel Ramos, portugiesischer Automobilrennfahrer
- 26. September: Viktors Stulpins, lettischer Bischof
- 26. September: Marcus Staiger, deutscher Journalist
- 27. September: Petrus Akkordeon, deutscher Künstler
- 27. September: Chris Avellone, US-amerikanischer Computerspieldesigner
- 28. September: Joseph Arthur, US-amerikanischer Sänger und Gitarrist
- 28. September: André Wendt, deutscher Politiker
- 29. September: Mackenzie Crook, britischer Schauspieler
- 29. September: Leonardo Piepoli, italienischer Radrennfahrer
- 29. September: Torch, deutscher Rapper
- 29. September: Yitzhak Yedid, israelischer Pianist und Komponist
- 30. September: Jenna Elfman, US-amerikanische Schauspielerin

### Oktober
- 02. Oktober: Sandra Carstensen, deutsche Politikerin
- 02. Oktober: Sven Lorig, deutscher Fernsehmoderator

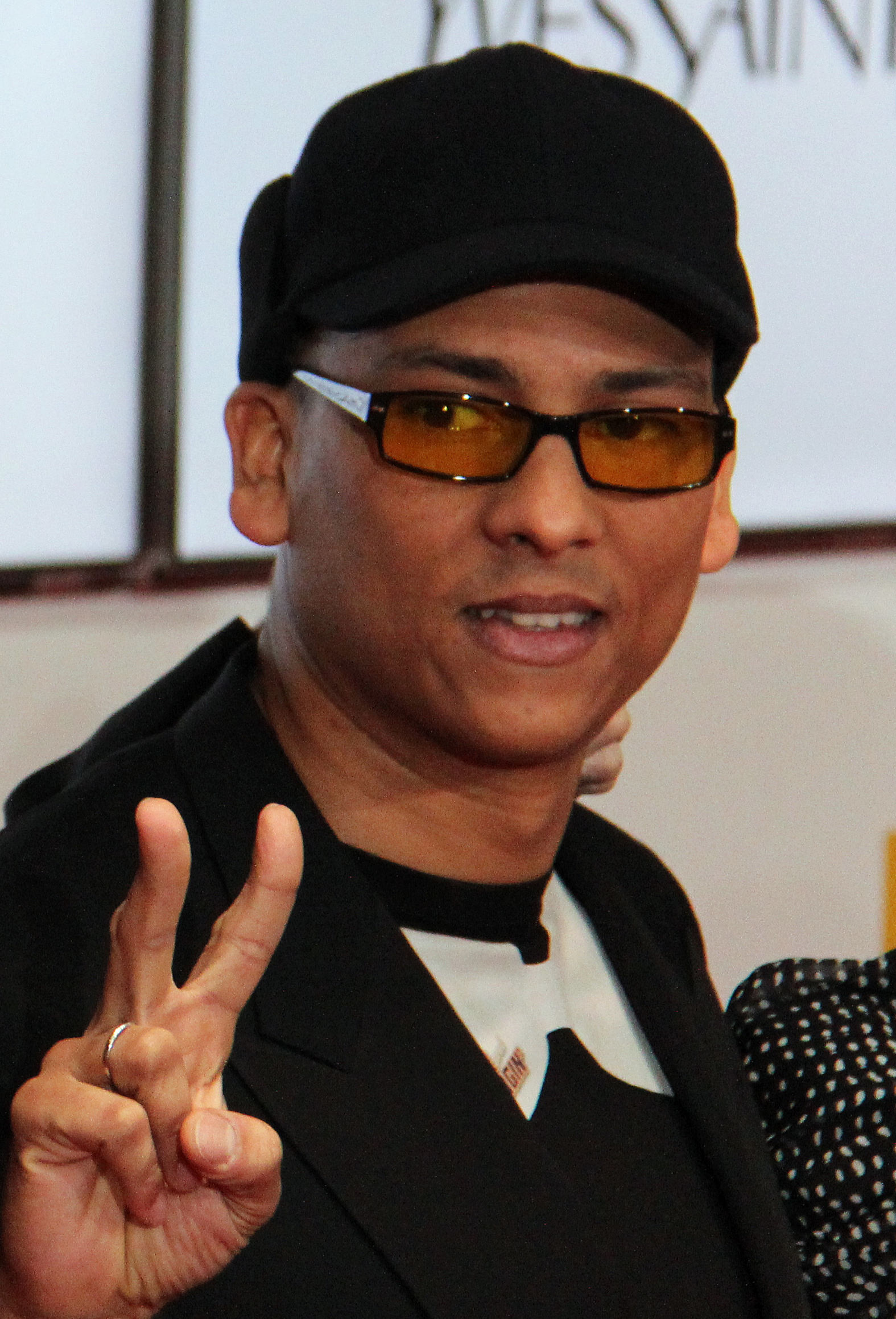
Xavier Naidoo

- 02. Oktober: Xavier Naidoo, deutscher Soul-Sänger
- 02. Oktober: Brent Renaud, US-amerikanischer Journalist, Schriftsteller, Dokumentarfilmer und Fotojournalist († 2022)
- 02. Oktober: James Root, US-amerikanischer Gitarrist
- 02. Oktober: Tiffany, US-amerikanische Sängerin
- 03. Oktober: S. Antonius Budi Ariantho, indonesischer Badmintonspieler
- 03. Oktober: Carsten Müller, deutscher Fußballspieler und -trainer

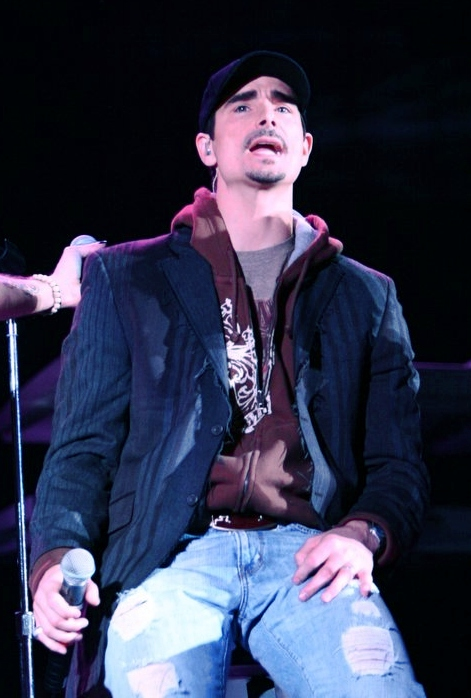
Kevin Richardson

- 03. Oktober: Kevin Richardson, US-amerikanischer Sänger der Backstreet Boys
- 05. Oktober: Mauricio Pellegrino, argentinischer Fußballspieler
- 05. Oktober: Nicola Rizzoli, italienischer Fußballschiedsrichter
- 06. Oktober: Phil Bennett, britischer Automobilrennfahrer
- 06. Oktober: Alan Stubbs, englischer Fußballspieler
- 07. Oktober: Jorge Bazan Moros, andorranischer Fußballspieler
- 07. Oktober: Bettina Wiegmann, deutsche Fußballspielerin
- 08. Oktober: Uta Deckow, deutsche Journalistin
- 08. Oktober: Pınar Selek, türkische Friedensaktivistin
- 09. Oktober: Wibke Apholt, schweizerische Gleitschirmpilotin
- 10. Oktober: Lameck Aguta, kenianischer Marathonläufer
- 10. Oktober: Jorge Costa, portugiesischer Fußballspieler, -trainer und -funktionär († 2025)
- 10. Oktober: Markus Heitz, deutscher Fantasy- und Science-Fiction-Autor
- 10. Oktober: Jewgeni Kissin, russischer Pianist
- 10. Oktober: Tiffany Mynx, US-amerikanische Pornodarstellerin und Stripperin
- 10. Oktober: Sharon Petzold, US-amerikanische Freestyle-Skierin
- 10. Oktober: Truth Hurts, US-amerikanische R&B-Sängerin
- 13. Oktober: Sacha Baron Cohen, englischer Komiker
- 13. Oktober: Pyrros Dimas, griechischer Gewichtheber
- 13. Oktober: Sebastian Fitzek, deutscher Schriftsteller
- 13. Oktober: Kira Reed, US-amerikanische Schauspielerin, Filmproduzentin, Drehbuchautorin und Fernsehmoderatorin
- 13. Oktober: Luis Tosar, spanischer Schauspieler
- 14. Oktober: Anne Gastinel, französische Cellistin
- 14. Oktober: Jochen Hippel, deutscher Musiker
- 15. Oktober: Sonia Alfano, italienische Politikerin
- 15. Oktober: Andrew Cole, englischer Fußballspieler
- 15. Oktober: Niko Kovač, kroatischer Fußballspieler und -trainer
- 16. Oktober: Anke Stelling, deutsche Schriftstellerin
- 17. Oktober: Derrick Plourde, US-amerikanischer Schlagzeuger († 2005)
- 17. Oktober: Julija Wojewodina, russische Geherin († 2022)
- 18. Oktober: Hadschi Bankhofer, österreichischer Moderator und Journalist
- 20. Oktober: Julika Jenkins, deutsche Schauspielerin
- 20. Oktober: Dannii Minogue, australische Sängerin und Schauspielerin

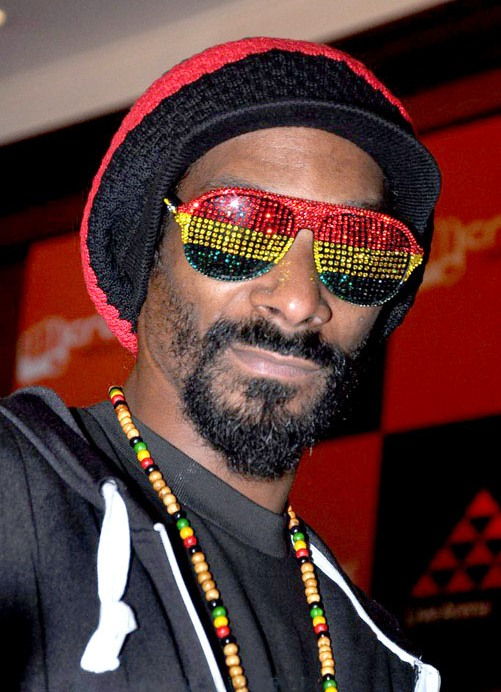
Snoop Dogg

- 20. Oktober: Snoop Dogg, US-amerikanischer Rapper und Schauspieler
- 21. Oktober: Oliver Paasch, belgischer Politiker
- 21. Oktober: Thomas Ulsrud, norwegischer Curler († 2022)
- 22. Oktober: Philippe Askenazy, französischer Ökonom
- 22. Oktober: Amanda Coetzer, südafrikanische Tennisspielerin
- 22. Oktober: José Manuel Martínez, spanischer Leichtathlet
- 22. Oktober: Shamo Quaye, ghanaischer Fußballspieler († 1997)
- 23. Oktober: Christopher Horner, US-amerikanischer Radrennfahrer
- 23. Oktober: Bohuslav Sobotka Politiker, Regierungschef und Finanzminister in Tschechien
- 23. Oktober: Thomas Prugger, italienischer Snowboarder
- 25. Oktober: Kay-Uwe Jendrossek, deutscher Fußballspieler
- 25. Oktober: Stefan Puntigam, österreichischer Schauspieler, Sprecher und Regisseur
- 25. Oktober: Elif Shafak, türkische Schriftstellerin
- 29. Oktober: Lucio España, kolumbianischer Fußballspieler († 2005)
- 29. Oktober: Matthew Hayden, australischer Cricketspieler

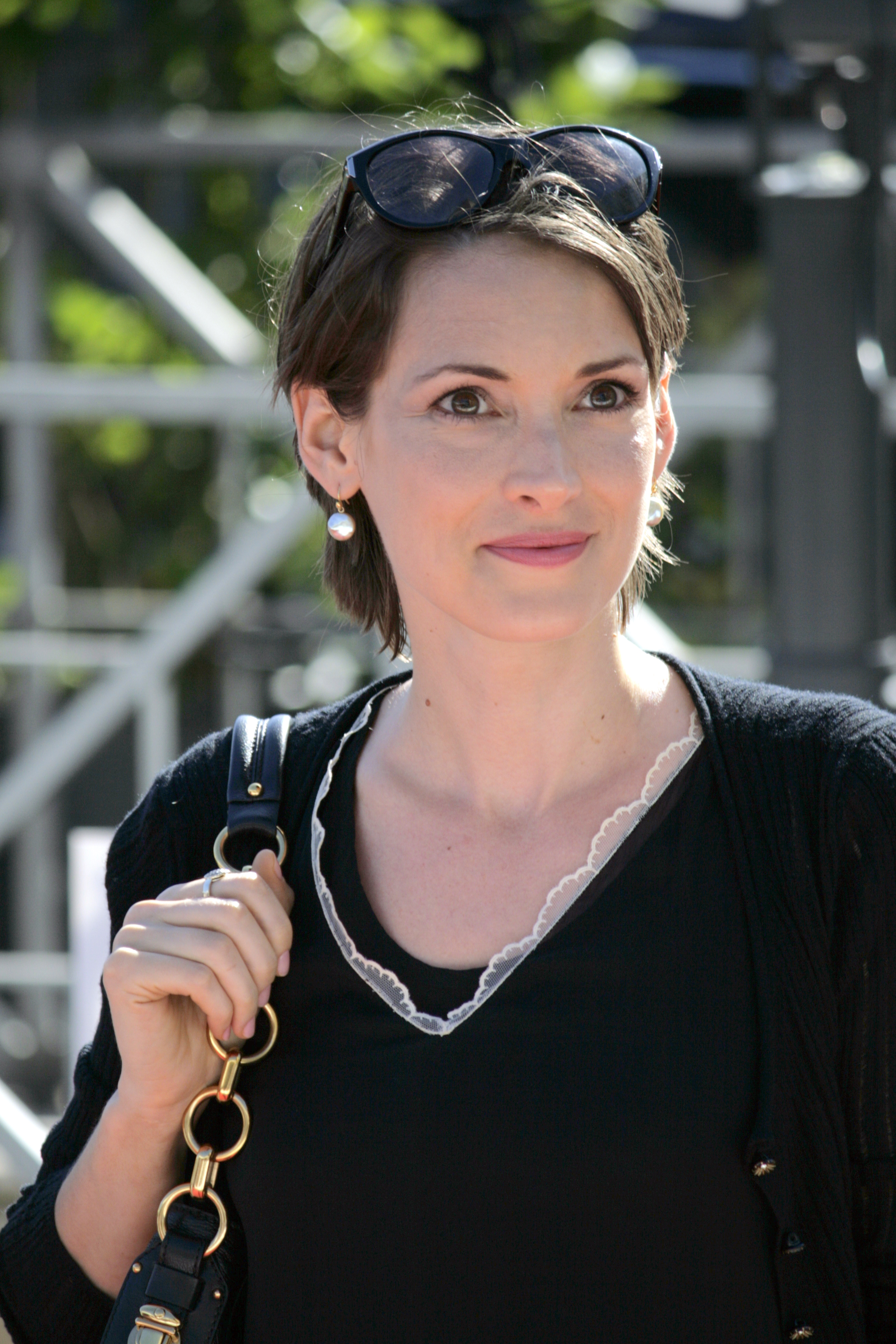
Winona Ryder, 2009

- 29. Oktober: Winona Ryder, US-amerikanische Schauspielerin
- 30. Oktober: Fredi Bobic, deutscher Fußballspieler
- 30. Oktober: Alex Godoy, andorranischer Fußballspieler
- 31. Oktober: Ian Walker, englischer Fußballspieler
- 31. Oktober: Patrick Wirbeleit, deutscher Illustrator, Comicautor und -zeichner

### November
- 01. November: Antonio Sánchez, mexikanischer Jazzschlagzeuger Antonio Sánchez

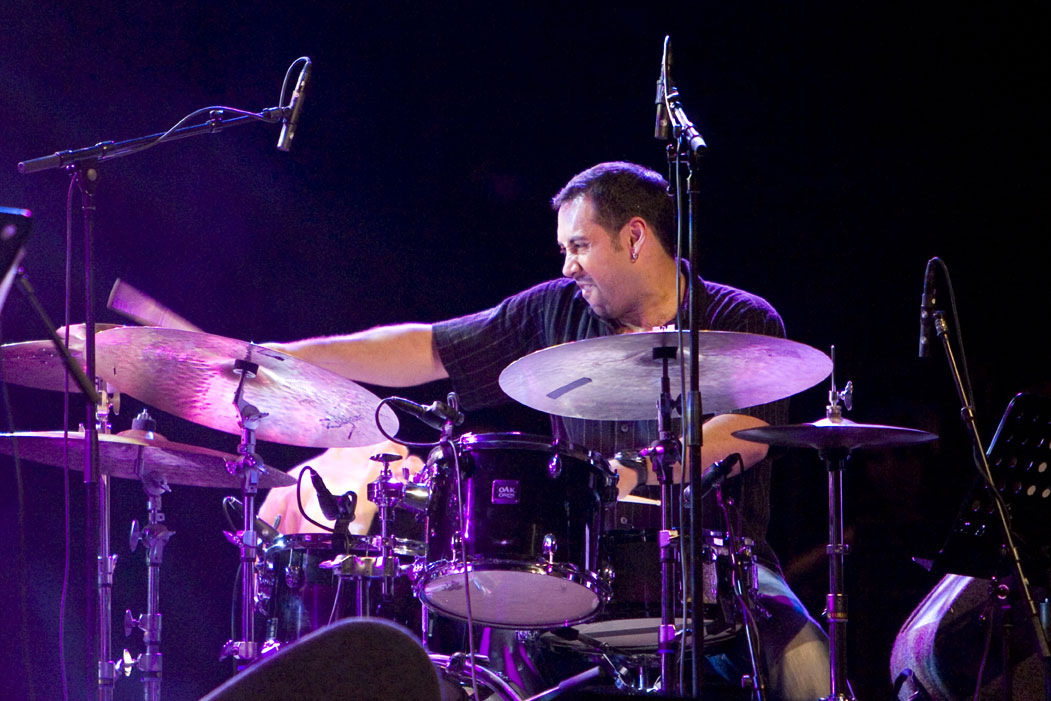
Antonio Sánchez

- 01. November: Alexei Wladimirowitsch Tichonow, russischer Eiskunstläufer
- 02. November: Minna Karhu, finnische Freestyle-Skierin
- 03. November: Juliane Bogner-Strauß, österreichische Politikerin
- 03. November: Christian Dollberg, argentinischer Fußballspieler
- 03. November: Dirk Spaniel, deutscher Ingenieur und Politiker
- 03. November: Dwight Yorke, Fußballspieler aus Trinidad und Tobago
- 04. November: Robyn Moore, australische Schauspielerin
- 05. November: Sergei Beresin, russischer Eishockeyspieler († 2024)
- 05. November: Jonny Greenwood, britischer Gitarrist
- 05. November: Corin Nemec, US-amerikanischer Schauspieler
- 05. November: Karsten Neumann, deutscher Jurist
- 05. November: Timmo Niesner, deutscher Schauspieler und Synchronsprecher
- 06. November: Juri Wladimirowitsch Andronow, russischer Geher
- 08. November: Carlos Atanes, spanischer Filmregisseur, Drehbuchautor und Dramatiker
- 08. November: Ruben Gazarian, armenischer Dirigent
- 08. November: Joana Vasconcelos, portugiesische Künstlerin
- 09. November: Mauricio Annunziata, argentinischer Komponist und Pianist
- 09. November: Big Pun, US-amerikanischer Rapper († 2000)
- 10. November: Necla Akdoğan, türkische Fußballspielerin
- 10. November: Musemestre Bamba, Fußballspieler (Dem. Rep. Kongo)
- 10. November: Nina Kunzendorf, deutsche Schauspielerin
- 13. November: Noah Hathaway, US-amerikanischer Filmschauspieler
- 13. November: Julia Jäkel, deutsche Managerin
- 14. November: Chloe, US-amerikanische Pornodarstellerin
- 14. November: Adam Gilchrist, australischer Cricketspieler
- 15. November: Maria Rachel J. Arenas, philippinische Politikerin
- 16. November: Tanja Damaske, deutsche Leichtathletin
- 16. November: Angelika Birck, österreichische Psychologin († 2004)
- 16. November: Mercedes Bunz, deutsche Kulturwissenschaftlerin und Journalistin
- 16. November: Martin Lingnau, deutscher Pianist, Theater-, Musical- und Fernseh-Komponist
- 16. November: Alexander Wladimirowitsch Popow, russischer Schwimmer Alexander Popow

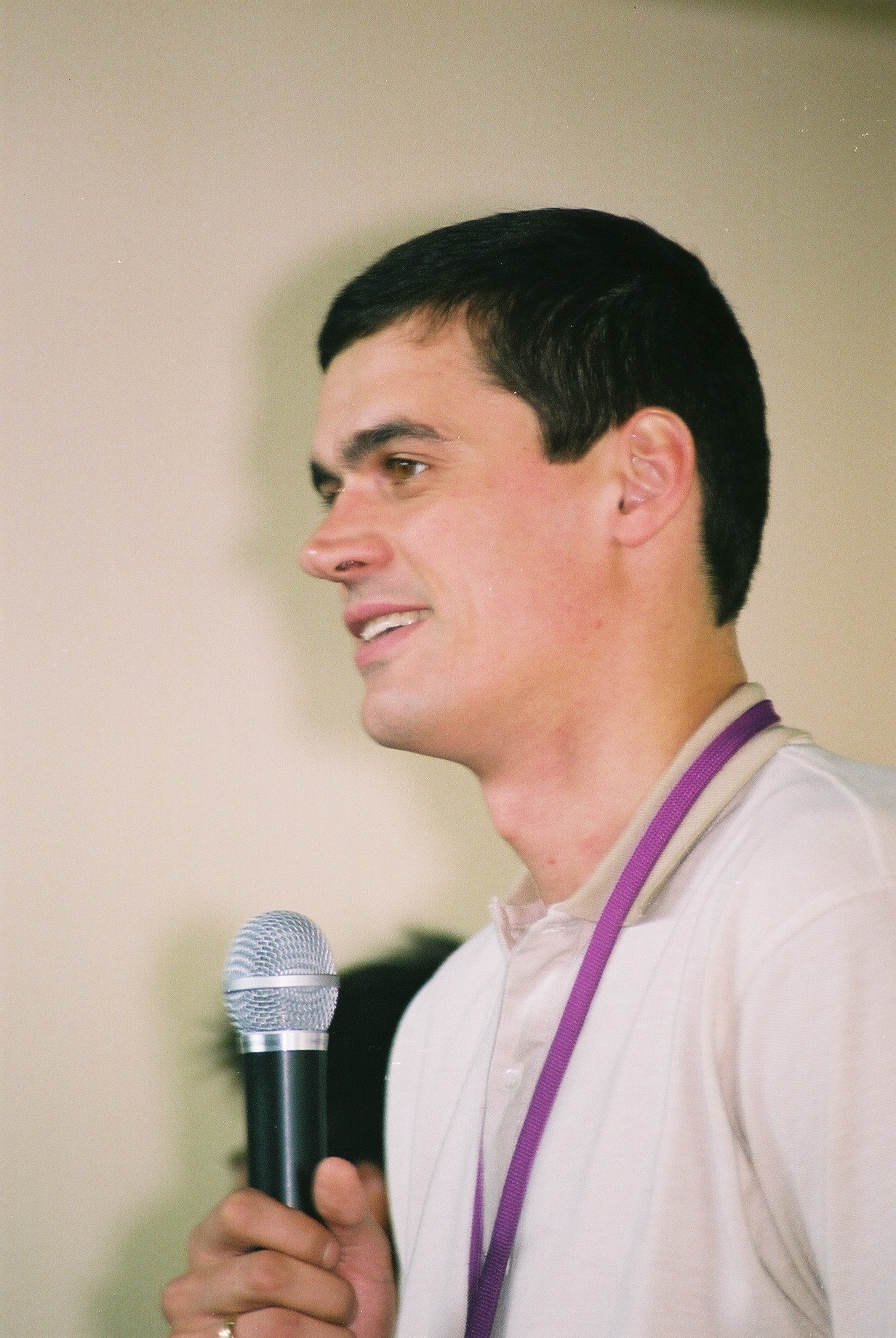
Alexander Popow

- 17. November: Tərlan Əhmədov, aserbaidschanischer Fußballspieler
- 17. November: Michael Adams, englischer Schachspieler
- 18. November: Ilka Bessin, deutsche Stand-up-Komikerin („Cindy aus Marzahn“) Ilka Bessin, 2013

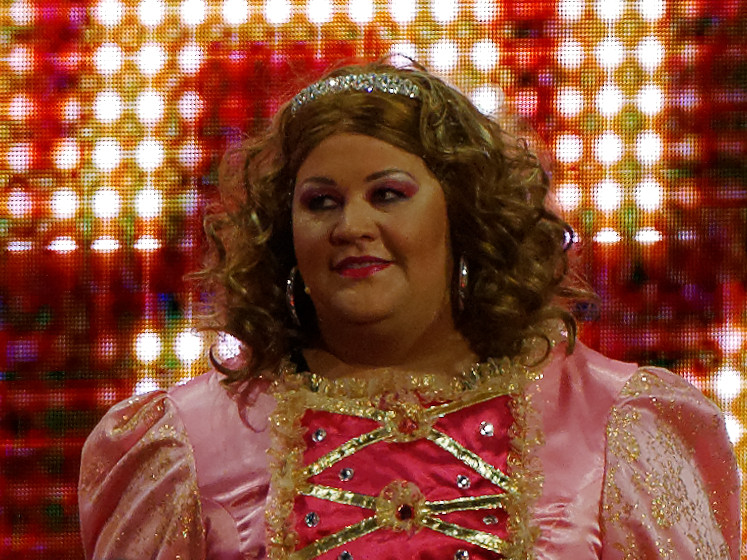
Ilka Bessin, 2013

- 18. November: Bobby Julich, US-amerikanischer Radrennfahrer
- 18. November: Tom Reed, US-amerikanischer Politiker
- 18. November: Özlem Tekin, türkische Rocksängerin
- 19. November: Justin Gunnar Walte Chancellor, britischer Musiker
- 20. November: Igor Jeftić, deutscher Schauspieler
- 20. November: Marco Oppedisano, US-amerikanischer Komponist und Gitarrist
- 22. November: Geir Hartly Andreassen, norwegischer Kameramann
- 22. November: Nikolaj Bredahl Jacobsen, dänischer Handballspieler
- 23. November: Frank Giering, deutscher Schauspieler († 2010)
- 24. November: Walter Auer, österreichischer Flötist
- 25. November: Christina Applegate, US-amerikanische Filmschauspielerin Christina Applegate, 2012

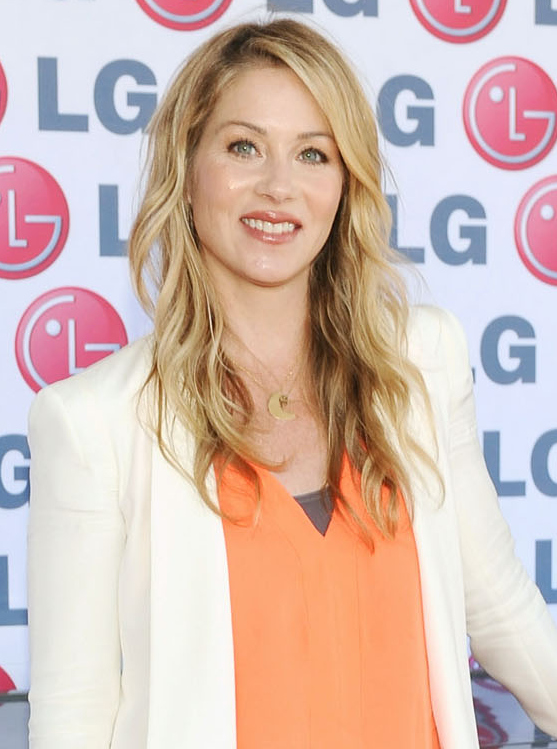
Christina Applegate, 2012

- 25. November: Magnus Arvedson, schwedischer Eishockeyspieler und -trainer
- 25. November: Luíz Filho Jairo, brasilianischer Fußballspieler
- 25. November: Dedrick Gobert, US-amerikanischer Schauspieler († 1994)
- 25. November: Raphael Rubino, deutscher Schauspieler
- 26. November: Marcel Chyrzyński, polnischer Komponist
- 27. November: Kirk Acevedo, US-amerikanischer Schauspieler
- 27. November: Troy Corser, australischer Motorradrennfahrer
- 28. November: Carlos Slusher, belizischer Fußballspieler
- 29. November: Barbara Rossi, italienische Wirtschaftswissenschaftlerin und Hochschullehrerin
- 30. November: Jessalyn Gilsig, kanadische Schauspielerin

### Dezember
- 01. Dezember: Emily Mortimer, britische Schauspielerin
- 01. Dezember: Christian Pescatori, italienischer Automobilrennfahrer
- 02. Dezember: Falko Dressler, deutscher Informatiker
- 02. Dezember: Rachel McQuillan, ehemalige australische Tennisspielerin
- 03. Dezember: Heiko Herrlich, deutscher Fußballspieler
- 03. Dezember: Ola Rapace, schwedischer Schauspieler
- 04. Dezember: Michael Frick, deutscher Kontrabassist, Sänger und Instrumentenbauer
- 04. Dezember: Gábor Wéber, ungarischer Automobilrennfahrer
- 05. Dezember: Markus Aerdken, deutscher Fußballspieler
- 05. Dezember: Oliver Elias, deutscher Schauspieler, Sprecher und Regisseur

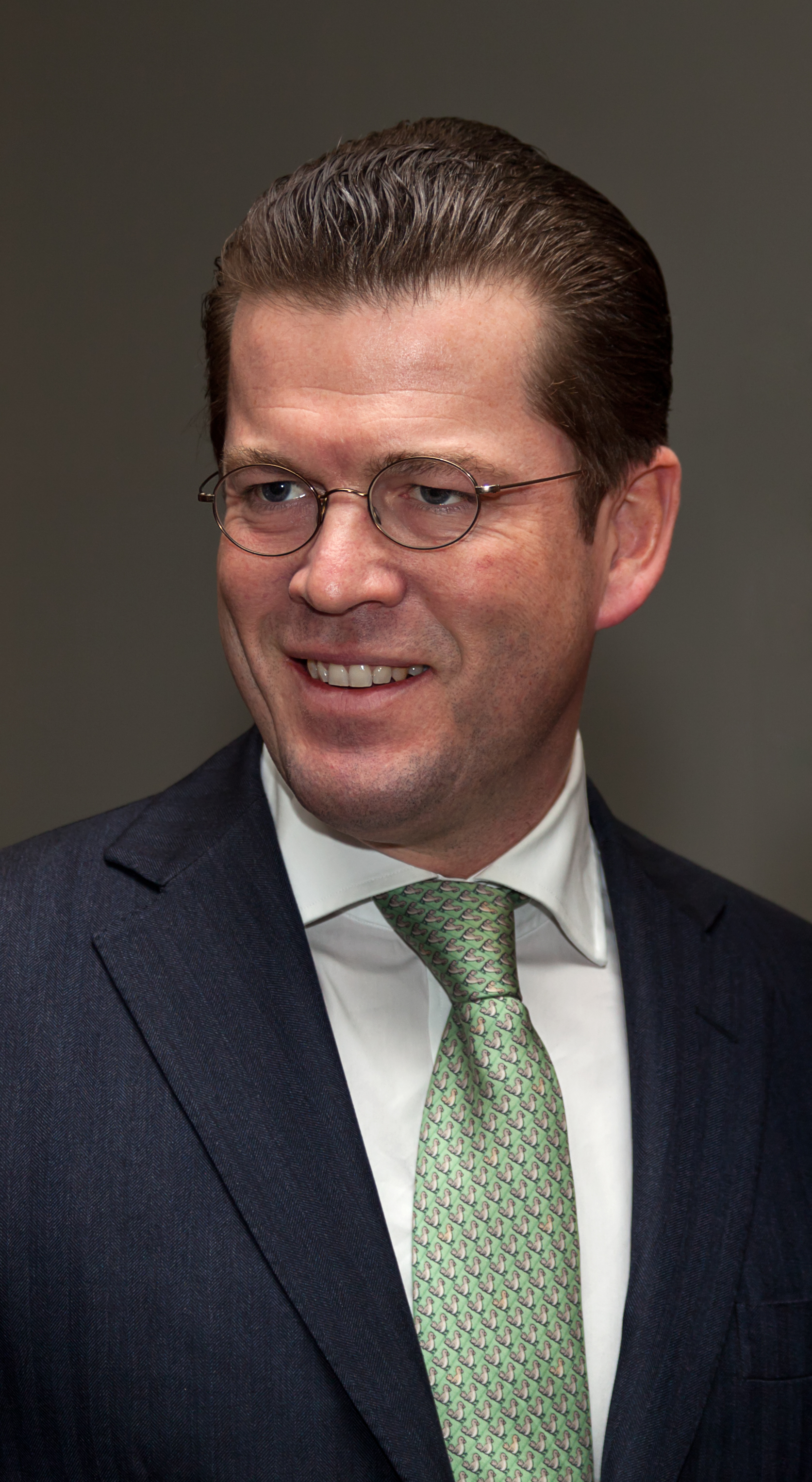
Karl-Theodor zu Guttenberg

- 05. Dezember: Karl-Theodor Freiherr von und zu Guttenberg, deutscher Politiker
- 06. Dezember: Richard Krajicek, niederländischer Tennisspieler
- 06. Dezember: Odd-Bjørn Hjelmeset, norwegischer Skilangläufer
- 06. Dezember: Carole Thate, niederländische Feldhockeyspielerin
- 07. Dezember: Vladimir Akopian, armenischer Schachspieler
- 07. Dezember: Christian Kellner, deutscher Motorradrennfahrer
- 07. Dezember: Chasey Lain, US-amerikanische Pornodarstellerin
- 07. Dezember: Massimo Rivola, italienischer Motorsportfunktionär
- 07. Dezember: Eva Wittenzellner, deutsche Schauspielerin
- 08. Dezember: Holger Kreymeier, deutscher Journalist
- 08. Dezember: Ronald Kukulies, deutscher Schauspieler
- 09. Dezember: Víctor Aristizábal, kolumbianischer Fußballspieler
- 09. Dezember: Astrid Lødemel, norwegische Skirennläuferin
- 10. Dezember: Elisha Abas, israelischer Pianist
- 10. Dezember: Alessia Arisi, italienische Tischtennisspielerin
- 10. Dezember: Carla Sacramento, portugiesische Leichtathletin
- 11. Dezember: Steffen Hallaschka, deutscher Fernsehmoderator
- 11. Dezember: Moudachirou Amadou, beninischer Fußballspieler
- 11. Dezember: Katia Skanavi, russische Pianistin
- 12. Dezember: Markus Schultze, deutscher Moderator
- 12. Dezember: Philip Boit, kenianischer Skilangläufer
- 12. Dezember: Lamine Cissé, senegalesischer Fußballspieler
- 12. Dezember: Khassaraporn Suta, thailändische Gewichtheberin
- 13. Dezember: John Falb, US-amerikanischer Autorennfahrer
- 14. Dezember: Zhai Chao, chinesische Handballspielerin
- 14. Dezember: Claus Jacobi, deutscher Politiker
- 14. Dezember: Claudio Urru, deutscher Koch
- 14. Dezember: Matthias Scherz, deutscher Fußballspieler
- 14. Dezember: Tanja Wedhorn, deutsche Schauspielerin

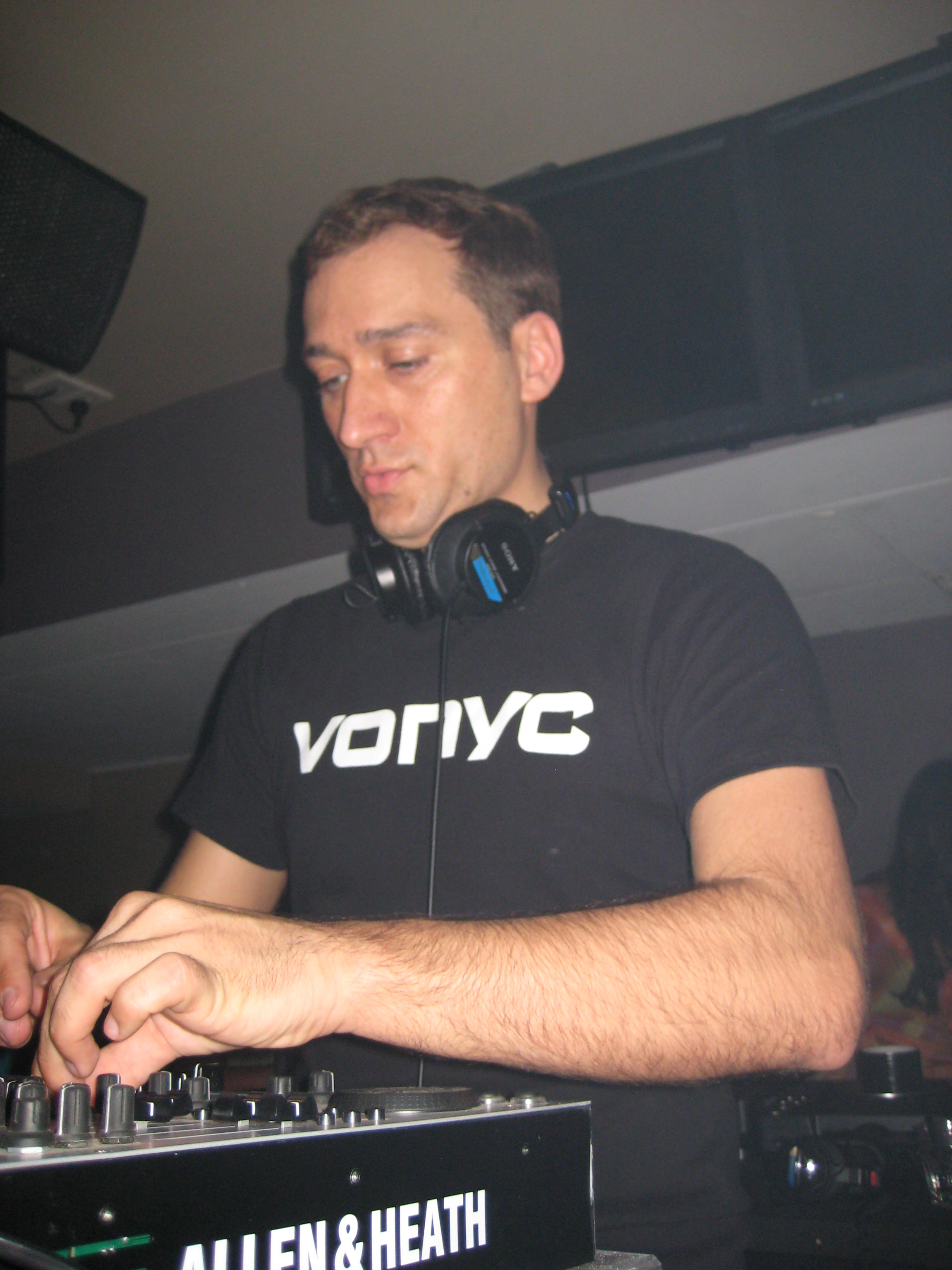
Paul van Dyk

- 16. Dezember: Paul van Dyk, deutscher DJ und Musiker
- 16. Dezember: Michael Hilgers, deutscher Physiker und Fachbuchautor
- 17. Dezember: Claire Forlani, englische Schauspielerin
- 17. Dezember: Artur Petrosjan, armenischer Fußballspieler
- 18. Dezember: Christian Beeck, deutscher Fußballspieler
- 18. Dezember: Claudia Gerini, italienische Schauspielerin
- 18. Dezember: Arantxa Sánchez Vicario, spanische Tennisspielerin
- 19. Dezember: Tristan Egolf, US-amerikanischer Schriftsteller und Musiker († 2005)
- 20. Dezember: Thomas Gebhart, deutscher Politiker
- 21. Dezember: Carsten Strauch, deutscher Schauspieler, Regisseur und Produzent
- 21. Dezember: Harri Ylönen, deutscher Fußballspieler
- 22. Dezember: Alexander Strauch, deutscher Komponist
- 23. Dezember: Corey Haim, kanadischer Schauspieler († 2010)
- 23. Dezember: René Harder, deutscher Regisseur, Autor, Schauspieler und Professor für Schauspiel
- 23. Dezember: Anja Wald, deutsche Juristin, Richterin am Bundesfinanzhof

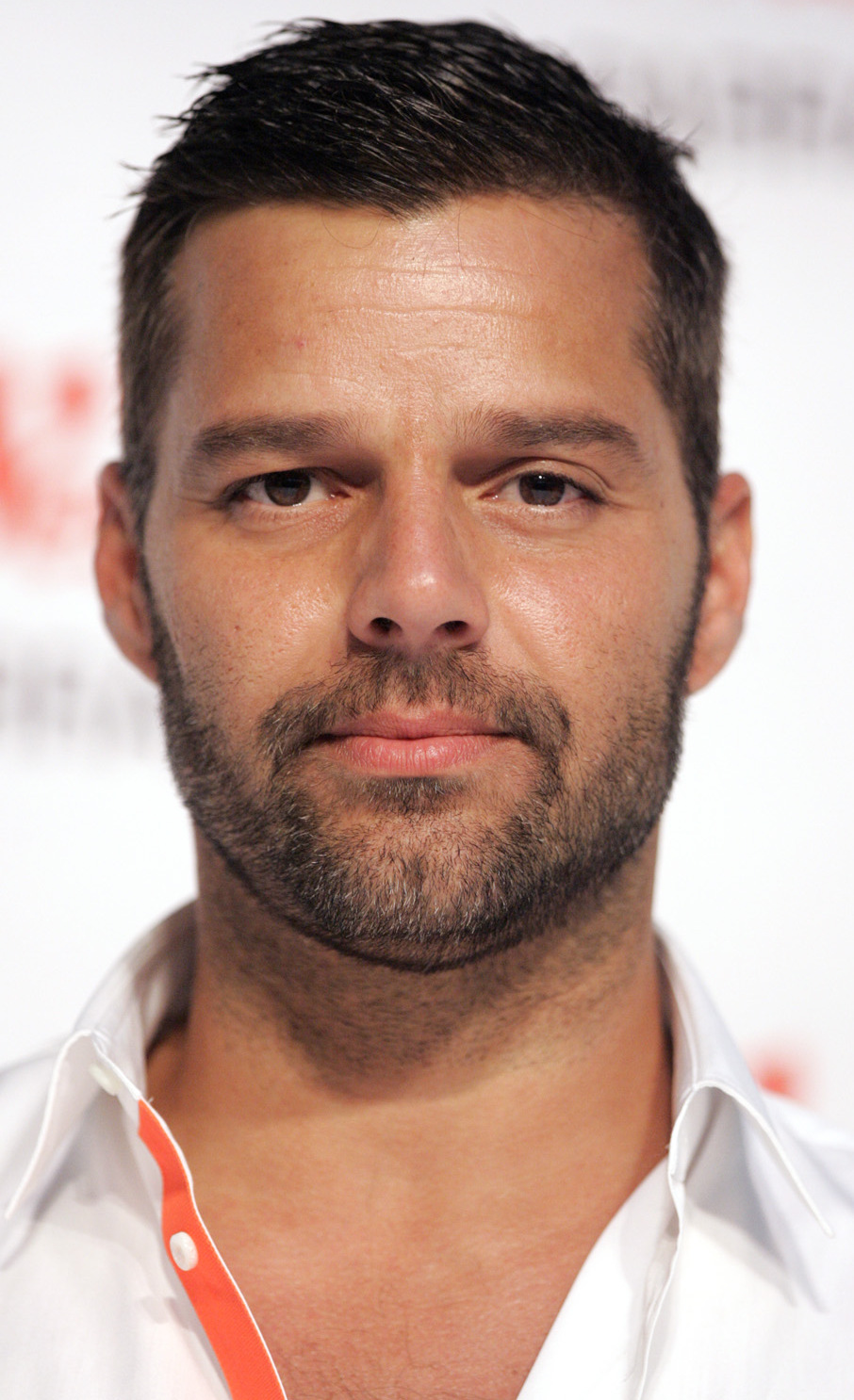
Ricky Martin, 2013

- 24. Dezember: Ricky Martin, puerto-ricanischer Pop-Sänger
- 24. Dezember: Eva Inés Obergfell, deutsche Juristin und Hochschullehrerin
- 25. Dezember: Chioma Ajunwa, nigerianische Leichtathletin
- 25. Dezember: Dido Armstrong, britische Popsängerin
- 25. Dezember: Simone Angel, niederländische Fernsehmoderatorin und Sängerin
- 25. Dezember: Besnik Hasi, albanischer Fußballspieler
- 25. Dezember: Jens Kestner, deutscher Politiker
- 26. Dezember: Jared Leto, US-amerikanischer Schauspieler und Sänger
- 26. Dezember: Mika Nurmela, finnischer Fußballspieler
- 26. Dezember: Tatiana Sorokko, russisches und US-amerikanisches Model
- 27. Dezember: Sergei Sergejewitsch Bodrow, russischer Filmschauspieler und Regisseur († 2002)
- 27. Dezember: Sabine Spitz, deutsche Mountainbikerin
- 27. Dezember: James Stewart, US-amerikanischer American-Football-Spieler
- 29. Dezember: Ali Hasan Abunimah, palästinensisch-US-amerikanischer Journalist
- 29. Dezember: Frank Amankwah, ghanaischer Fußballspieler
- 29. Dezember: Dominic Dale, walisischer Snookerspieler
- 29. Dezember: Markus Hötzel, deutscher Tubist
- 30. Dezember: Bartosz Adam Arłukowicz, polnischer Politiker Arzt und Dozent
- 30. Dezember: Lukas Bärfuss, Schweizer Schriftsteller
- 30. Dezember: C. S. Lee, südkoreanischer Schauspieler und Regisseur
- 31. Dezember: Søren Pape Poulsen, dänischer Politiker und Justizminister Dänemarks († 2024)

### Tag unbekannt
- Adel Abdessemed, algerischer Künstler
- Ivalo Abelsen, grönländische Malerin, Grafikerin und Briefmarkenkünstlerin
- Micha Acher, deutscher Musiker
- Shane Acker, US-amerikanischer Trickfilmregisseur, Drehbuchautor, Filmproduzent, und Animator
- Birgit Adam, deutsche Literatur- und Kommunikationswissenschaftlerin
- Johanna Adorján, dänische Journalistin und Schriftstellerin
- Dirk Ahrens, deutscher Biologe und Taxonom
- Katajun Amirpur, deutsch-iranische Journalistin und Islamwissenschaftlerin
- Tristan Anderson, US-amerikanischer Aktivist und Fotojournalist
- Colin Angus, kanadischer Abenteuerreisender
- Christine Anlauff, deutsche Schriftstellerin
- Prodromos Antoniadis, deutscher Schauspieler
- Jonathan Aris, britischer Schauspieler
- Anna Arrowsmith, britische Politikerin und Medienkünstlerin
- Suheir Atassi, syrische Rechtsanwältin
- Jami Attenberg, US-amerikanische Schriftstellerin
- Jens Augner, deutscher Politiker
- Martin Aust, deutscher Historiker und Hochschullehrer
- Matthias Bäcker, deutscher Oboist und Hochschullehrer
- Lukas Bangerter, Schweizer Regisseur, Schauspieler, Autor und Bühnenbildner
- Sam Bloom, australische Parakanutin
- Katy Carmichael, britische Schauspielerin
- Dominique Chiout, deutsche Schauspielerin
- Diangelo Cicilia, antillianisch-niederländischer Gitarrist
- Thea Djordjadze, deutsch-georgische Künstlerin
- Burcu Dogramaci, deutsche Kunsthistorikerin
- Hal Duncan, britischer Science-Fiction- und Fantasy-Autor
- Wolfgang Eißler, deutscher Regisseur und Drehbuchautor
- Jens Ivo Engels, deutscher Historiker und Hochschullehrer
- Bernhard Epstein, deutscher Dirigent
- Jury Everhartz, deutscher Komponist, Dirigent und Organist
- Jeremy Findlay, kanadischer Cellist
- Bruno Frétin, französischer Unternehmer und Automobilrennfahrer
- Milette Gaifman, israelische Kunsthistorikerin
- Marek Harloff, deutscher Schauspieler
- Justine Hauer, deutsche Schauspielerin
- Patrick Heyn, deutscher Schauspieler
- Siamak Jahangiri, iranischer Nayspieler und Komponist
- Tobias Kay, deutscher Schauspieler
- Suzie Kerstgens, deutsche Sängerin und Texterin
- Edith Konrath, deutsche Schauspielerin
- Dorothy Koomson, britische Schriftstellerin und Journalistin
- Katja Lechthaler, deutsch-italienische Schauspielerin
- Francis Leclerc, kanadischer Regisseur
- Maria Loh, kanadische Kunsthistorikerin
- Fleur S. Marsh, deutsche Schauspielerin
- Dan Maske, US-amerikanischer Komponist, Keyboarder und Musikpädagoge
- Sabine Michel, deutsche Regisseurin
- Ray Ostwald, US-amerikanischer Dirigent, Komponist und Geiger
- Charles Owen, britischer Pianist und Musikpädagoge
- Mirko Reisser (DAIM), deutscher Graffitikünstler
- Sophia Reuter, deutsche Bratschistin
- Franziska Schlattner, deutsche Schauspielerin
- Thomas Schmitz, deutscher Organist
- David Schnell, Maler
- Marcus Schuler, deutscher Moderator, Hörfunkjournalist und Korrespondent
- Hannes Seifert, österreichischer Spieleentwickler, -Musiker und -Produzent
- Pia Solèr, Schweizer Schriftstellerin
- Maurice Steger, schweizerischer Blockflötist und Dirigent
- Oliver Stein, deutscher Schauspieler
- Astrid Ströher, deutsche Drehbuchautorin
- Özden Terli, deutscher Meteorologe und Moderator
- Cornelia Weigand, deutsche Regionalpolitikerin und Biologin
- Lars Weström, deutscher Schauspieler
- Wu Tong, chinesischer Sheng- und Bawuspieler und Sänger

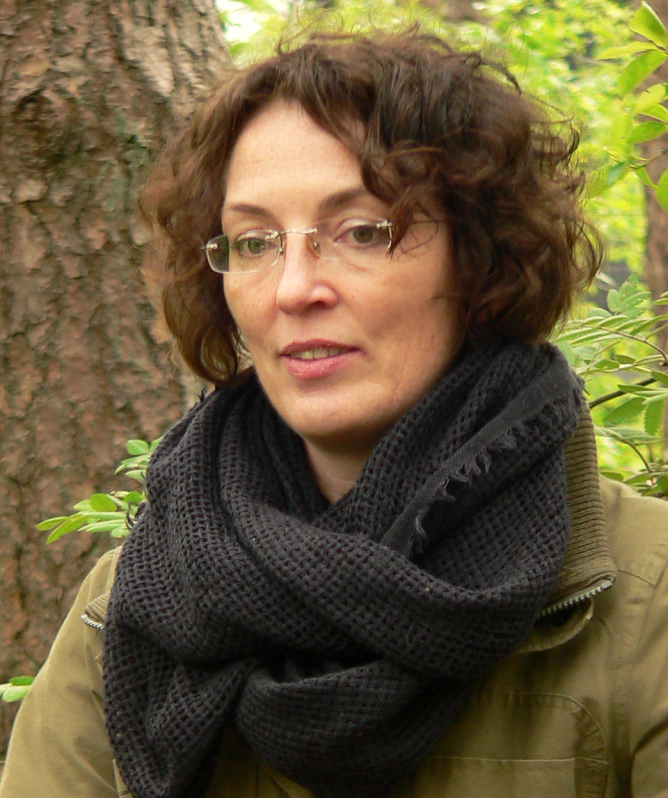
Bettina Tremmel

- Bettina Tremmel, deutsche provinzialrömische Archäologin
- Stephen Yip, chinesischer Komponist und Organist
- Pablo Zibes, argentinischer Schauspieler und Pantomime
- Jacqueline Zünd, Schweizer Filmregisseurin und Drehbuchautorin

## Gestorben

### Januar
- 02. Januar: Clemens Konermann, deutscher römisch-katholischer Pfarrer (* 1874)
- 07. Januar: Bruno Adriani, deutsch-US-amerikanischer Jurist, Kunsthistoriker und Mäzen (* 1881)
- 08. Januar: Adriano Lualdi, italienischer Komponist, Dirigent, Musikpädagoge und -Kritiker (* 1885)
- 09. Januar: Zoltán Oroszlán, ungarischer Archäologe, Kunsthistoriker und Museologe (* 1891)

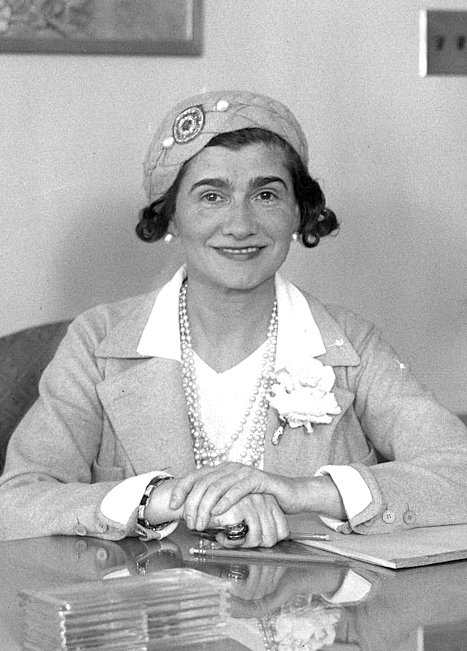
Coco Chanel (1931)

- 10. Januar: Coco Chanel, französische Modedesignerin (* 1883)
- 10. Januar: Karl Kurt Klein, deutscher Germanist (* 1897)
- 11. Januar: Gustav Theodor Johann Ludwig Ahlhorn, deutscher Jurist (* 1886)
- 11. Januar: Irene Scharrer, englische Pianistin (* 1888)
- 13. Januar: Maria Assunta Arbesser, österreichische Malerin und Holzplastikerin (* 1884)
- 13. Januar: Andrée Lehmann, französische Rechtsanwältin und Feministin (* 1893)
- 14. Januar: Heinrich Anacker, schweizerisch-deutscher Schriftsteller (* 1901)
- 14. Januar: James Glenn Beall, US-amerikanischer Politiker (* 1894)
- 14. Januar: Erich Friedrich, deutscher Politiker (* 1901)
- 15. Januar: John Dall, US-amerikanischer Schauspieler (* 1920)
- 16. Januar: Fritz Eichler, österreichischer Archäologe (* 1887)
- 16. Januar: Max Suhrbier, deutscher Politiker (* 1902)
- 16. Januar: Philippe Thys, belgischer Radrennfahrer und erster Dreifach-Sieger der Tour de France (* 1889)
- 18. Januar: Nora Stanton Blatch Barney, US-amerikanische Bauingenieurin, Architektin und Frauenrechtlerin (* 1883)
- 18. Januar: Warwick Braithwaite, neuseeländischer Dirigent (* 1896)
- 18. Januar: Lothar Rendulic, österreichischer General (Generaloberst) (* 1887)
- 18. Januar: Leopold Mayer, Professor für Betriebswirtschaftslehre (* 1896)
- 19. Januar: Ignazio Giunti, italienischer Rennfahrer (* 1941)
- 20. Januar: Gilbert Maxwell Aronson, US-amerikanischer Schauspieler, Regisseur, Produzent und Drehbuchautor (* 1880)
- 20. Januar: Antonio Bacci, katholischer Kardinal (* 1885)
- 23. Januar: Annie Francé-Harrar, österreichische Schriftstellerin (* 1886)
- 24. Januar: Jacques Chantrel, französischer Autorennfahrer (* 1902)
- 24. Januar: Hermann Matern, Politiker der DDR (* 1893)
- 24. Januar: William Griffith Wilson, Mitbegründer der Selbsthilfebewegung der Anonymen Alkoholiker (* 1895)
- 25. Januar: Hermann Hoth, Offizier der Reichswehr und der Wehrmacht (* 1885)
- 27. Januar: Jacobo Árbenz Guzmán, Präsident von Guatemala (* 1913)
- 27. Januar: Adelheid zu Schaumburg-Lippe, Mitglied des Hauses Schaumburg-Lippe und letzte Herzogin von Sachsen-Altenburg (* 1875)
- 28. Januar: Donald Winnicott, englischer Kinderarzt und Psychoanalytiker (* 1896)
- 30. Januar: Albert Marier, kanadischer Sänger (* 1895)
- 31. Januar: Hans Schmidt, deutscher Fußballspieler und Trainer (* 1893)
- 31. Januar: Henry Vallotton, Schweizer Politiker, Diplomat und Schriftsteller (* 1891)

### Februar

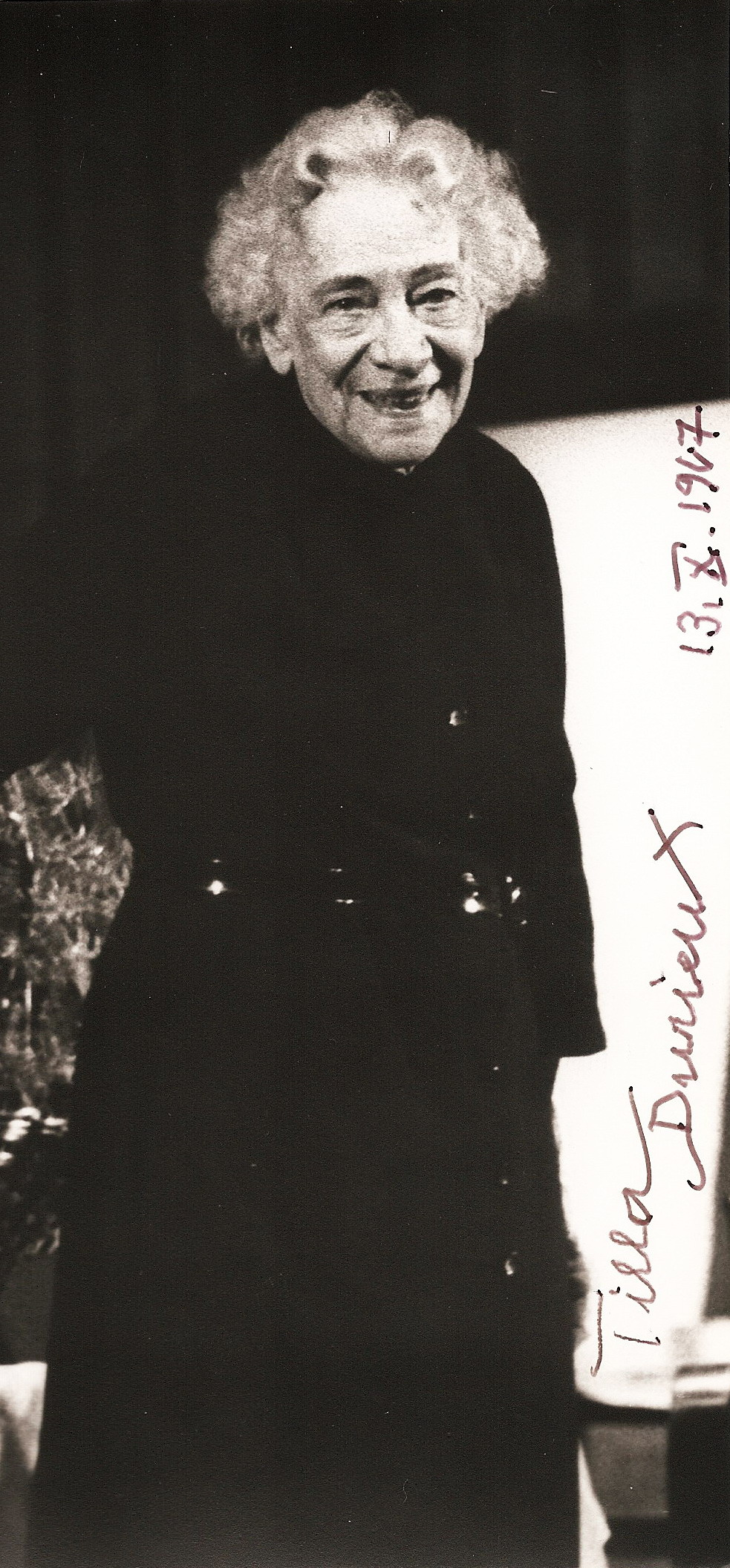
Tilla Durieux († 21. Februar)

- 01. Februar: Raoul Hausmann, österreichisch-deutscher Künstler des Dadaismus (* 1886)
- 01. Februar: Amet-Chan Sultan, sowjetischer Testpilot (* 1920)
- 02. Februar: Rudolf Hammacher, deutscher Theaterschauspieler und -regisseur (* 1893)
- 03. Februar: Esther de Cáceres, uruguayische Lyrikerin (* 1903)
- 05. Februar: Mátyás Rákosi, ungarischer Politiker (* 1892)
- 07. Februar: Emy Roeder, Bildhauerin und Zeichnerin (* 1890)
- 08. Februar: Harry Kelly, US-amerikanischer Politiker (* 1895)
- 10. Februar: Larry Burrows, britischer Fotograf und Kriegsberichterstatter (* 1926)
- 11. Februar: Harry Arnold Persson, schwedischer Tenorsaxophonist, Klarinettist und Bandleader (* 1920)
- 11. Februar: Carlo Sarrabezolles, französischer Bildhauer (* 1888)
- 11. Februar: Viktoria Steinbiß, deutsche Politikerin (* 1892)
- 12. Februar: Josef Joachim Adamczyk, deutscher Politiker (* 1901)
- 12. Februar: Harold Bruce Farncomb, australischer Marineoffizier und Rechtsanwalt (* 1899)
- 13. Februar: Emil Fuchs, deutscher Theologe (* 1874)
- 15. Februar: Theodor Teriete, deutscher Politiker (* 1907)
- 15. Februar: Gösta Törner, schwedischer Turner (* 1895)
- 16. Februar: Fritz Kolbe, deutscher Spion und Widerstandskämpfer (* 1900)
- 16. Februar: Rudolf Seyffert, Professor für Betriebswirtschaftslehre (* 1893)
- 17. Februar: Karl Meitmann, deutscher Politiker (* 1891)
- 18. Februar: Alfred Gille, deutscher Politiker (* 1901)
- 18. Februar: Fritz Schori, Schweizer Komponist und Dirigent (* 1887)
- 20. Februar: Ricardo Joaquín Alfaro Jované, 15. Staatspräsident von Panama (* 1882)
- 20. Februar: George Simonis, rumänischer Komponist und Musikpädagoge (* 1885)
- 21. Februar: Tilla Durieux, deutsche Schauspielerin (* 1880)
- 21. Februar: Hanns Hopp, deutscher Architekt (* 1890)
- 22. Februar: Pierre Caron, französischer Drehbuchautor, Filmregisseur und -produzent (* 1901)
- 22. Februar: Henry Deyglun, kanadischer Schauspieler, Regisseur und Autor französischer Herkunft (* 1903)
- 22. Februar: Rudolf Mauersberger, deutscher Komponist, Kreuzkantor (* 1889)
- 25. Februar: Thea Rasche, deutsche Pilotin und Journalistin (* 1899)
- 26. Februar: Josef Berg, tschechischer Komponist (* 1927)
- 26. Februar: Fernandel, französischer Schauspieler und Sänger (* 1903)
- 26. Februar: The Svedberg, schwedischer Chemiker und Nobelpreisträger (* 1884)
- 27. Februar: Manfred Kluge, deutscher Komponist und Kirchenmusiker (* 1928)
- 28. Februar: Hans Müller, österreichischer Schachspieler und Theoretiker (* 1896)

### März
- 01. März: František Hrubín, tschechischer Schriftsteller und Dichter (* 1910)
- 03. März: André Bovon, Schweizer evangelischer Geistlicher (* 1902)
- 06. März: Ludwig Ankenbrand, deutscher Geistlicher, Schriftsteller und Journalist (* 1888)
- 06. März: Thurston Dart, englischer Cembalist, Dirigent und Musikpädagoge (* 1921)
- 07. März: Erich Abraham, deutscher Offizier (* 1895)
- 07. März: Richard Montague, US-amerikanischer Mathematiker, Philosoph und Linguist (* 1930)
- 08. März: Anne-Dora Arnold, deutsche Kunst- und Porträtmalerin (* 1883)
- 08. März: Hans Bruns, Autor einer deutschsprachigen Bibelübersetzung (* 1895)
- 08. März: Harold Lloyd, US-amerikanischer Schauspieler (* 1893)
- 08. März: Carlo Maria Pintacuda, italienischer Automobilrennfahrer (* 1900)
- 09. März: Karimuddin Asif, indischer Filmregisseur (* 1924)
- 09. März: Marie-Anne Asselin, kanadische Sängerin und Musikpädagogin (* 1888)
- 09. März: Karl Schulz, deutscher Fußballspieler (* 1901)
- 09. März: Kirellos VI., Papst von Alexandrien und Patriarch des Stuhles vom Heiligen Markus (* 1902)
- 10. März: Ladislaus Kmoch, österreichischer Karikaturist und Comiczeichner (* 1897)
- 11. März: Philo Farnsworth, US-amerikanischer Erfinder (* 1906)
- 11. März: C. D. Broad, englischer Philosoph (* 1887)
- 13. März: Leopold Hochgatterer, österreichischer Politiker (* 1899)
- 13. März: Günther Wendt, deutscher Maler, Grafiker und Museumsdirektor (* 1908)
- 15. März: Franz Felbringer, österreichischer Politiker (* 1903)
- 15. März: Bum Krüger, deutscher Schauspieler (* 1906)
- 15. März: Jean-Pierre Monseré, belgischer Radrennfahrer (* 1948)
- 16. März: Bebe Daniels, US-amerikanische Schauspielerin (* 1901)
- 16. März: Thomas E. Dewey, US-amerikanischer Politiker (* 1902)
- 17. März: Friedrich Wilhelm Wagner, deutscher Jurist und Politiker der SPD (* 1894)
- 18. März: Paul Appel, deutscher Lyriker und Essayist (* 1896)
- 19. März: Jean-Marie Beaudet, kanadischer Dirigent, Pianist und Organist (* 1908)
- 19. März: Hans Walter Imhoff, Schweizer Fußballspieler (* 1886)
- 23. März: Simon Vestdijk, niederländischer Schriftsteller (* 1898)
- 24. März: Arne Jacobsen, dänischer Designer und Architekt (* 1902)
- 24. März: Hans Otten, deutscher Journalist (* 1923)
- 24. März: Otto Schmidt-Hannover, deutscher Politiker (* 1888)
- 26. März: Georgi Wassiljewitsch Afanassjew, belarussischer Schachkomponist (* 1909)
- 26. März: Josef Hermann Dufhues, deutscher Politiker (* 1908)
- 28. März: Katharine Parker, australische Pianistin und Komponistin (* 1886)
- 29. März: Mona Bates, kanadische Pianistin und Musikpädagogin (* 1889)
- 29. März: Hermann zu Leiningen, deutscher Automobilrennfahrer (* 1901)
- 30. März: Harold Craxton, englischer Pianist, Komponist und Musikpädagoge (* 1885)
- 30. März: Werner Peters, deutscher Theater-, Film- und Fernsehschauspieler (* 1918)
- 31. März: Michael Browne, katholischer Geistlicher (* 1887)
- 30. März: René Marie, französischer Autorennfahrer (* 1890)
- 31. März: Alfred Desenclos, französischer Komponist (* 1912)
- 31. März: Karl L. King, US-amerikanischer Komponist und Dirigent (* 1891)

### April
- 04. April: Angelo Bergamonti, italienischer Motorradrennfahrer (* 1939)
- 05. April: José Cubiles, spanischer Pianist und Musikpädagoge (* 1894)

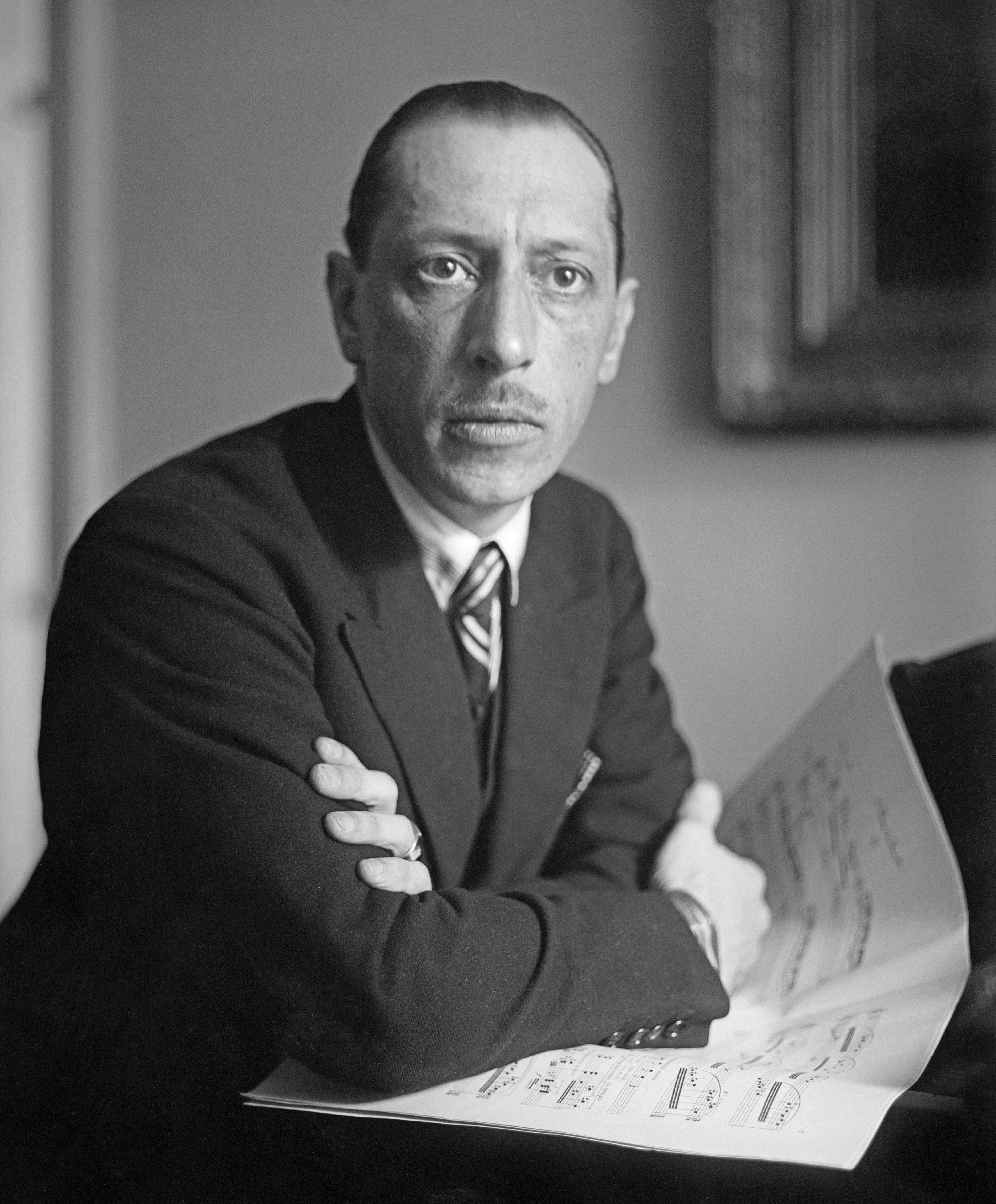
Igor Strawinsky († 6. April)

- 06. April: Igor Strawinsky, russisch-US-amerikanischer Komponist (* 1882)
- 07. April: Norbert Maria Aresin, deutscher Mediziner (* 1911)
- 08. April: Fritz von Opel, deutscher Industrieller, Raketenpionier und Motorsportler (* 1899)
- 09. April: Luigi Piotti, italienischer Automobilrennfahrer (* 1913)
- 10. April: Ñico Lora, dominikanischer Musiker und Komponist (* 1880)
- 11. April: Zbigniew Drzewiecki, polnischer Pianist und Musikpädagoge (* 1890)
- 12. April: Wolfgang Krull, deutscher Mathematiker (* 1899)
- 12. April: Igor Tamm, russischer Physiker und Nobelpreisträger (* 1895)
- 13. April: Eino Saari, finnischer Forstwissenschaftler und Politiker (* 1894)
- 15. April: Alexey Brodovitch, russischer Grafikdesigner (* 1898)
- 17. April: Wolf Bloem, deutscher Landschaftsmaler, Aquarellist und Grafiker (* 1896)
- 17. April: Pierre Luboshutz, russischer Pianist und Musikpädagoge (* 1891)
- 20. April: Alberto Magnelli, Maler (* 1888)
- 20. April: Uchida Hyakken, japanischer Schriftsteller (* 1889)
- 21. April: François Duvalier, haitianischer Politiker und Diktator (* vermutlich 1907)
- 22. April: Anna Petrović-Njegoš, Prinzessin von Montenegro (* 1874)
- 23. April: Dempsey Wilson, US-amerikanischer Automobilrennfahrer (* 1927)
- 25. April: Adelheid Erna Karoline Marie Elisabeth von Sachsen-Meiningen, Prinzessin von Sachsen-Meiningen und Prinzessin von Preußen (* 1891)
- 25. April: Max Drischner, deutscher Komponist, Organist und Cembalist (* 1891)
- 25. April: Karl Blessing, Präsident der Deutschen Bundesbank (* 1900)
- 25. April: Anneli Granget, deutsche Schauspielerin (* 1935)
- 27. April: Karl Abel, deutscher Gewerkschafter und Politiker (* 1897)
- 28. April: Otto Lasch, deutscher Offizier der Wehrmacht (* 1893)
- 28. April: Brigitt Petry, deutsche Sängerin und Komponistin (* 1943)
- 30. April: Albin Stenroos, Marathonläufer und Olympiasieger (* 1889)

### Mai
- 01. Mai: Ejnar Mikkelsen, dänischer Polarforscher, Autor und Inspektor von Grönland (* 1880)
- 01. Mai: Pierre Stasse, belgischer Automobilrennfahrer (* 1912)
- 03. Mai: Cuno Raabe, deutscher Politiker (* 1888)
- 03. Mai: Kazumi Takahashi, japanischer Schriftsteller und Sinologe (* 1931)
- 04. Mai: Klara Blum, österreichische, sowjetische und chinesische Schriftstellerin (* 1904)
- 05. Mai: Ingrid Reschke, DEFA-Regisseurin (* 1936)

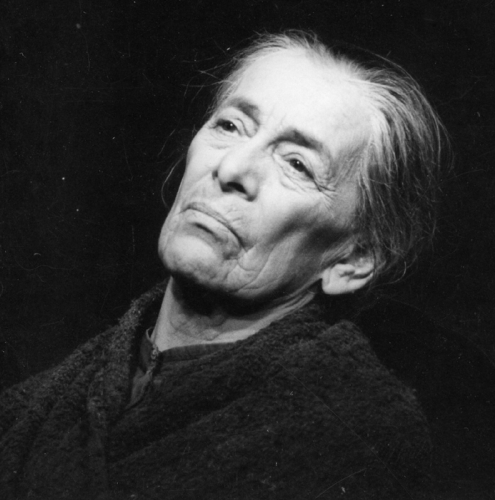
Helene Weigel

- 06. Mai: Helene Weigel, deutsche Schauspielerin (* 1900)
- 07. Mai: Hermann Holthusen, deutscher Mediziner und Radiologe (* 1886)
- 07. Mai: Leo Schwering, deutscher Historiker, Philologe, Gymnasiallehrer und Politiker (* 1883)
- 09. Mai: Albert W. Hawkes, US-amerikanischer Geschäftsmann und Politiker (* 1878)
- 10. Mai: Paul Abel, britischer Jurist (* 1874)
- 10. Mai: Mihail Jora, rumänischer Komponist (* 1891)
- 10. Mai: Shukichi Mitsukuri, japanischer Komponist (* 1895)
- 11. Mai: Rafał Wojaczek, polnischer Lyriker (* 1945)
- 13. Mai: Hubert von Meyerinck, deutscher Schauspieler (* 1896)
- 13. Mai: Giuseppe Milano, italienischer Fußballspieler und -trainer (* 1887)
- 14. Mai: Heinz Kiekebusch, deutscher Politiker (* 1908)
- 14. Mai: Walter Sommé, deutscher General (* 1888)
- 15. Mai: Ida Friederike Görres, Schriftstellerin (* 1901)
- 15. Mai: Bernward Vesper, deutscher Schriftsteller, politischer Aktivist und Verleger (* 1938)
- 16. Mai: Grégoire-Pierre XV. Kardinal Agagianian, 15. Patriarch von Kilikien der armenisch-katholischen Kirche und Kurienkardinal der römischen Kirche (* 1895)
- 16. Mai: Karl Farkas, österreichischer Schauspieler und Kabarettist (* 1893)
- 17. Mai: Otto Salomon, deutscher Schriftsteller und Verleger (* 1889)
- 18. Mai: Rudolf Agte, deutscher Fußballspieler, -trainer und -funktionär (* 1891)
- 18. Mai: Claude Dunbar, britischer Offizier (* 1909)
- 19. Mai: Tor Johnson, schwedischer Catcher und Schauspieler (* 1903)
- 19. Mai: Bernard Wagenaar, US-amerikanischer Komponist und Geiger (* 1894)
- 20. Mai: Hermann Lautensach, deutscher Geograph (* 1886)
- 21. Mai: Rudolf Henggeler, Schweizer Benediktiner und Historiker (* 1890)
- 25. Mai: Emil Grünenfelder, Schweizer Jurist und Politiker (* 1873)
- 26. Mai: Armando Picchi, italienischer Fußballspieler und -trainer (* 1935)
- 28. Mai: Audie Murphy, US-amerikanischer Filmschauspieler (* 1925)
- 30. Mai: Marcel Dupré, französischer Komponist, Organist, Musiktheoretiker und Verleger (* 1886)
- 31. Mai: Max Trapp, deutscher Komponist (* 1887)
- 00. Mai: Earl Peterson, US-amerikanischer Country-Musiker (* 1927)

### Juni
- 01. Juni: Reinhold Niebuhr, US-amerikanischer evangelischer Theologe und Philosoph (* 1892)
- 01. Juni: Klaus Stürmer, deutscher Fußballspieler (* 1935)

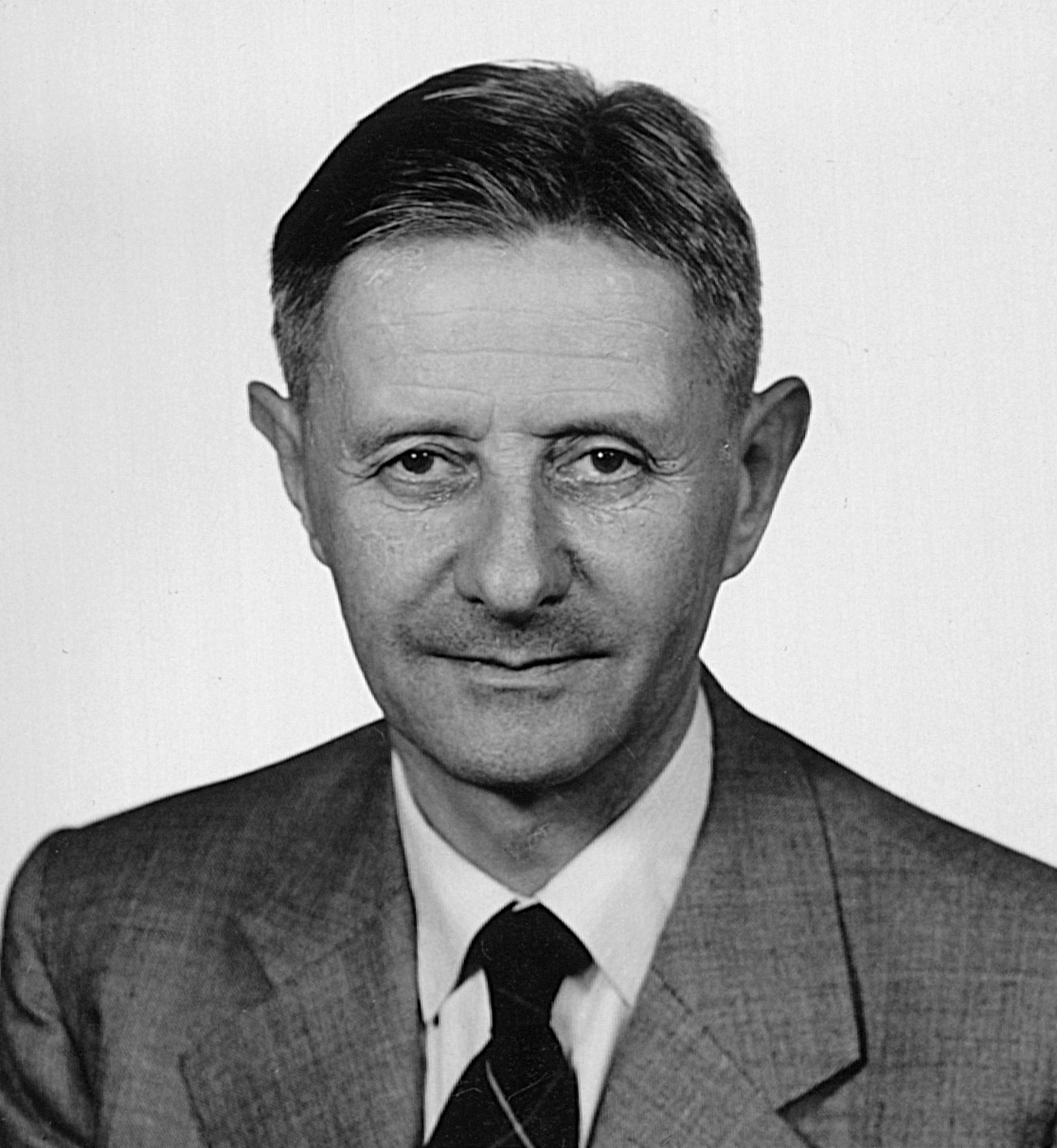
Heinz Hopf

- 02. Juni: Adolf Hempel, deutscher General (* 1915)
- 03. Juni: Heinz Hopf, Schweizer Mathematiker (* 1894)
- 04. Juni: Georg Lukács, jüdisch-ungarischer Philosoph, Literaturwissenschaftler und -kritiker (* 1885)
- 05. Juni: Otto Waffenschmied, österreichischer Illustrator und Comiczeichner (* 1901)
- 06. Juni: Lauro Amadò, Schweizer Fußballspieler (* 1912)
- 06. Juni: Edward Neville da Costa Andrade, britischer Physiker (* 1887)
- 09. Juni: Hans von Arnim, deutscher Beamter, Kirchenfunktionär und Autor (* 1889)
- 09. Juni: Heinrich Deiters, deutscher Schriftsteller und Journalist (* 1882)
- 10. Juni: Michael Rennie, britischer Schauspieler (* 1909)
- 11. Juni: Bert Ambrose, englischer Violinist und Bandleader (* 1896)
- 12. Juni: Nathan Ward Ackerman, US-amerikanischer Psychiater, Psychoanalytiker und Hochschullehrer (* 1908)
- 12. Juni: Hannah von Bredow, deutsche Gegnerin des Nationalsozialismus (* 1893)
- 12. Juni: Hermann Sendelbach, fränkischer Dichter (* 1894)
- 12. Juni: William A. Stanfill, US-amerikanischer Politiker (* 1892)
- 13. Juni: Hinatsu Kōnosuke, japanischer Lyriker, Übersetzer und Literaturwissenschaftler (* 1890)
- 14. Juni: Carlos P. Garcia, philippinischer Politiker und Staatspräsident (* 1896)
- 18. Juni: Paul Karrer, Schweizer Chemiker und Nobelpreisträger (* 1889)
- 19. Juni: Heinrich Ritzel, deutscher Politiker (* 1893)
- 21. Juni: Ludwig Schmidseder, deutscher Komponist, Pianist, Fernsehkoch (* 1904)
- 22. Juni: Heinrich Fassbender, deutscher Politiker (* 1899)
- 24. Juni: Hans Mersmann, deutscher Musikforscher (* 1891)
- 25. Juni: John Boyd Orr, schottischer Arzt und Biologe, Friedensnobelpreisträger (* 1880)
- 25. Juni: Mario Magnozzi, italienischer Fußballspieler und -trainer. (* 1902)
- 25. Juni: Valentin Baur, deutscher Politiker, MdB (* 1891)
- 28. Juni: Franz Stangl, österreichischer Nationalsozialist (* 1908)
- 29. Juni: Néstor Mesta Chayres, mexikanischer Sänger (* 1908)
- 30. Juni: Georgi Asparuchow, bulgarischer Fußballspieler (* 1943)
- 30. Juni: Georgi Dobrowolski, sowjetischer Kosmonaut (* 1928)
- 30. Juni: Wiktor Pazajew, sowjetischer Kosmonaut (* 1933)
- 30. Juni: Wladislaw Wolkow, sowjetischer Kosmonaut (* 1935)
- 30. Juni: Rosa Young, US-amerikanische Pädagogin (* 1890)

### Juli

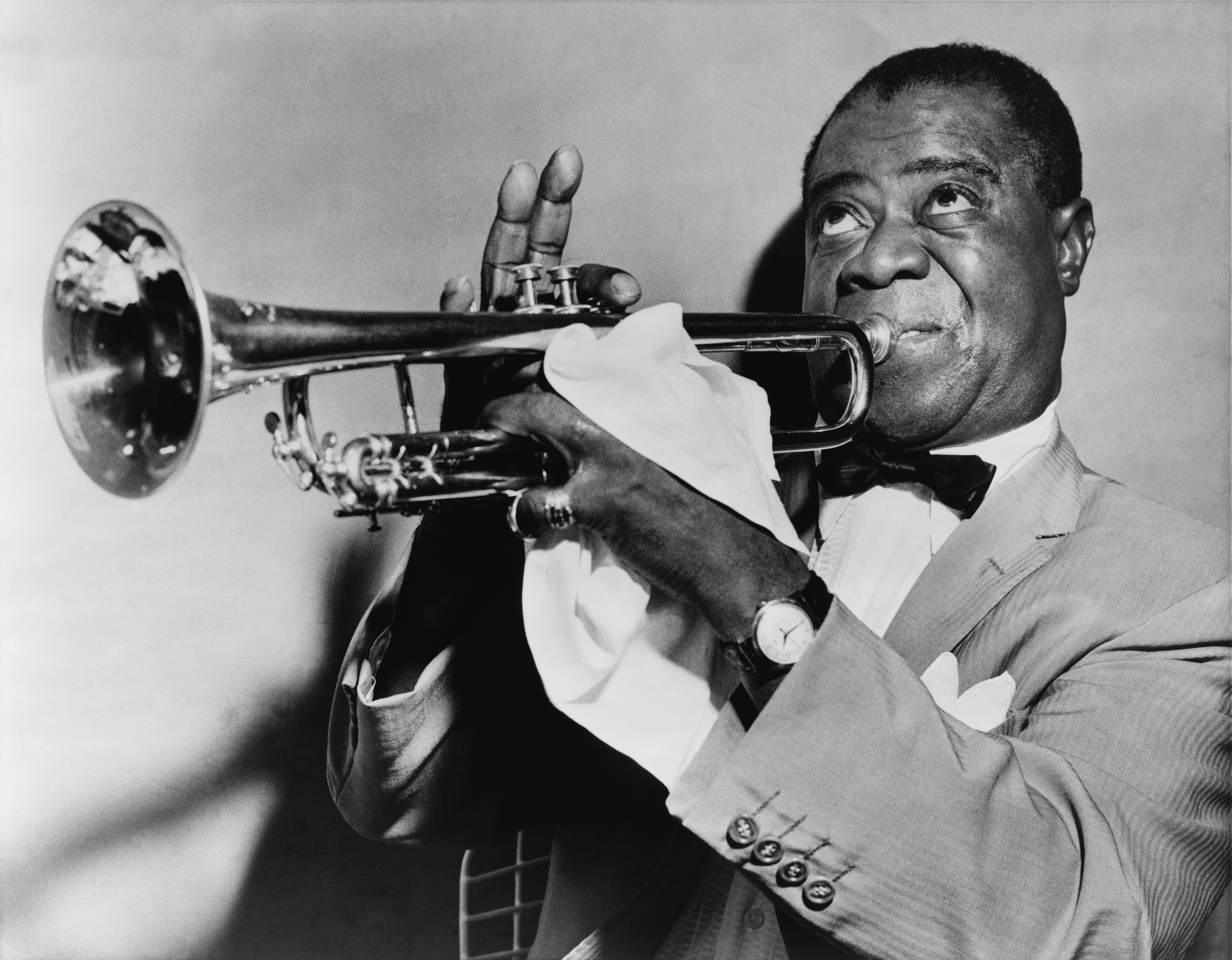
Louis Armstrong († 6. Juli)

- 01. Juli: Sir William Lawrence Bragg, englischer Physiker und Nobelpreisträger (* 1890)
- 02. Juli: Hans Gerstinger, österreichischer Altphilologe (* 1885)
- 02. Juli: Waldemar von Knoeringen, deutscher Politiker (* 1906)
- 02. Juli: Max Nemetz, deutscher Schauspieler (* 1884)

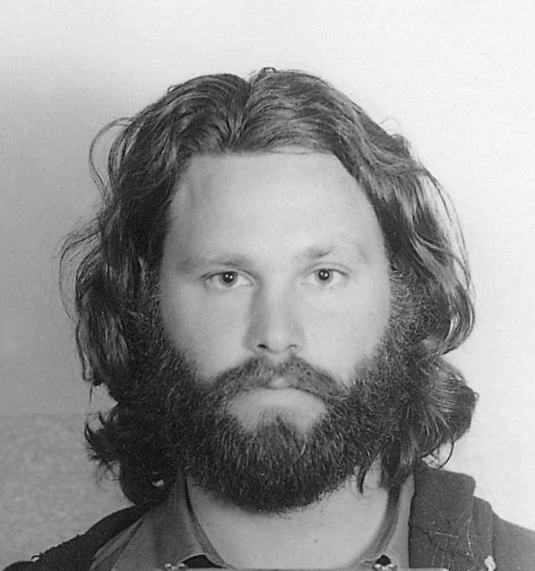
Jim Morrison, 1970

- 03. Juli: Jim Morrison, US-amerikanischer Rock-’n’-Roll-Sänger und Lyriker (* 1943)
- 04. Juli: August Derleth, US-amerikanischer Autor von Horror-Geschichten (* 1909)
- 05. Juli: Thea Sternheim, deutsche Autorin (* 1883)
- 06. Juli: Roger Adams, US-amerikanischer Chemiker (* 1889)
- 06. Juli: Louis Armstrong, US-amerikanischer Jazztrompeter und Sänger (* 1901)
- 06. Juli: Horst Lange, deutscher Schriftsteller (* 1904)
- 07. Juli: Claude Gauvreau, kanadischer Schriftsteller (* 1925)
- 07. Juli: Ub Iwerks, US-amerikanischer Trickfilmzeichner und -techniker (* 1901)
- 08. Juli: Kurt Reidemeister, deutscher Mathematiker (* 1893)
- 09. Juli: Karl Ast, estnischer Schriftsteller und Politiker (* 1886)
- 09. Juli: Günter Bartusch, deutscher Motorradrennfahrer (* 1943)
- 09. Juli: Wilhelm Kohlhoff, deutscher Maler und Graphiker (* 1893)
- 10. Juli: George Kenner, deutscher bildender Künstler (* 1888)
- 10. Juli: Pierre Padrault, französischer Autorennfahrer (* 1904)
- 11. Juli: John W. Campbell, US-amerikanischer Science-Fiction-Schriftsteller (* 1910)
- 11. Juli: Pedro Rodríguez, mexikanischer Formel-1- und Sportwagenrennfahrer (* 1940)
- 12. Juli: Marie Oldekop, deutsche Malerin (* 1883)
- 15. Juli: Petra Schelm, RAF-Mitglied (* 1950)
- 19. Juli: Harold J. Arthur, US-amerikanischer Politiker (* 1904)
- 19. Juli: John Jacob Astor, britischer Adeliger (* 1886)
- 21. Juli: Karl Veken, deutscher Schriftsteller (* 1904)
- 22. Juli: Ted Fiorito, US-amerikanischer Jazzmusiker (* 1900)
- 22. Juli: Willy Max Rademacher, deutscher Politiker (* 1897)

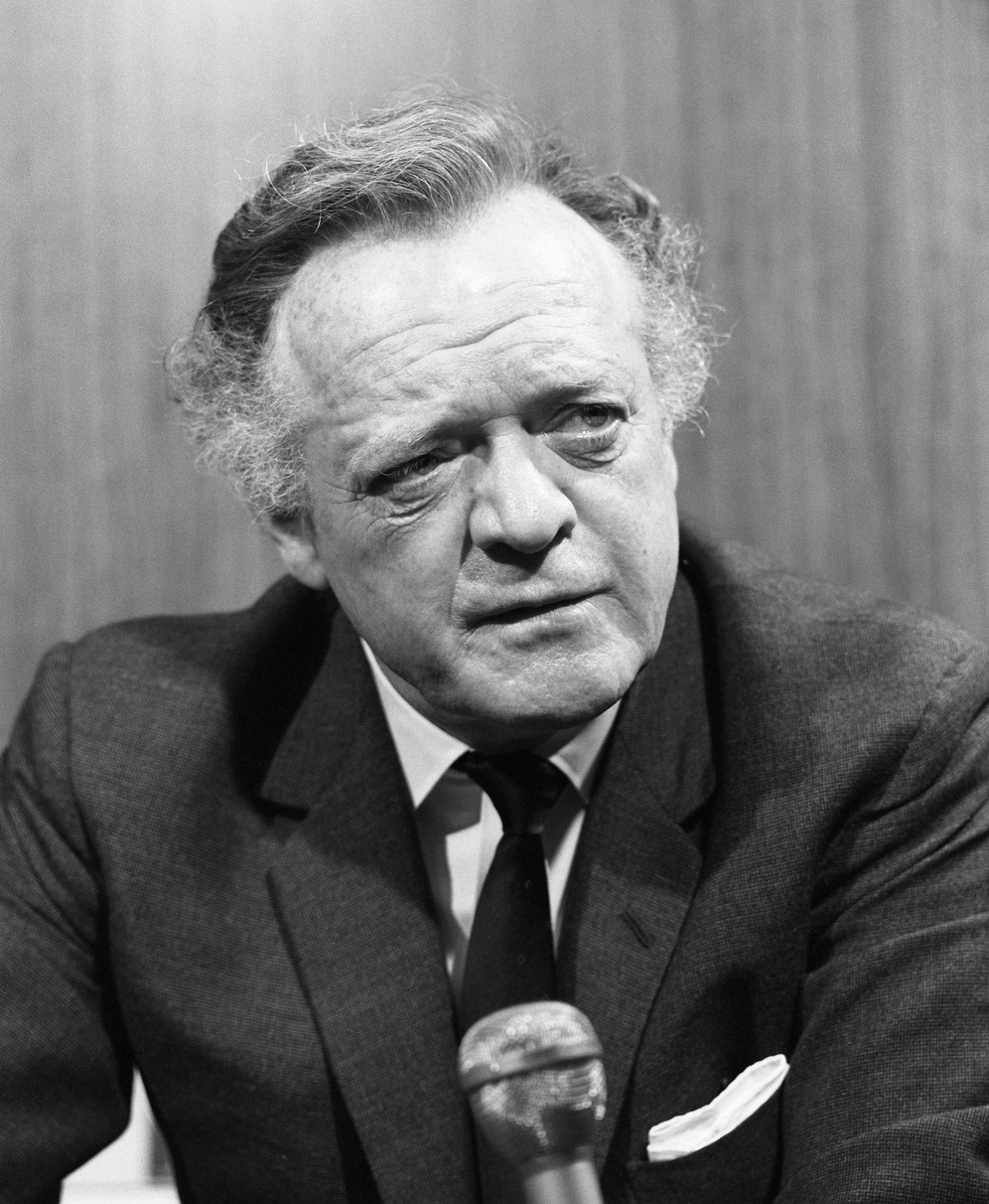
Van Heflin, 1970

- 23. Juli: Van Heflin, US-amerikanischer Schauspieler (* 1908)
- 23. Juli: Ross Thatcher, kanadischer Politiker (* 1917)
- 23. Juli: William S. Tubman, Präsident von Liberia (* 1895)
- 24. Juli: Ernst Josef Aufricht, deutscher Schauspieler und Theaterdirektor (* 1898)
- 24. Juli: Lou Fine, US-amerikanischer Comiczeichner und Illustrator (* 1914)
- 24. Juli: Alan Rawsthorne, englischer Komponist (* 1905)
- 25. Juli: René Cotton, französischer Skiläufer, Automobilrennfahrer und Motorsportmanager (* 1914)
- 25. Juli: Leroy Robertson, US-amerikanischer Komponist (* 1896)
- 26. Juli: Diane Arbus, US-amerikanische Fotografin und Fotojournalistin (* 1923)
- 27. Juli: Bernhard Paumgartner, österreichischer Musiker (* 1887)

### August
- 01. August: Henri Poitras, kanadischer Schauspieler und Dramatiker (* 1896)
- 02. August: Ludwig Marcuse, Philosoph und Schriftsteller (* 1894)
- 04. August: Georg Maurer, deutscher Lyriker, Essayist und Übersetzer, Professor (* 1907)
- 06. August: Fausto Cleva, US-amerikanischer Dirigent (* 1902)
- 08. August: Ella Bergmann-Michel, deutsche Malerin, Fotografin und Dokumentarfilmerin (* 1895)
- 08. August: Julien Hasley, französischer Autorennfahrer (* 1898)
- 08. August: Joseph Santley, US-amerikanischer Regisseur, Autor und Produzent (* 1889)
- 10. August: Federico Callori di Vignale, Kardinal der römisch-katholischen Kirche (* 1890)
- 13. August: King Curtis, US-amerikanischer Tenorsaxophonist (* 1934)
- 14. August: Georg von Opel, deutscher Automobilunternehmer und Sportfunktionär (* 1912)
- 15. August: Paul Lukas, ungarisch-amerikanischer Schauspieler (* 1894)
- 15. August: Thomas Wayne, US-amerikanischer Rockabilly- und Pop-Sänger (* 1940)
- 19. August: Mary Kendall Browne, US-amerikanische Tennisspielerin (* 1891)
- 19. August: Reinhold Maier, deutscher Politiker und Ministerpräsident von Baden-Württemberg (* 1889)
- 24. August: Carl Blegen, US-amerikanischer Archäologe (* 1887)
- 27. August: Lil Hardin Armstrong, US-amerikanische Jazz-Pianistin, -Sängerin und -Komponistin (* 1898)
- 27. August: Margaret Bourke-White, US-amerikanische Fotoreporterin (* 1904)
- 30. August: Louis Armand, französischer Bergbauingenieur, Eisenbahner und Präsident der Europäischen Atomgemeinschaft (* 1905)
- 30. August: Hein König, deutscher Kunstmaler (* 1891)

### September
- 01. September: Paul Niehans, Schweizer Arzt (* 1882)
- 01. September: Willi Scharf, deutscher Geologe (* 1896)
- 01. September: Peter Uhlig, deutscher Endurosportler (* 1940)
- 02. September: Humberto Viscarra Monje, bolivianischer Komponist (* 1898)
- 04. September: Enrico Dassetto, Schweizer Komponist und Dirigent (* 1874)
- 04. September: Bourke Blakemore Hickenlooper, US-amerikanischer Politiker (* 1896)
- 05. September: Hans Domizlaff, Künstler (* 1892)
- 05. September: George Trafton, US-amerikanischer American-Football-Spieler (* 1896)
- 10. September: Anna Maria Pierangeli, italienische Schauspielerin (* 1932)
- 10. September: Winston L. Prouty, US-amerikanischer Politiker (* 1906)

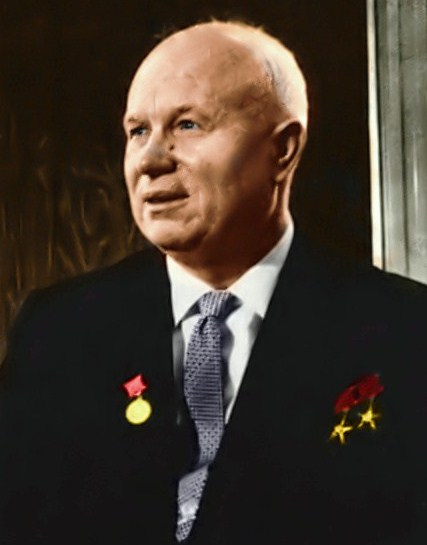
Nikita Chruschtschow
(† 11. September)

- 11. September: Nikita Chruschtschow, sowjetischer Politiker und Regierungschef (* 1894)
- 12. September: Klaus Reisch, österreichischer Automobilrennfahrer (* 1941)
- 12. September: Edgar Wind, deutscher Kunsthistoriker (* 1900)
- 13. September: George Lambert, kanadischer Sänger und Musikpädagoge (* 1900)
- 14. September: Harald Lander, dänischer Balletttänzer und Choreograph (* 1905)
- 15. September: Rudolf Anderl, deutscher Journalist und Schriftsteller (* 1904)
- 15. September: Tom Linton Anderson, kanadischer Eishockeyspieler und -trainer (* 1911)
- 15. September: John Desmond Bernal, britischer Physiker (* 1901)
- 15. September: Umberto Malvano, italienischer Fußballspieler, -schiedsrichter und -funktionär sowie Ingenieur (* 1884)
- 16. September: Heinrich Glücklich, Kaufmann (* 1877)
- 19. September: William Foxwell Albright, US-amerikanischer Archäologe und Orientalist (* 1891)
- 20. September: Giorgos Seferis, griechischer Schriftsteller und Diplomat, Nobelpreisträger (* 1900)
- 21. September: Bernardo Alberto Houssay, argentinischer Physiologe, Nobelpreisträger (* 1887)
- 21. September: Egon Itta, deutscher Maler (* 1890)
- 23. September: Eugen Lechner, deutscher Politiker (* 1903)
- 24. September: Carl Bellingrodt, Mitbegründer des Bundesverbands deutscher Eisenbahnfreunde (BDEF) (* 1897)
- 25. September: Hugo Black, US-amerikanischer Politiker und Jurist (* 1886)
- 27. September: Douglas Copland, neuseeländisch-australischer Wirtschaftswissenschaftler und Diplomat (* 1894)
- 27. September: Hermann Ehrhardt, deutscher Militär- und Freikorpsführer (* 1881)
- 27. September: Einar Ralf, schwedischer Opernsänger und Komponist (* 1888)
- 29. September: Walter Bartram, deutscher Politiker (* 1893)

### Oktober
- 02. Oktober: Walther Bullerdiek, deutscher Schauspieler, Hörspielsprecher und Komponist (* 1901)
- 02. Oktober: Bola de Nieve, kubanischer Musiker (* 1911)
- 03. Oktober: Edit Angold, deutsche Schauspielerin (* 1895)
- 03. Oktober: Lester H. Germer, US-amerikanischer Physiker (* 1896)
- 04. Oktober: Norman Cota, US-amerikanischer General (* 1893)
- 04. Oktober: Homer Ruh, US-amerikanischer American-Football-Spieler (* 1895)
- 07. Oktober: John E. Miles, US-amerikanischer Politiker (* 1884)
- 10. Oktober: Arne Benary, deutscher Wirtschaftswissenschaftler in der DDR (* 1929)
- 10. Oktober: Cyril Burt, britischer Psychologe (* 1883)
- 10. Oktober: Metod Doležil, tschechischer Chorleiter und Musikpädagoge (* 1885)
- 10. Oktober: Ernst Kuntscher, deutscher Politiker (* 1899)

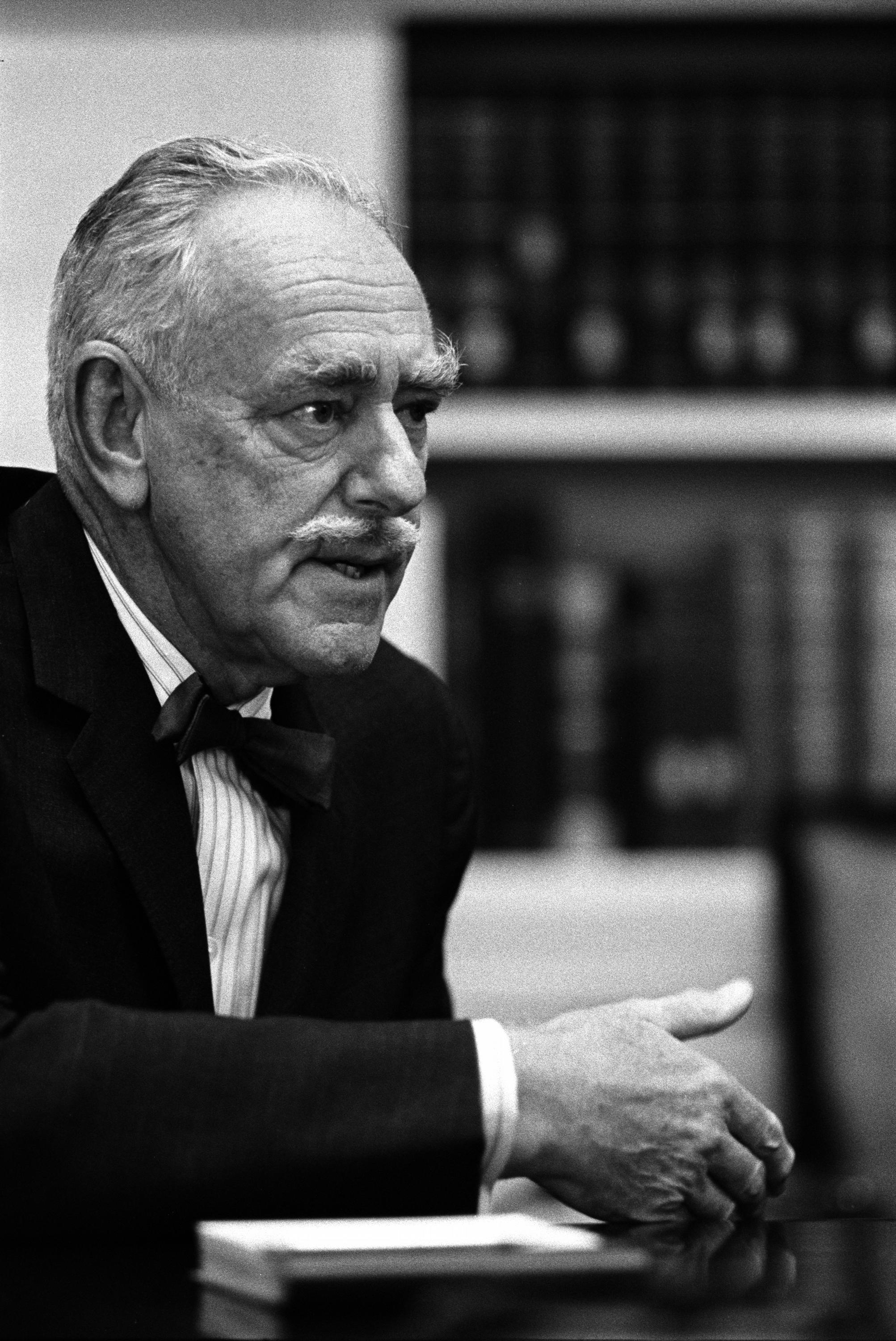
Dean Acheson

- 12. Oktober: Fritz Karl Walther Achterberg, deutscher Schauspieler (* 1880)
- 12. Oktober: Dean Acheson, US-amerikanischer Außenminister (* 1893)
- 12. Oktober: Gene Vincent, US-amerikanischer Musiker (* 1935)
- 13. Oktober: Benito Canónico, venezolanischer Komponist (* 1894)
- 14. Oktober: Berthold Bahnsen, friesisch-deutscher Politiker (* 1913)
- 15. Oktober: Joseph Offenbach, deutscher Schauspieler (* 1904)
- 15. Oktober: Will Rasner, deutscher Politiker (* 1920)
- 17. Oktober: Willi Eichler, deutscher Journalist und Politiker (* 1896)
- 17. Oktober: Russ Method, US-amerikanischer American-Football-Spieler (* 1897)
- 18. Oktober: Peter Szondi, ungarischer Literaturwissenschaftler, Kritiker, Übersetzer und Essayist (* 1929)
- 20. Oktober: Ernst Arnds, deutscher Politiker (* 1922)
- 22. Oktober: Heinrich Landahl, Hamburger Schulsenator (* 1895)
- 22. Oktober: Norbert Schmid, Polizist, Opfer der RAF (* 1939)
- 23. Oktober: Herbert Böhme, deutscher Lyriker, Schriftsteller und Publizist (* 1907)
- 24. Oktober: Carl Ruggles, US-amerikanischer Komponist (* 1876)
- 24. Oktober: Jo Siffert, Schweizer Formel 1, Tourenwagen und Can-Am Rennfahrer und Star (* 1936)
- 25. Oktober: Hanns Blaschke, Bürgermeister von Wien (* 1896)
- 26. Oktober: Yves de la Casinière, französischer Komponist und Musikpädagoge (* 1897)
- 29. Oktober: Maura Böckeler, deutsche Benediktinerin, Schriftstellerin und Forscherin über Hildegard von Bingen (* 1890)
- 29. Oktober: Duane Allman, Slide-Gitarren-Legende, Rock- und Blues-Gitarrist (* 1946)
- 29. Oktober: Julius Zerzer, Schriftsteller (* 1889)
- 30. Oktober: Osvald Chlubna, tschechischer Komponist (* 1893)
- 30. Oktober: Ernst Günter Troche, deutscher Kunsthistoriker, Kunsthändler und Museumsdirektor (* 1909)

### November
- 01. November: Gertrud von le Fort, deutsche Schriftstellerin (* 1876)
- 01. November: Michail Romm, russischer Filmregisseur (* 1901)
- 02. November: Lucie Adelsberger, deutsche Medizinerin (* 1895)
- 02. November: Martha Vickers, US-amerikanische Schauspielerin (* 1971)
- 02. November: Svensk Hjalmar Andersson Zakeus, schwedischer Langstreckenläufer (* 1889)
- 03. November: Tawee Boonyaket, Landwirtschaftsminister und Premierminister von Thailand (* 1904)
- 03. November: Hans Krüger, deutscher Politiker (* 1902)
- 05. November: Martin Frey, deutscher Politiker (* 1904)

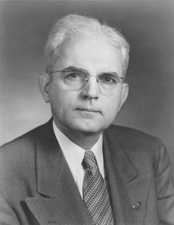
Spessard Holland

- 06. November: Spessard Holland, US-amerikanischer Politiker (* 1892)
- 07. November: Maurice Hewitt, französischer Geiger und Dirigent (* 1884)
- 10. November: Walter Van Tilburg Clark, US-amerikanischer Schriftsteller (* 1909)
- 12. November: Dietrich Klagges, Ministerpräsident des Landes Braunschweig während der NS-Zeit (* 1891)
- 13. November: Ramón Emilio Jiménez, dominikanischer Schriftsteller (* 1886)
- 14. November: Narayan Hari Apte, indischer Schriftsteller, Herausgeber und Drehbuchautor (* 1889)
- 14. November: Paul Klinger, deutscher Schauspieler (* 1907)
- 14. November: Gottlieb Söhngen, deutscher katholischer Theologe und Philosoph (* 1892)
- 16. November: Bruno Cicognani, italienischer Schriftsteller (* 1879)
- 16. November: Walter Möller, deutscher Kommunalpolitiker der SPD (* 1920)
- 16. November: Edie Sedgwick, US-amerikanische Schauspielerin (* 1943)
- 17. November: James Howard Edmondson, US-amerikanischer Politiker (* 1925)
- 18. November: Rudolf Kopf, österreichischer Jurist und Politiker (* 1890)
- 18. November: Junior Parker, US-amerikanischer Blues-Musiker (* 1932)
- 20. November: Will Elfes, deutscher Bildhauer und Musiker (* 1924)
- 21. November: Charlotte Kramm, deutsche Schauspielerin (* 1900)
- 22. November: Ludwig Adenauer, deutscher Beamter (* 1902)
- 22. November: Georges Aubé, französischer General (* 1884)
- 24. November: Friedrich Oehlkers, deutscher Botaniker (* 1890)
- 24. November: Ernst Göhner, schweizerischer Bauunternehmer und Unternehmer (* 1900)
- 25. November: Jan Engbertus Jonkers, niederländischer Strafrechtler (* 1890)
- 26. November: Giuseppe Antonio Doto, italienischer Mafioso (* 1902)
- 26. November: Alphonse de Burnay, portugiesischer Autorennfahrer (* 1899)
- 26. November: Jacques de Senarclens, Schweizer evangelischer Geistlicher und Hochschullehrer (* 1914)
- 27. November: Joe Guyon, US-amerikanischer American-Football-Spieler (* 1892)
- 27. November: Jēkabs Mediņš, lettischer Komponist (* 1885)
- 28. November: Grantley Herbert Adams, barbadischer Politiker (* 1898)
- 29. November: Fritz Enderlin, Schweizer Lehrer, Dialektologe, Mundart-Schriftsteller und Kirchenlied-Dichter (* 1883)
- 29. November: Olivier Guimond, kanadischer Schauspieler (* 1914)
- 29. November: Heinz Tiessen, deutscher Komponist (* 1887)

### Dezember
- 04. Dezember: Anton Horner, österreichischer Hornist (* 1877)
- 04. Dezember: Meinrad Inglin, Schweizer Autor (* 1893)
- 04. Dezember: Georg von Rauch, deutscher Terrorist (* 1947)
- 05. Dezember: Andrej Andrejewitsch Andrejew, sowjetischer Politiker (* 1895)
- 05. Dezember: Thomas A. Burke, US-amerikanischer Politiker (* 1898)
- 05. Dezember: Charlotte Pluquet-Dziekan, deutsche Malerin (* 1902)
- 06. Dezember: Georg Haas, deutscher Arzt, Erfinder der Blutwäsche (* 1886)
- 07. Dezember: Josef Adlmannseder, österreichischer Politiker (* 1888)
- 09. Dezember: Giuseppe Agostini, kanadischer Dirigent und Komponist (* 1890)
- 09. Dezember: Ralph Johnson Bunche, US-amerikanischer Diplomat, Bürgerrechtler und Friedensnobelpreisträger (* 1904)
- 12. Dezember: Max Mell, österreichischer Dramatiker und Lyriker (* 1882)
- 13. Dezember: François Augiéras, französischer Autor (* 1925)
- 13. Dezember: Dita Parlo, deutsch-französische Filmschauspielerin (* 1908)
- 15. Dezember: Paul Lévy, französischer Mathematiker (* 1886)
- 16. Dezember: Albert Lieven, deutscher Schauspieler (* 1906)
- 18. Dezember: Bobby Jones, US-amerikanischer Golfspieler (* 1902)
- 20. Dezember: Amerigo Bartoli, italienischer Maler und Karikaturist (* 1890)
- 23. Dezember: Alberto Ancilotto, italienischer Kurzfilmregisseur (* 1903)
- 23. Dezember: Alessandro Cagno, italienischer Automobilrennfahrer (* 1883)
- 24. Dezember: Maria Koepcke, deutsch-peruanische Ornithologin (* 1924)
- 25. Dezember: George William Andrews, US-amerikanischer Politiker (* 1906)
- 25. Dezember: Werner Titel, Politiker, Minister für Umweltschutz und Wasserwirtschaft der DDR (* 1931)
- 29. Dezember: Walther Steller, deutscher Hochschulprofessor, Germanist (* 1895)
- 31. Dezember: Johannes Saß, deutscher Sprachwissenschaftler und Lexikograf (* 1889)

### Tag unbekannt
- Max Aeschlimann, Schweizer Erfinder und Unternehmer (* 1904)
- Antony Bevan, britischer Autorennfahrer (* 1911)
- Carlos Rebelo de Andrade, portugiesischer Architekt (* 1887)
- Erwin Haller, Schweizer Germanist (* 1885)

## Wissenschaftspreise

### Nobelpreise
- Physik: Dennis Gábor
- Chemie: Gerhard Herzberg
- Medizin: Earl W. Sutherland Jr.
- Literatur: Pablo Neruda
- Friedensnobelpreis: Willy Brandt
- Wirtschaftswissenschaft: Simon Kuznets

### Turing Award
- John McCarthy, für Künstliche Intelligenz

## Musik
- Der britische Musiker Elton John erreicht mit seinem am 19. Mai erschienenen Album Honky Château erstmals die Spitze der US-Charts.
- Séverine gewinnt am 3. April in Dublin mit dem Lied Un Banc, un arbre, une rue für Monaco die 16. Auflage des Eurovision Song Contest
- Liste der Nummer-eins-Hits in Deutschland (1971)